# Bagnères-de-Bigorre
Pour les articles homonymes, voir Bagnères et Bigorre.
Bagnères-de-Bigorre  est une commune française, située dans le centre du département des Hautes-Pyrénées dont elle est une des sous-préfectures, en région Occitanie. Sur le plan historique et culturel, la commune est dans la province du Haut-Adour, autrefois incluse dans l’ancien comté de Bigorre.
Le territoire communal est très allongé dans la montagne. Il s’agit d’une zone constituée des prolongements occidentaux des massifs de Néouvielle et de l’Arbizon. Exposé à un climat de montagne, il est drainé par l'Adour, l'Adour de Gripp, l'Adour de Lesponne, le Arrouy, ou Luz, l'Oussouet, la Gailleste, l'Anou, le Garet. Incluse dans le Parc national des Pyrénées, la commune possède un patrimoine naturel remarquable : quatre sites Natura 2000 (le « Néouvielle », le « lac Bleu Léviste », la « vallée de l'Adour » et « Liset de Hount Blanque »), un espace protégé (l'« Adour et affluents ») et dix-sept zones naturelles d'intérêt écologique, faunistique et floristique.
Bagnères-de-Bigorre est une commune urbaine qui compte 7 060 habitants en 2022. Elle est dans l'agglomération de Bagnères-de-Bigorre et fait partie de l'aire d'attraction de Bagnères-de-Bigorre. Ses habitants sont appelés les Bagnérais ou  Bagnéraises.

## Géographie

### Localisation
La commune de Bagnères-de-Bigorre se trouve dans le département des Hautes-Pyrénées, en région Occitanie.
Sur le plan historique et culturel, Bagnères-de-Bigorre fait partie de la province historique du Haut-Adour, autrefois incluse dans l’ancien comté de Bigorre. Il s’agit d’une zone montagneuse constituée des prolongements occidentaux des massifs de Néouvielle et de l’Arbizon,.
Elle se situe à 19 km à vol d'oiseau de Tarbes, préfecture du département.
Le village de La Mongie (station de ski) se trouve sur la commune de Bagnères-de-Bigorre.
Les communes les plus proches sont : 
Gerde (1,8 km), Pouzac (2,7 km), Asté (3,0 km), Hauban (3,4 km), Mérilheu (3,9 km), Uzer (4,0 km), Beaudéan (4,3 km), Labassère (4,4 km).
| Labassère, Germs-sur-l'Oussouet, Ourdis-Cotdoussan (par un quadripoint) | Pouzac, Hauban       | Mérilheu, Argelès-Bagnères, Uzer, Gerde |
| Gazost                                                                  | Bagnères-de-Bigorre  | Asté, Beaudéan                          |
| Beaucens, Sers                                                          | Barèges, Vielle-Aure | Campan, Aulon                           |

### Paysages et reliefs

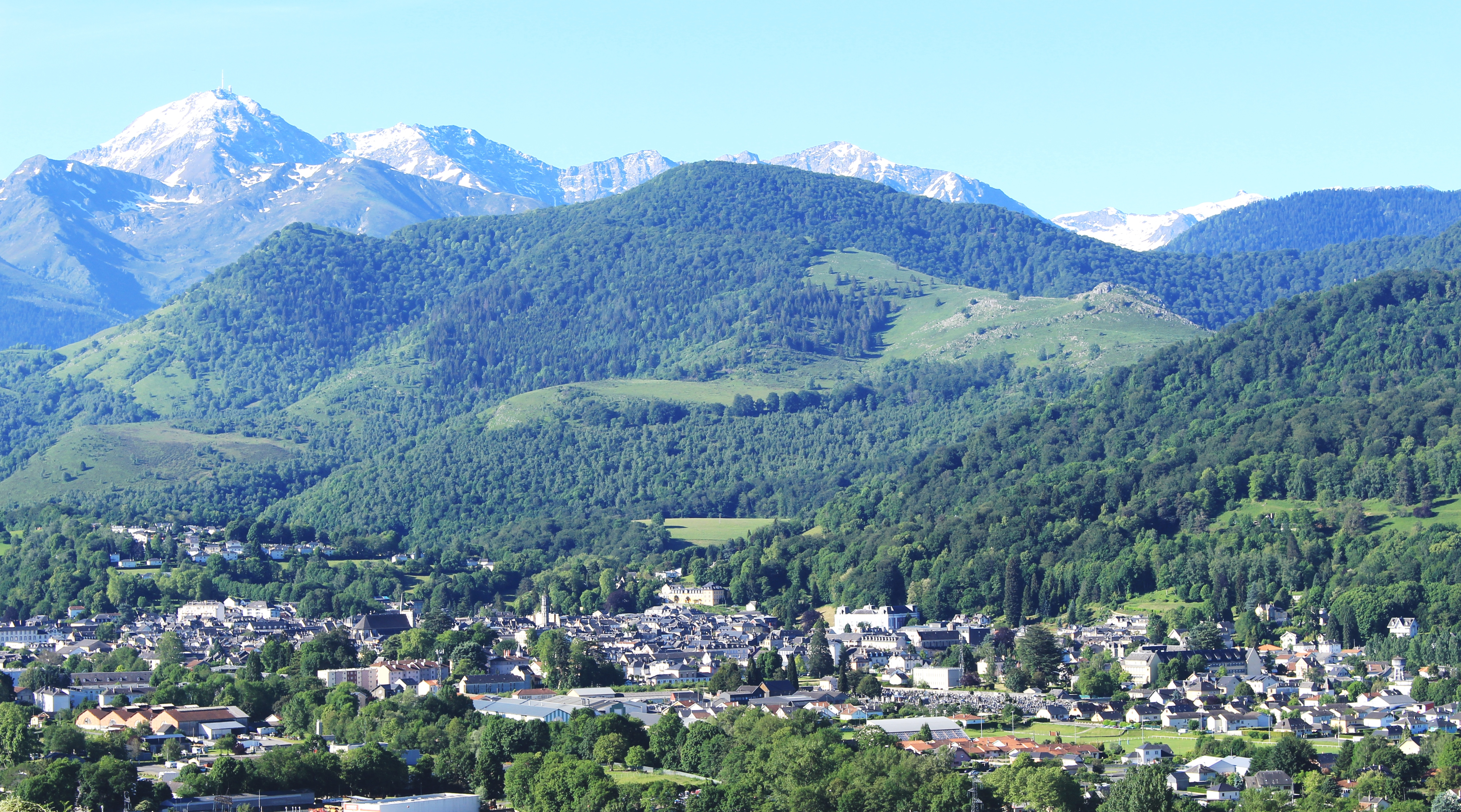
Vue générale en été.

Bagnères-de-Bigorre se situe en Haute-Bigorre au pied des Pyrénées dans la vallée de l'Adour au contact avec la vallée de Campan sur la départementale 935.

### Hydrographie

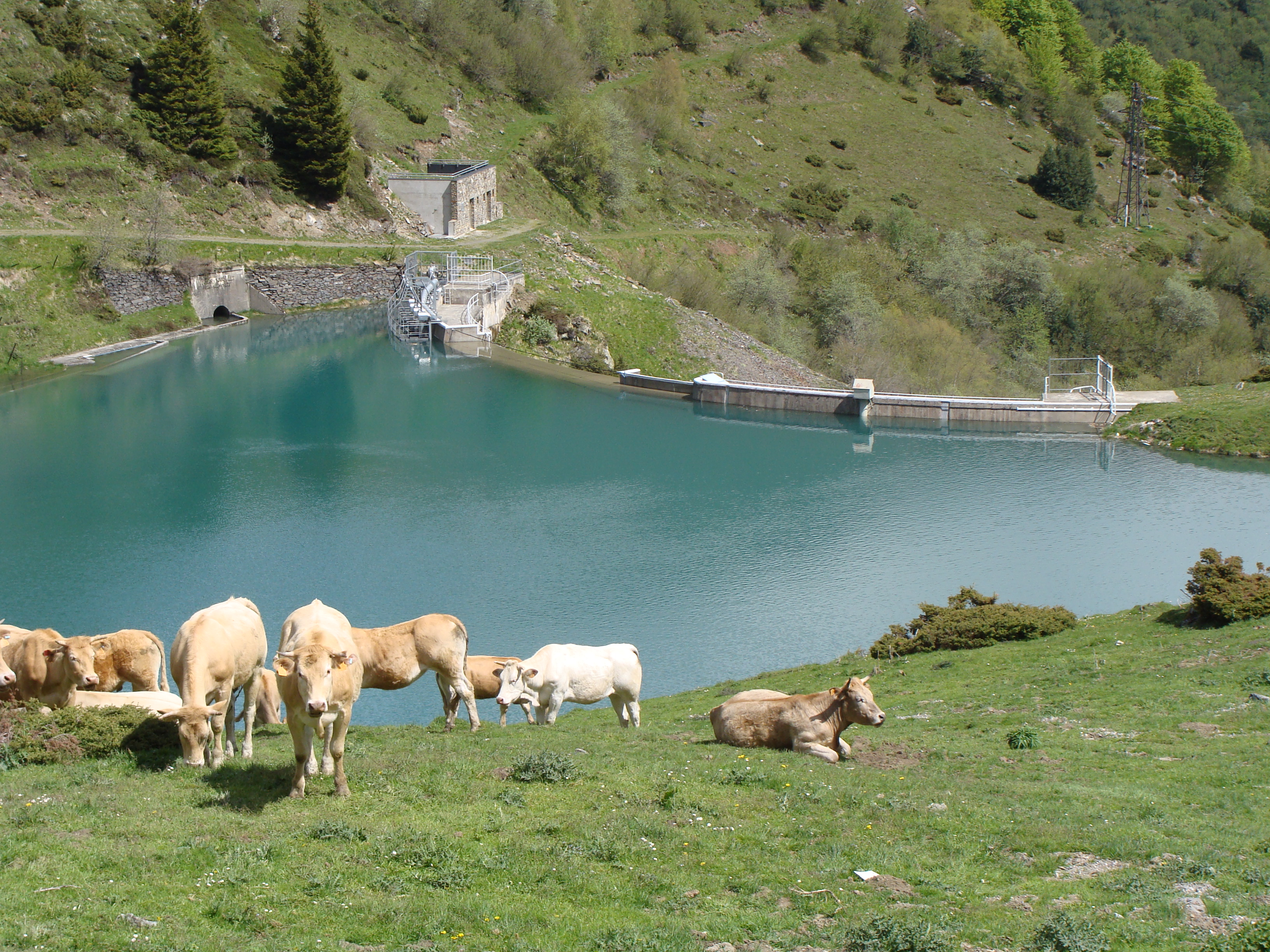
Barrage de Castillon du Tourmalet.

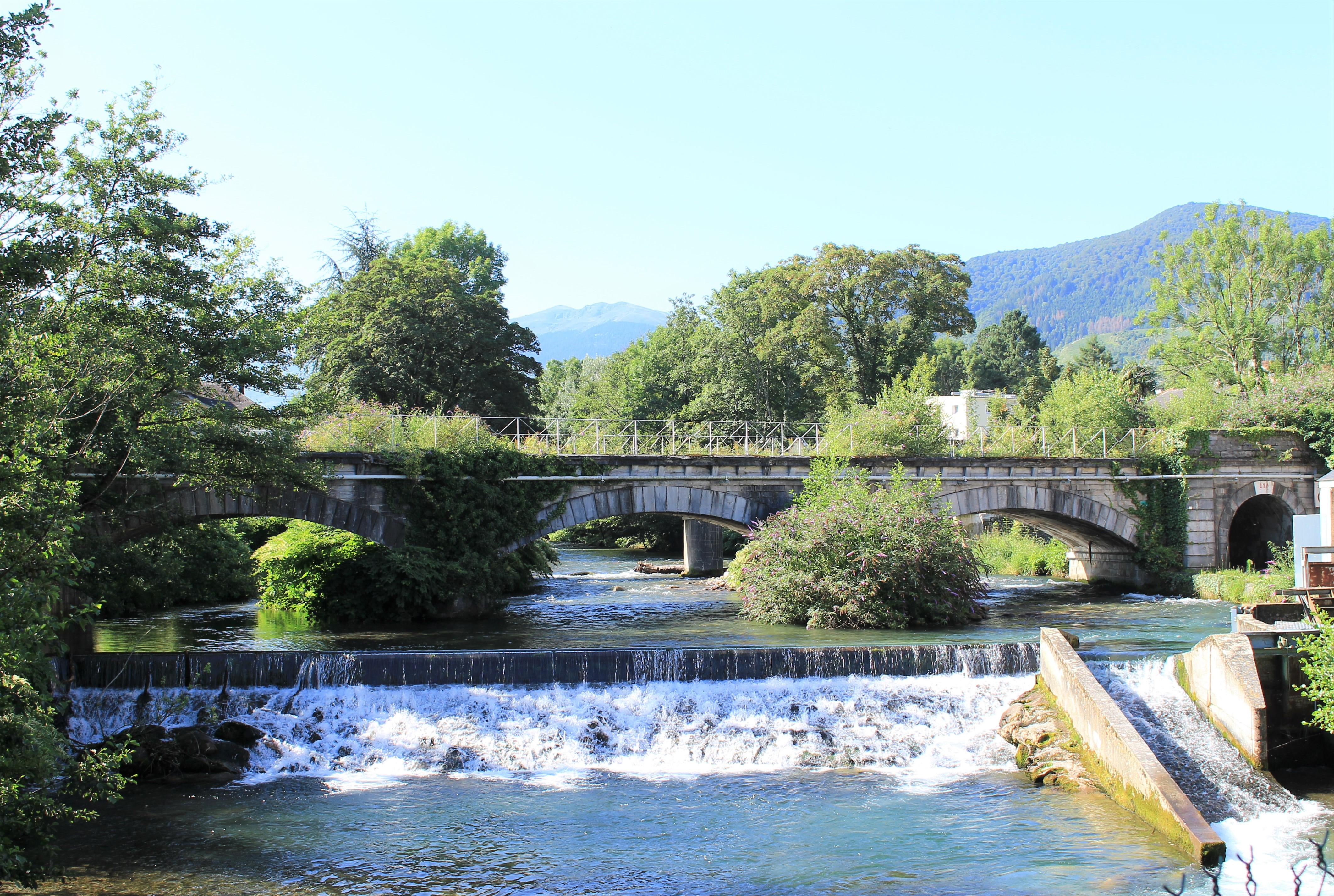
L’Adour traversant Bagnères-de-Bigorre.

Elle est drainée par l'Adour, l'Adour de Gripp, l'Adour de Lesponne, l'Arrouy, ou Luz, l'Oussouet, la Gailleste, L'Anou, le Garet, le ruisseau d'Arizes et le ruisseau de Binaros, constituant un réseau hydrographique de 150 km de longueur totale,.
L'Adour, d'une longueur totale de 308,8 km, se forme dans la vallée de Campan en Haute-Bigorre de la réunion de trois torrents : l'Adour de Payolle, l'Adour de Gripp et l'Adour de Lesponne et s'écoule du sud vers le nord. Il traverse la commune et se jette dans le golfe de Gascogne à Anglet, après avoir traversé 118 communes.
L'Adour de Gripp, d'une longueur totale de 14,6 km, prend sa source dans la commune de Bagnères-de-Bigorre et s'écoule d'est en ouest. Il traverse la commune et se jette dans l'Adour à Capvern.
L'Adour de Lesponne, d'une longueur totale de 18,6 km, prend sa source dans la commune de Beaucens et s'écoule du sud vers le nord. Il traverse la commune et se jette dans l'Adour à Beaudéan, après avoir traversé 4 communes.
L'Arrouy, ou Luz, d'une longueur totale de 10,3 km, prend sa source dans la commune de Gerde et s'écoule du sud vers le nord. Il traverse la commune et se jette dans l'Arros à Bonnemazon, après avoir traversé 7 communes.
L'Oussouet, d'une longueur totale de 15,7 km, prend sa source dans la commune de Bagnères-de-Bigorre et s'écoule du sud vers le nord. Il traverse la commune et se jette dans l'Adour à Montgaillard, après avoir traversé 7 communes.

### Climat
Le climat qui caractérise la commune est qualifié, en 2010, de « climat des marges montargnardes », selon la typologie des climats de la France qui compte alors huit grands types de climats en métropole. En 2020, la commune ressort du type « climat de montagne » dans la classification établie par Météo-France, qui ne compte désormais, en première approche, que cinq grands types de climats en métropole. Pour ce type de climat, la température décroît rapidement en fonction de l'altitude. On observe une nébulosité minimale en hiver et maximale en été. Les vents et les précipitations varient notablement selon le lieu.
Les paramètres climatiques qui ont permis d’établir la typologie de 2010 comportent six variables pour les températures et huit pour les précipitations, dont les valeurs correspondent à la normale 1971-2000. Les sept principales variables caractérisant la commune sont présentées dans l'encadré ci-après.
| Paramètres climatiques communaux sur la période 1971-2000 - Moyenne annuelle de température : 11,2 °C - Nombre de jours avec une température inférieure à −5 °C : 4 j - Nombre de jours avec une température supérieure à 30 °C : 4,8 j - Amplitude thermique annuelle : 14,4 °C - Cumuls annuels de précipitation : 1 076 mm - Nombre de jours de précipitation en janvier : 10,6 j - Nombre de jours de précipitation en juillet : 7,9 j |

Avec le changement climatique, ces variables ont évolué. Une étude réalisée en 2014 par la Direction générale de l'Énergie et du Climat complétée par des études régionales prévoit en effet que la  température moyenne devrait croître et la pluviométrie moyenne baisser, avec toutefois de fortes variations régionales. Ces changements peuvent être constatés sur la station météorologique de Météo-France la plus proche, « Artigues », sur la commune de Campan, mise en service en 1959 et qui se trouve à 6 km à vol d'oiseau,, où la température moyenne annuelle est de 7,7 °C et la hauteur de précipitations de 1 220,8 mm pour la période 1981-2010.
Sur la station météorologique historique la plus proche, « Tarbes-Lourdes-Pyrénées », sur la commune d'Ossun, mise en service en 1946 et à 20 km, la température moyenne annuelle évolue de 12,2 °C pour la période 1971-2000, à 12,6 °C pour 1981-2010, puis à 12,9 °C pour 1991-2020.

### Transports

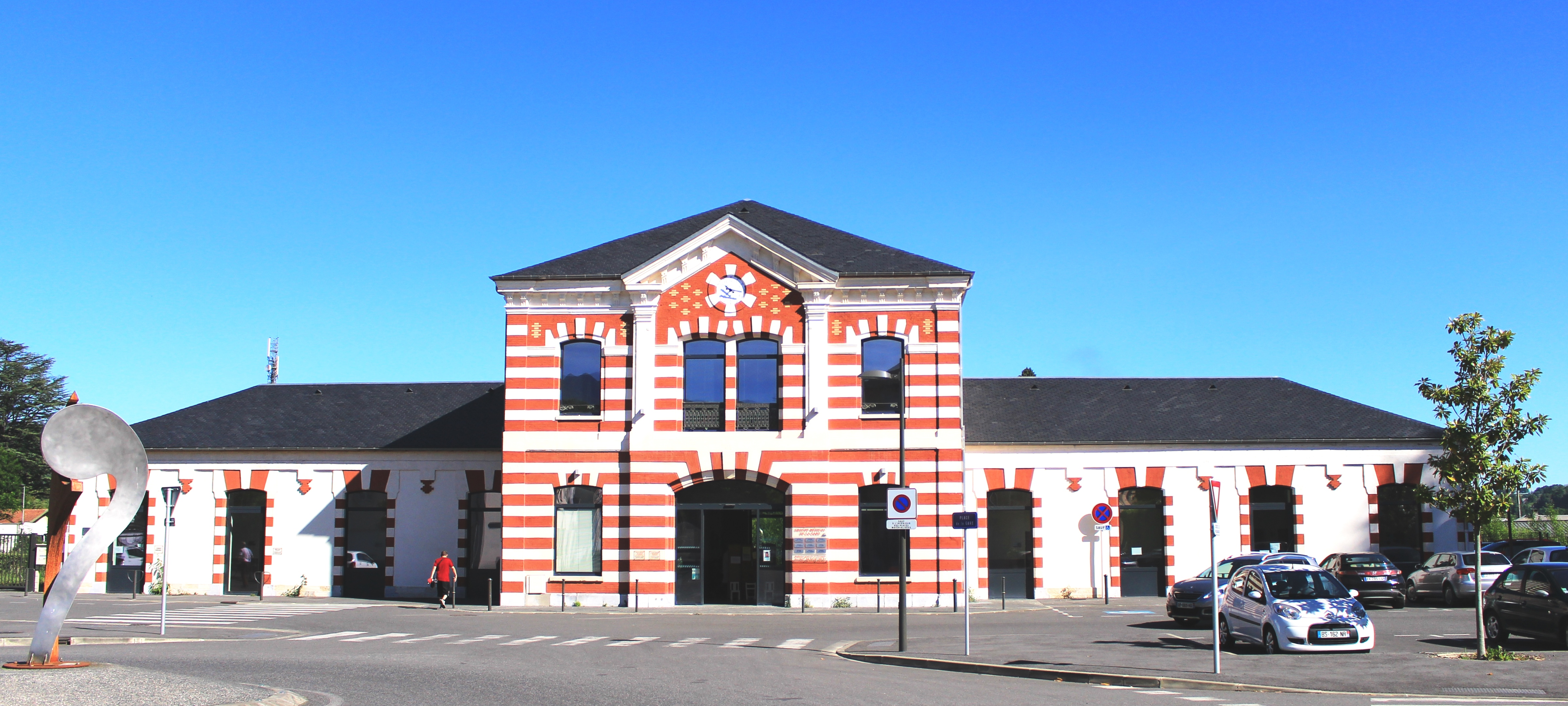
L’ancienne gare ferroviaire.

On accède généralement à Bagnères-de-Bigorre depuis Tarbes par la D 935 qui continue jusqu'à Sainte-Marie de Campan avant de se détacher, soit vers La Mongie (Domaine du Tourmalet), soit vers Arreau et l'Espagne, ou par la D 938 depuis Tournay et l'A64. On peut enfin rejoindre Lourdes depuis Bagnères-de-Bigorre via Montgaillard et la D 937.
Un projet de mise à deux fois deux voies de « l'ancienne route de Bagnères », aujourd'hui routes départementales D 8 et D 16, est à l'étude depuis l'échangeur de Tarbes-Est.
La liaison ferroviaire qui reliait Bagnères à Tarbes a été supprimée à la fin des années 1980, la ligne est aujourd'hui assurée par bus TER, depuis l'ancienne gare ferroviaire, devenue aujourd'hui gare routière.
L'aéroport le plus proche est celui de Tarbes-Lourdes-Pyrénées à 30 kilomètres.
Entre 1914 et 1934 circula le Tramway de la Bigorre sur la ligne Lourdes - Bagnères-de-Bigorre - Plateau d'Artigues.
Le système de transport SK a été conçu à Bagnères-de-Bigorre dans les années 1980.

Sélection de vues des passages à niveau de la ligne Morcenx à Bagnères-de-Bigorre
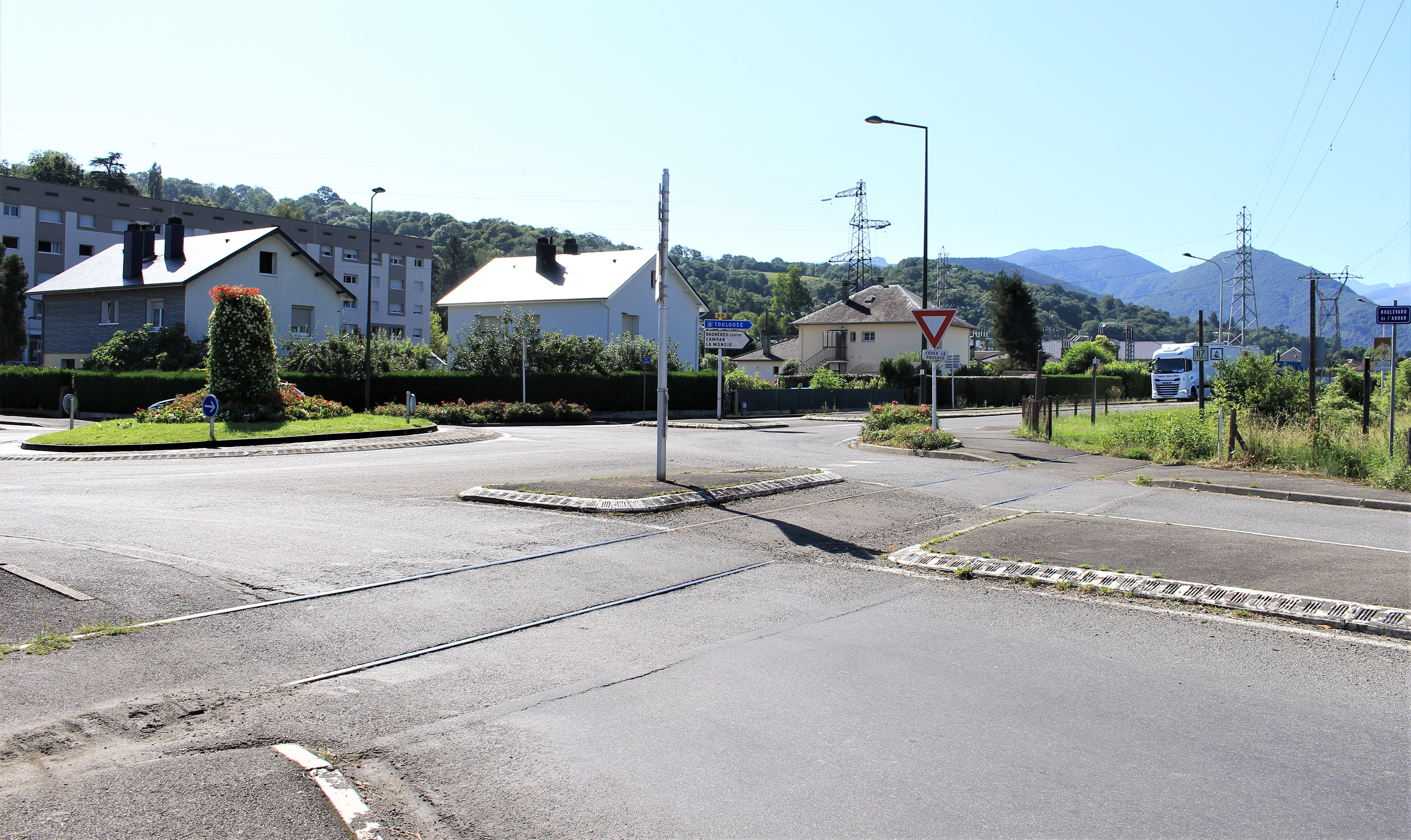
PN 116.
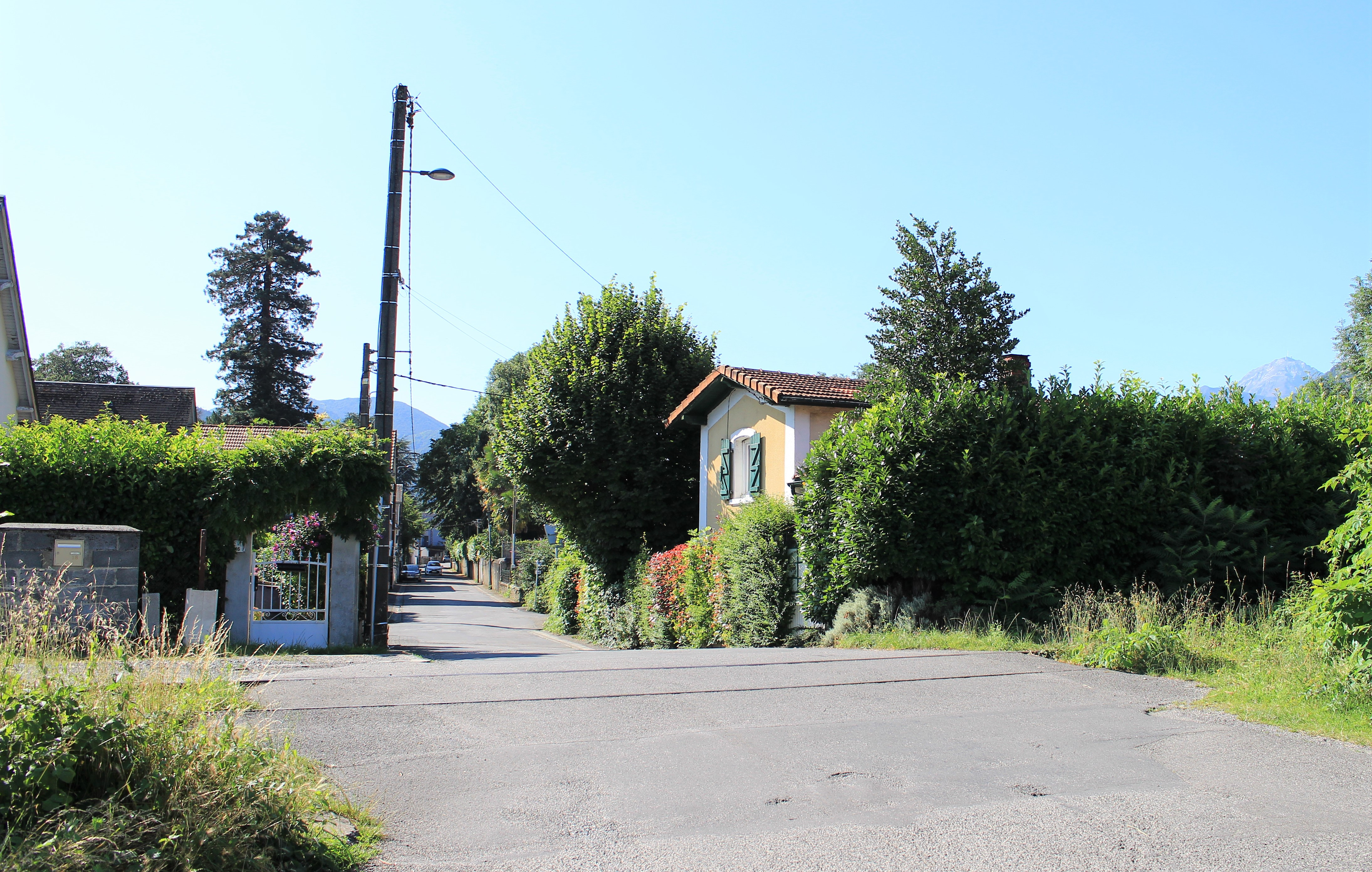
PN 117.

### Milieux naturels et biodiversité

#### Espaces protégés
La protection réglementaire est le mode d’intervention le plus fort pour préserver des espaces naturels remarquables et leur biodiversité associée,.
Dans ce cadre, la commune fait partie de l'aire d'adhésion du Parc National des Pyrénées. Ce  parc national, créé en 1967, abrite une faune riche et spécifique particulièrement intéressante : importantes populations d’isards, colonies de marmottes réimplantées avec succès, grands rapaces tels le Gypaète barbu, le Vautour fauve, le Percnoptère d’Égypte ou l’Aigle royal, le Grand tétras et le discret Desman des Pyrénées qui constitue l’exemple type de ce précieux patrimoine confié au Parc national et aussi l'Ours des Pyrénées,,.
Un  autre espace protégé est présent sur la commune : 
l'« Adour et affluents », objet d'un arrêté de protection de biotope, d'une superficie de 215,8 ha ;

#### Réseau Natura 2000

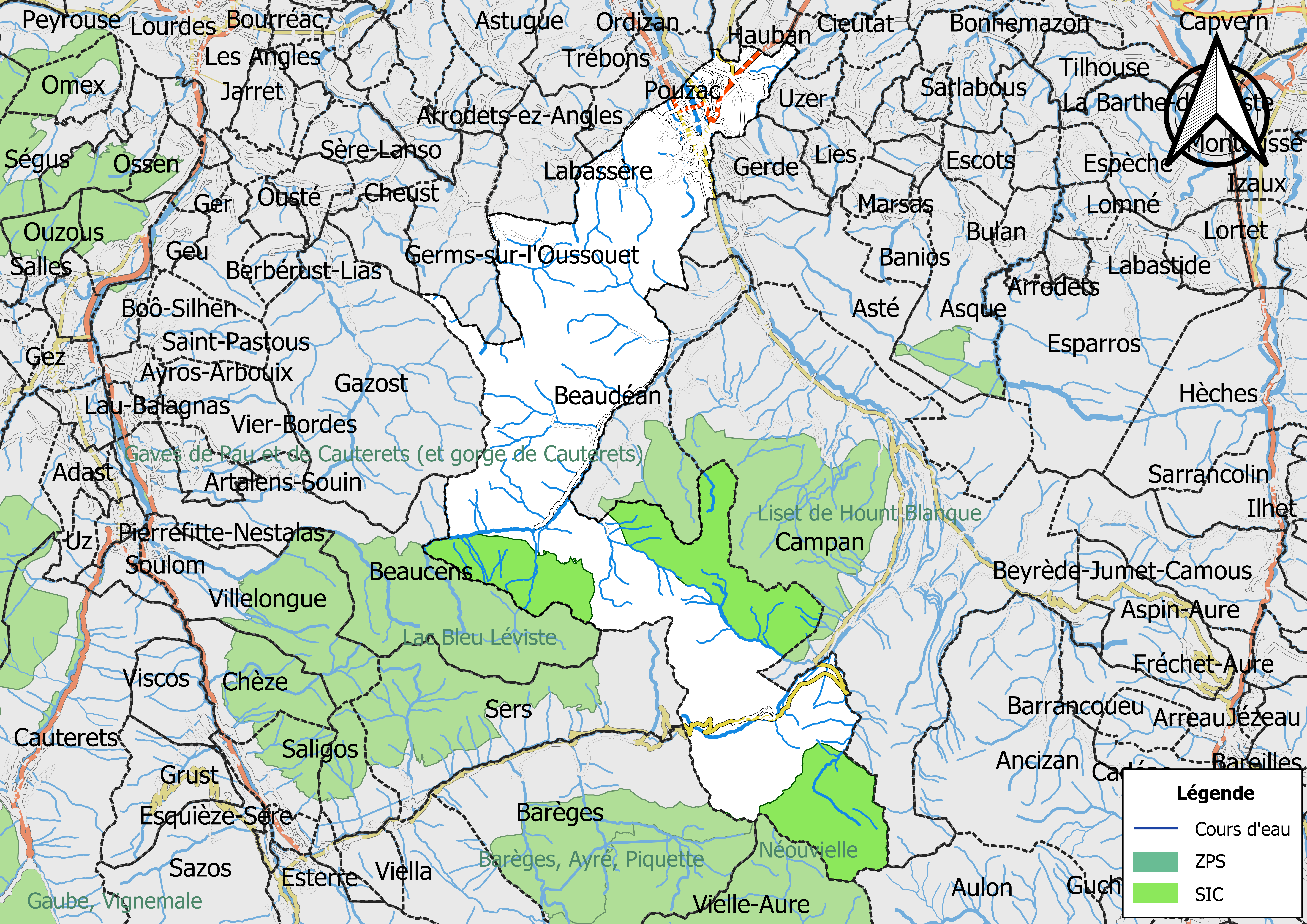
Sites Natura 2000 sur le territoire communal.

Le réseau Natura 2000 est un réseau écologique européen de sites naturels d'intérêt écologique élaboré à partir des Directives « Habitats » et « Oiseaux », constitué de zones spéciales de conservation (ZSC) et de zones de protection spéciale (ZPS).
Quatre sites Natura 2000 ont été définis sur la commune au titre de la « directive Habitats » : 
- « liset de Hount Blanque », d'une superficie de 4 059 ha, présente une végétation caractéristique de la haute-montagne pyrénéenne calcaire et siliceus, dont des pineraies de pins à crochets[32] ;
- le « lac Bleu Léviste », d'une superficie de 6 942 ha, présente une végétation caractéristique de la haute montagne pyrénéenne sur schistes et calcaires[33] ;
- la « vallée de l'Adour », d'une superficie de 2 694 ha, un espace où les habitats terrestres et aquatiques abritent une flore et une faune remarquable et diversifiée, avec la présence de la Loutre et de la Cistude d'Europe[34] ;
- le « Néouvielle », d'une superficie de 6 176 ha, présente une végétation caractéristique de la haute montagne pyrénéenne siliceuse et des milieux humides et tourbeux d'altitude, avec des pineraies de pins à crochets à très haute altitude, des pineraies sylvestres et introgression des deux pins[35].

#### Zones naturelles d'intérêt écologique, faunistique et floristique

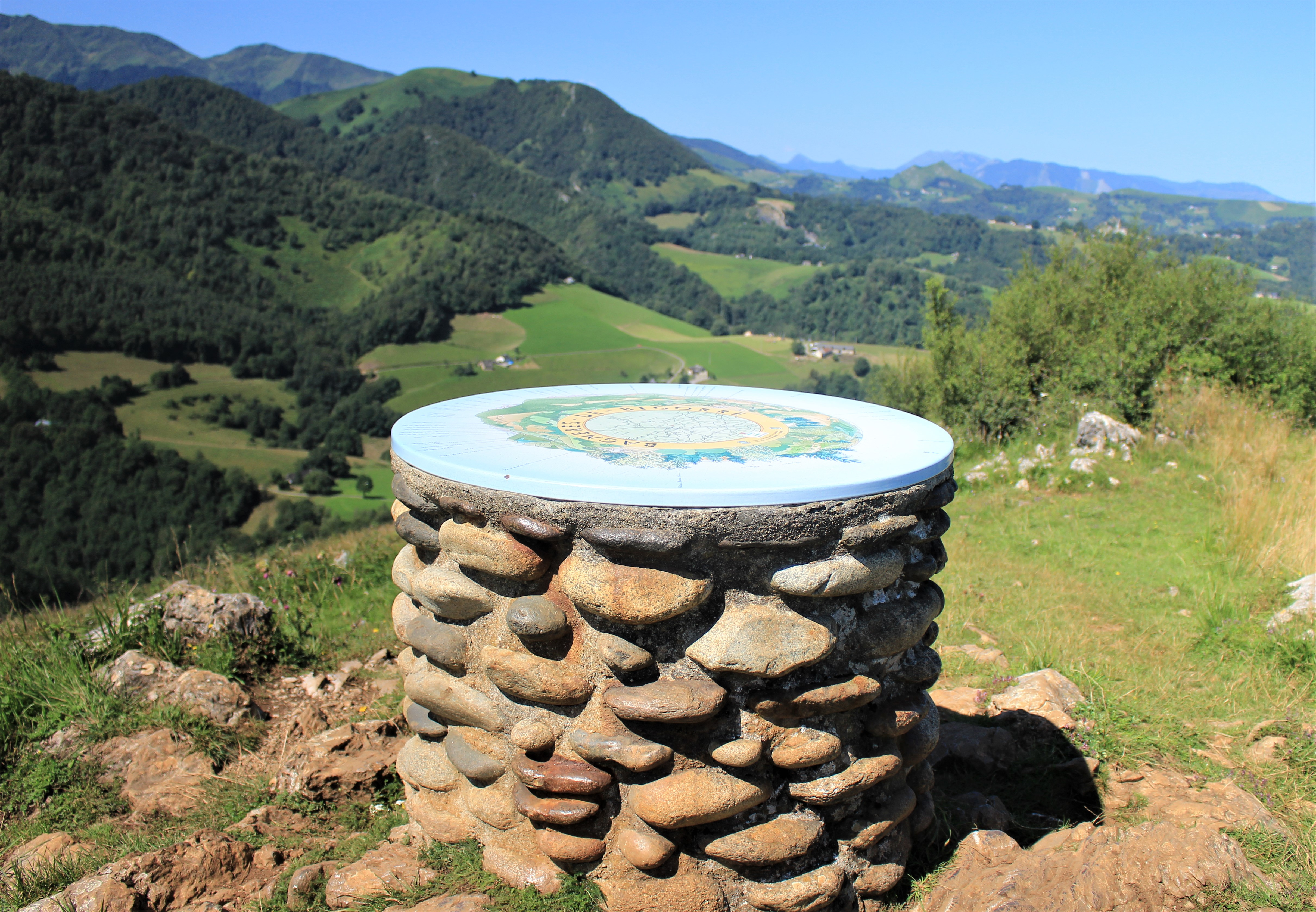
La table d'orientation de la vierge du Bédat.

L’inventaire des zones naturelles d'intérêt écologique, faunistique et floristique (ZNIEFF) a pour objectif de réaliser une couverture des zones les plus intéressantes sur le plan écologique, essentiellement dans la perspective d’améliorer la connaissance du patrimoine naturel national et de fournir aux différents décideurs un outil d’aide à la prise en compte de l’environnement dans l’aménagement du territoire.
Quatorze ZNIEFF de type 1 sont recensées sur la commune :
- le « cirque de Cloutou et sud de la Mongie » (2 257 ha), couvrant 5 communes du département[37] ;
- l'« l'Adour, amont » (61 ha), couvrant 2 communes du département[38] ;
- « l'Adour, de Bagnères à Barcelonne-du-Gers » (2 786 ha), couvrant 59 communes dont 18 dans le Gers, une dans les Landes et 40 dans les Hautes-Pyrénées[39] ;
- le « massif du Pic-du-Midi-de-Bigorre - lac Bleu » (4 075 ha), couvrant 5 communes du département[40] ;
- le « massif en rive gauche du Bastan » (8 315 ha), couvrant 10 communes du département[41] ;
- le « massif karstique du Monné, Tucou, Bédat » (1 512 ha), couvrant 3 communes du département[42] ;
- les « massifs du Montaigu et de Hautacam » (5 411 ha), couvrant 7 communes du département[43] ;
- la « montagne des Quatre Véziaux, Montarrouye et Gaoube » (3 754 ha), couvrant 8 communes du département[44] ;
- la « montagne du Liset de Hount Blanque et Aygue Rouye à la montagnette » (3 294 ha), couvrant 3 communes du département[45] ;
- le « réseau hydrographique de l'Oussouet et de la Gailleste » (111 ha), couvrant 8 communes du département[46] ;
- le « réseau hydrographique des Baronnies » (390 ha), couvrant 35 communes du département[47] ;
- la « réserve du Néouvielle et vallons de Port-Bielh et du Bastan » (6 427 ha), couvrant 8 communes du département[48] ;
- la « vallée de Lesponne » (4 544 ha), couvrant 4 communes du département[49] ;
- les « versants boisés de la vallée de Gripp » (1 109 ha), couvrant 2 communes du département[50] ;

et huit ZNIEFF de type 2, : 
- l'« Adour et milieux annexes » (3 634 ha), couvrant 60 communes dont 18 dans le Gers, une dans les Landes et 41 dans les Hautes-Pyrénées[51] ;
- les « Baronnies » (20 367 ha), couvrant 43 communes du département[52] ;
- le « bassin du Haut Adour » (27 303 ha), couvrant 18 communes du département[53];
- les « coteaux et vallons des Angles et du Bénaquès » (12 879 ha), couvrant 45 communes du département[54];
- la « Haute vallée d'Aure » (43 605 ha), couvrant 38 communes du département[55];
- le « massif du Monné, vallée de l'Oussouet » (6 955 ha), couvrant 11 communes du département[56];
- le « plateau et vallons des Coustalats » (7 832 ha), couvrant 25 communes du département[57];
- les « vallées de Barèges et de Luz » (22 843 ha), couvrant 24 communes du département[58];
- la « vallée d'Ossau » (43 627,41 ha), couvrant 13 communes du département[59].

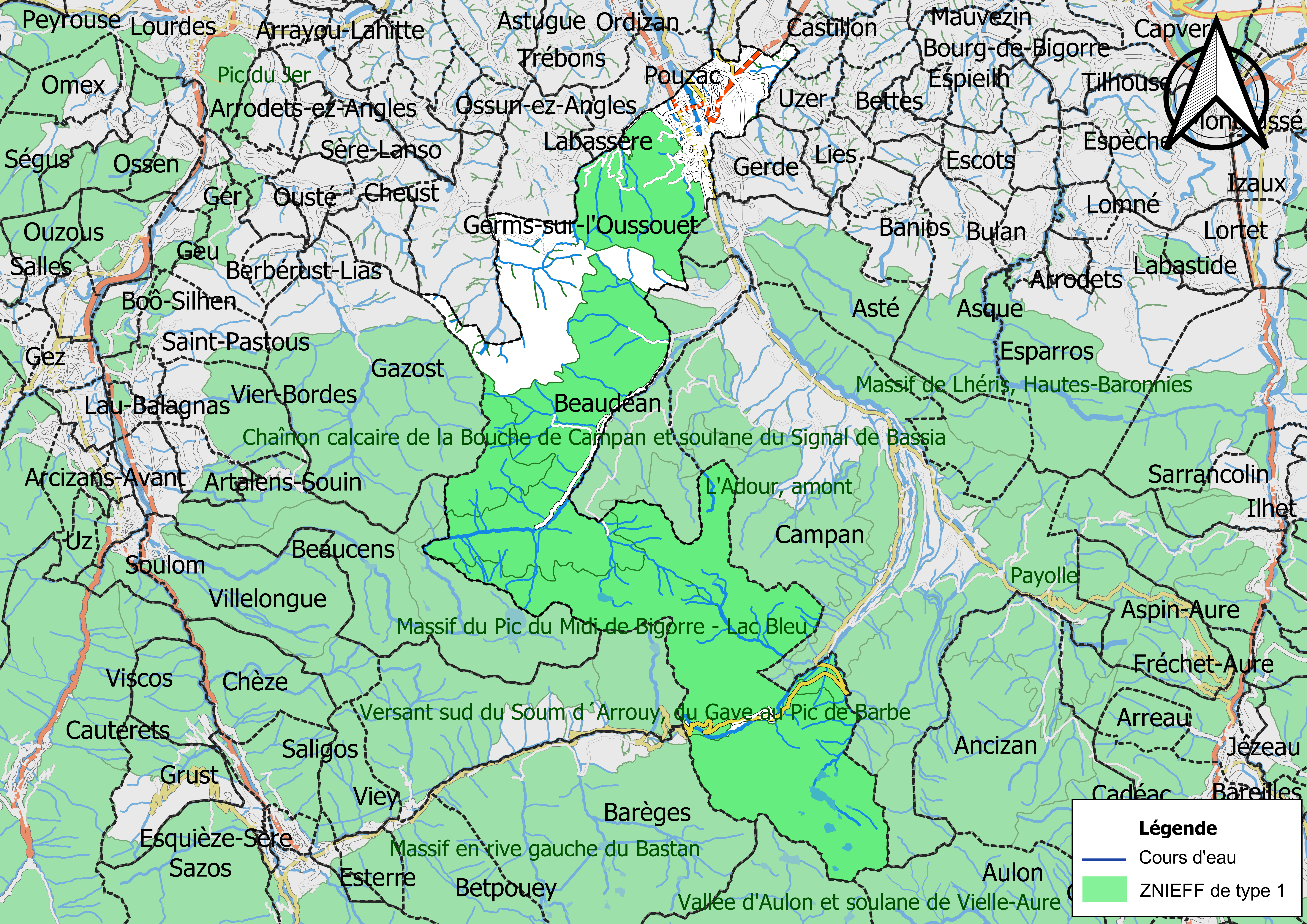
Carte des ZNIEFF de type 1 sur la commune.
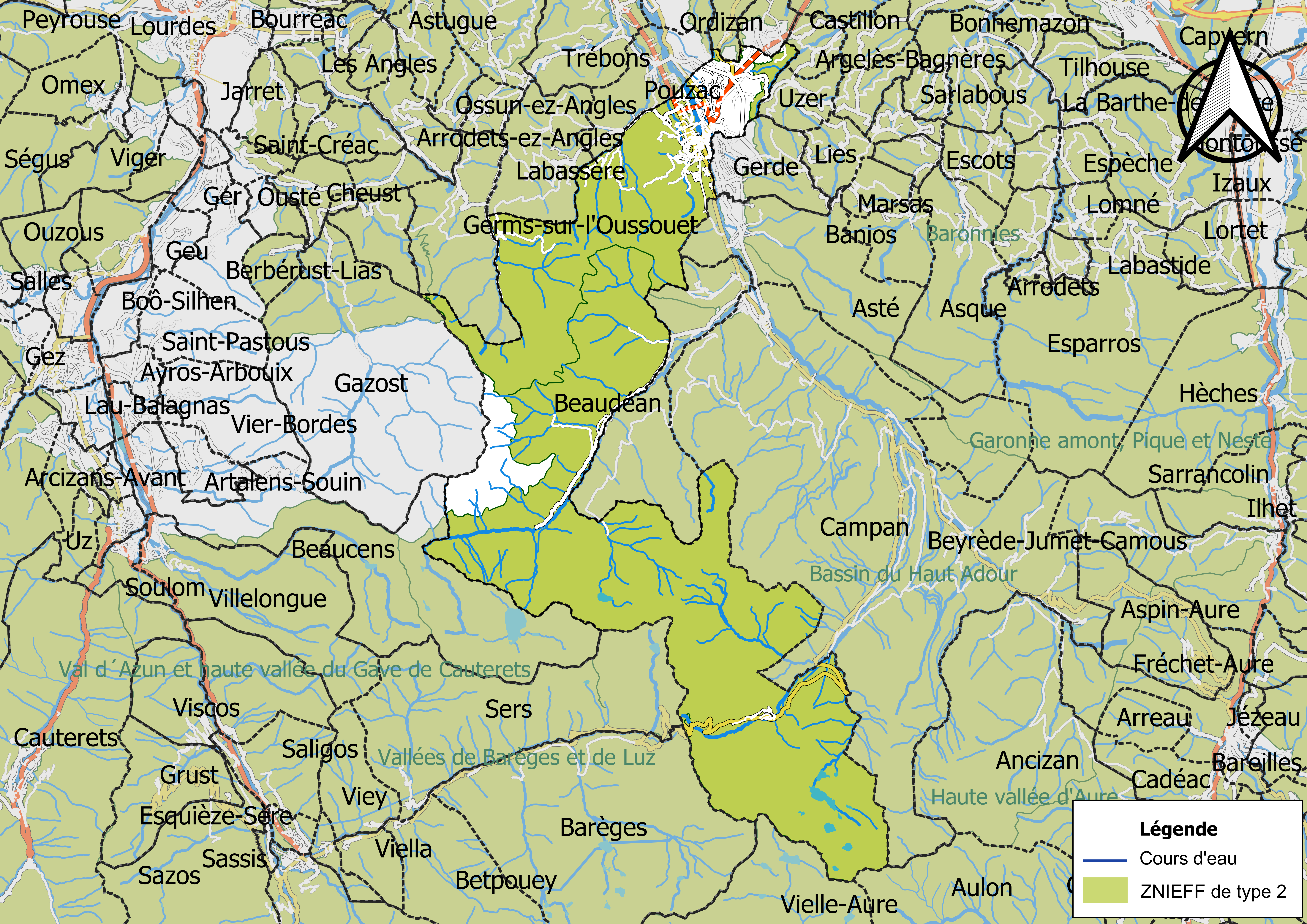
Carte des ZNIEFF de type 2 sur la commune.

### Autres milieux naturels et espaces dédiés à l'environnement

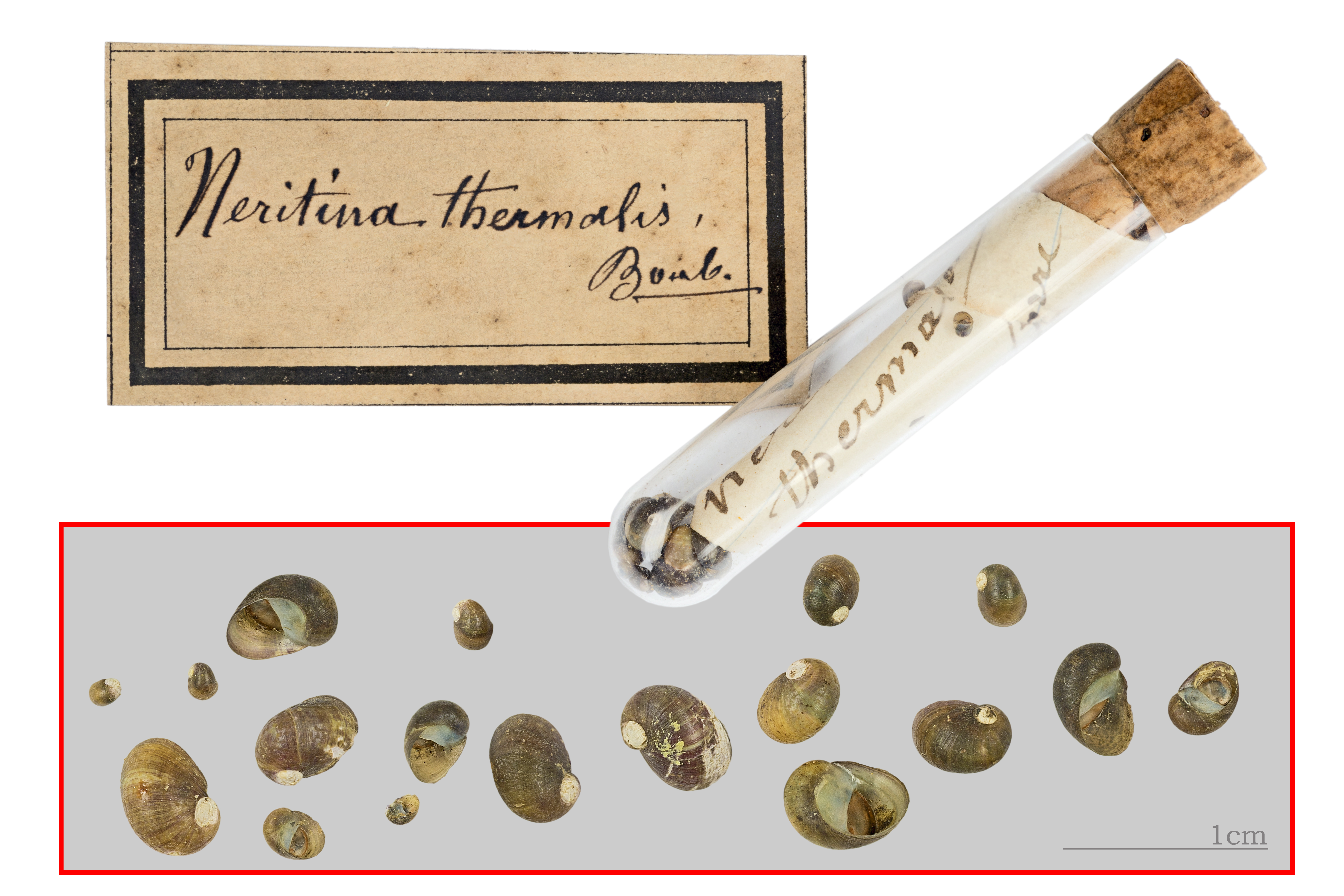
Theodoxus fluviatilis thermalis (Muséum de Toulouse).

Les grottes de Médous sont des cavités naturelles accessibles à la visite, ainsi qu'un lieu de pèlerinage.
Bagnères-de-Bigorre est le site de référence pour Theodoxus fluviatilis thermalis, décrit au XIXe siècle par la malacologue Dominique Dupuy.
Le Conservatoire botanique pyrénéen qui héberge quatre herbiers de la flore régionale.

## Urbanisme

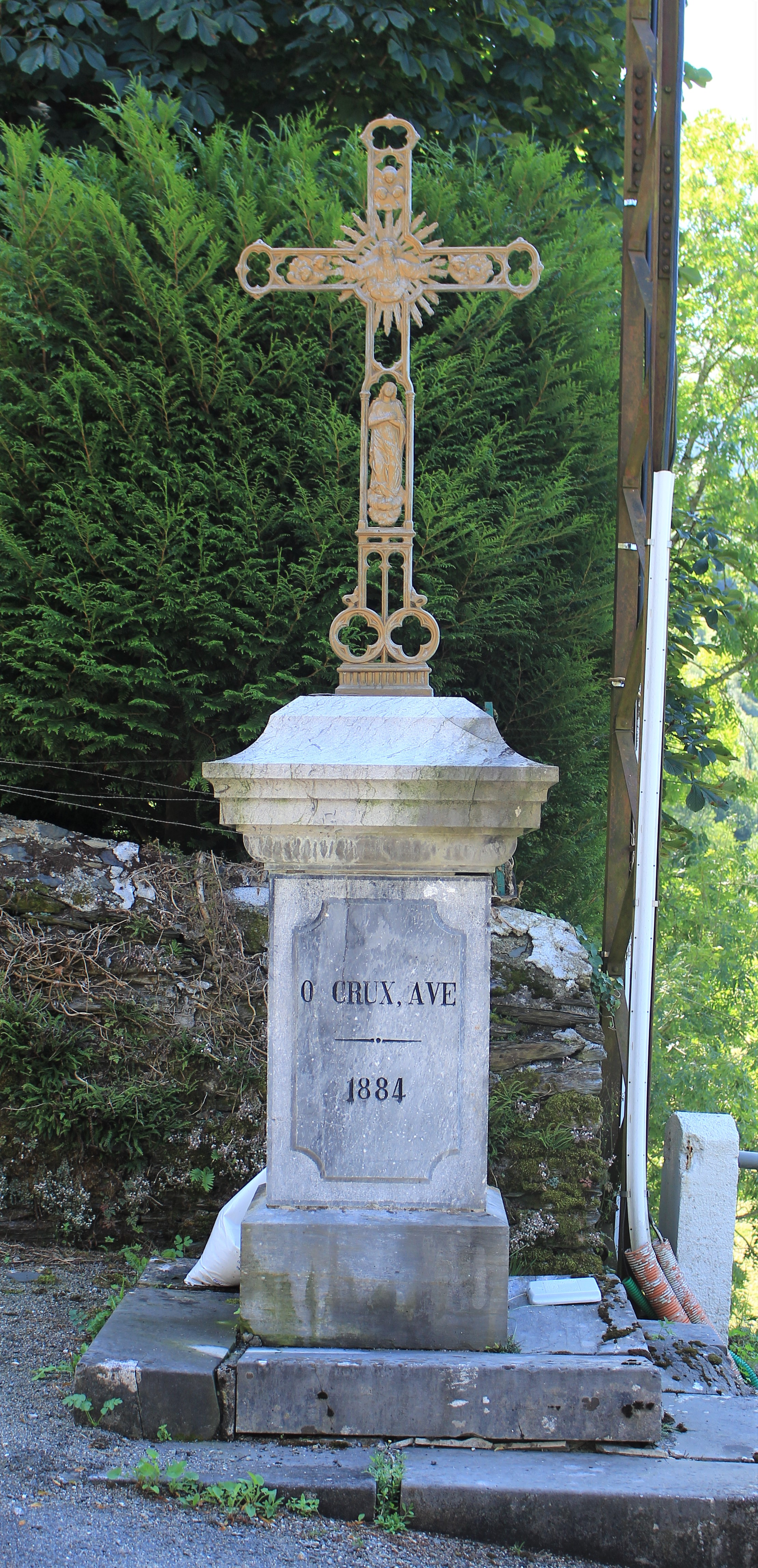
Une croix à Soulagnets.

### Typologie
Au 1er janvier 2024, Bagnères-de-Bigorre est catégorisée petite ville, selon la nouvelle grille communale de densité à sept niveaux définie par l'Insee en 2022.
Elle appartient à l'unité urbaine de Bagnères-de-Bigorre, une agglomération intra-départementale regroupant dix  communes, dont elle est ville-centre,,. Par ailleurs la commune fait partie de l'aire d'attraction de Bagnères-de-Bigorre, dont elle est la commune-centre,. Cette aire, qui regroupe 21 communes, est catégorisée dans les aires de moins de 50 000 habitants,.

### Occupation des sols
L'occupation des sols de la commune, telle qu'elle ressort de la base de données européenne d’occupation biophysique des sols Corine Land Cover (CLC), est marquée par l'importance des forêts et milieux semi-naturels (86,7 % en 2018), en diminution par rapport à 1990 (87,7 %). La répartition détaillée en 2018 est la suivante : 
milieux à végétation arbustive et/ou herbacée (34,2 %), forêts (27,5 %), espaces ouverts, sans ou avec peu de végétation (25 %), prairies (6,7 %), zones agricoles hétérogènes (3,2 %), zones urbanisées (2,9 %), zones industrielles ou commerciales et réseaux de communication (0,3 %), eaux continentales (0,2 %).
L'IGN met par ailleurs à disposition un outil en ligne permettant de comparer l’évolution dans le temps de l’occupation des sols de la commune (ou de territoires à des échelles différentes). Plusieurs époques sont accessibles sous forme de cartes ou photos aériennes : la carte de Cassini (XVIIIe siècle), la carte d'état-major (1820-1866) et la période actuelle (1950 à aujourd'hui).

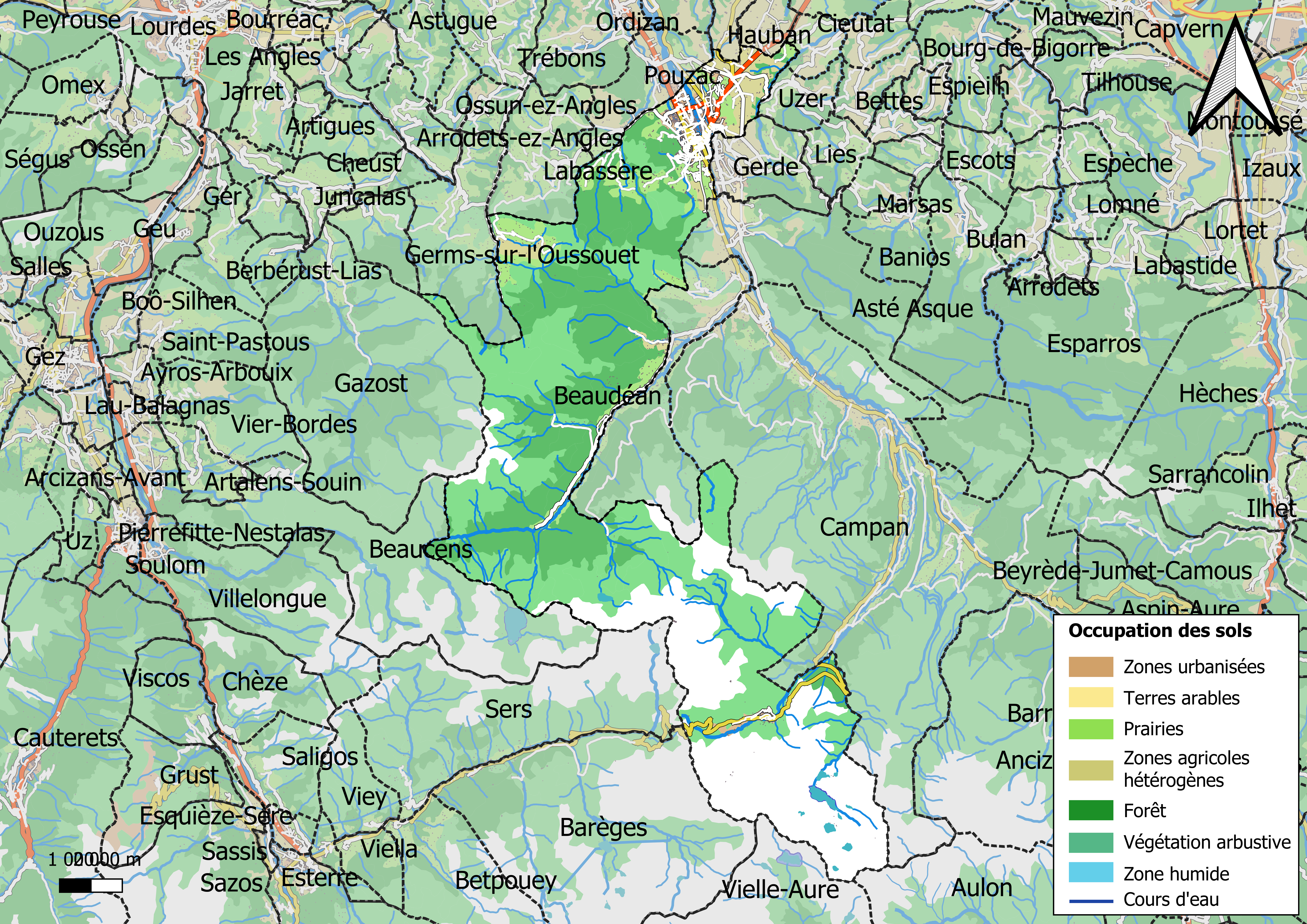
Carte des infrastructures et de l'occupation des sols en 2018 (CLC) de la commune.
Carte orthophotogrammétrique de la commune.

### Risques majeurs
Le territoire de la commune de Bagnères-de-Bigorre est vulnérable à différents aléas naturels : météorologiques (tempête, orage, neige, grand froid, canicule ou sécheresse), inondations, feux de forêts, mouvements de terrains, avalanche  et séisme (sismicité moyenne). Il est également exposé à un risque technologique, le transport de matières dangereuses, et à un risque particulier : le risque de radon. Un site publié par le BRGM permet d'évaluer simplement et rapidement les risques d'un bien localisé soit par son adresse soit par le numéro de sa parcelle.

#### Risques naturels
Certaines parties du territoire communal sont susceptibles d’être affectées par le risque d’inondation par débordement de cours d'eau, notamment l'Adour, l'Adour de Lesponne, l'Adour de Gripp, l'Oussouet et l'Arrouy. La cartographie des zones inondables en ex-Midi-Pyrénées réalisée dans le cadre du XIe Contrat de plan État-région, visant à informer les citoyens et les décideurs sur le risque d’inondation, est accessible sur le site de la DREAL Occitanie. La commune a été reconnue en état de catastrophe naturelle au titre des dommages causés par les inondations et coulées de boue survenues en 1982, 1993, 1999, 2004, 2007, 2009, 2010, 2014 et 2018,.
Bagnères-de-Bigorre est exposée au risque de feu de forêt. Un plan départemental de protection des forêts contre les incendies a été approuvé par arrêté préfectoral le 21 avril 2020 pour la période 2020-2029. Le précédent couvrait la période 2007-2017. L’emploi du feu est régi par deux types de réglementations. D’abord le code forestier et l’arrêté préfectoral du 27 octobre 2014, qui réglementent l’emploi du feu à moins de 200 m des espaces naturels combustibles sur l’ensemble du département. Ensuite celle établie dans le cadre de la lutte contre la pollution de l’air, qui interdit le brûlage des déchets verts des particuliers. L’écobuage est quant à lui réglementé dans le cadre de commissions locales d’écobuage (CLE).

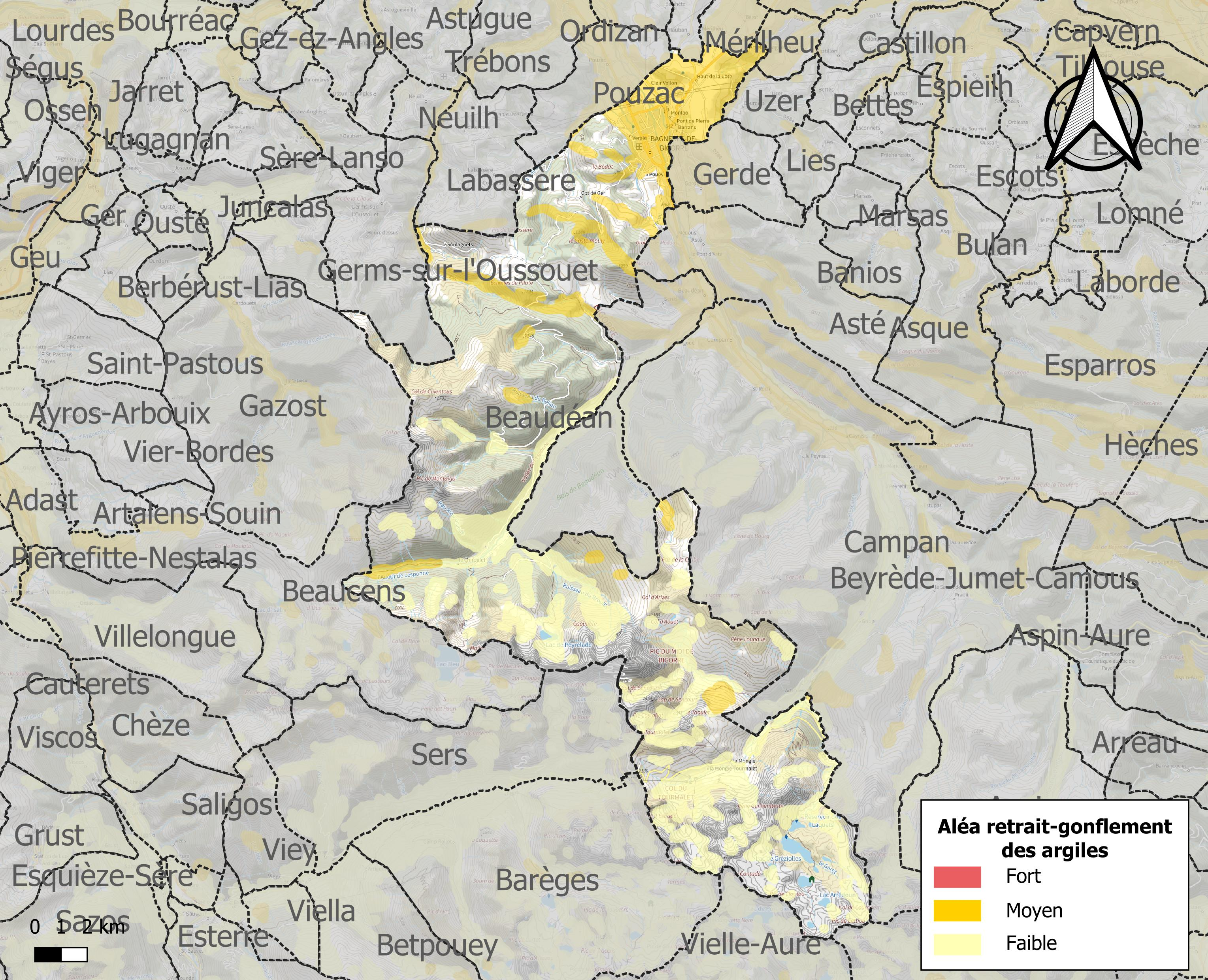
Carte des zones d'aléa retrait-gonflement des sols argileux de Bagnères-de-Bigorre.

Les mouvements de terrains susceptibles de se produire sur la commune sont des mouvements de sols liés à la présence d'argile et des tassements différentiels.
Le retrait-gonflement des sols argileux est susceptible d'engendrer des dommages importants aux bâtiments en cas d’alternance de périodes de sécheresse et de pluie. 12,5 % de la superficie communale est en aléa moyen ou fort (44,5 % au niveau départemental et 48,5 % au niveau national). Sur les 2 169 bâtiments dénombrés sur la commune en 2019, 1 764 sont en aléa moyen ou fort, soit 81 %, à comparer aux 75 % au niveau départemental et 54 % au niveau national. Une cartographie de l'exposition du territoire national au retrait gonflement des sols argileux est disponible sur le site du BRGM,.
Par ailleurs, afin de mieux appréhender le risque d’affaissement de terrain, l'inventaire national des cavités souterraines permet de localiser celles situées sur la commune.
Concernant les mouvements de terrains, la commune a été reconnue en état de catastrophe naturelle au titre des dommages causés par des mouvements de terrain en 1999 et par des glissements de terrain en 1994.
La commune est exposée aux risques d'avalanche. Les habitants exposés à ce risque doivent se renseigner, en mairie, de l’existence d’un plan de prévention des risques avalanches (PPRA). Le cas échéant, identifier les mesures applicables à l'habitation, identifier, au sein de l'habitation, la pièce avec la façade la moins exposée à l’aléa pouvant faire office, au besoin, de zone de confinement et équiper cette pièce avec un kit de situation d’urgence,.

#### Risque technologique
Le risque de transport de matières dangereuses sur la commune est lié à sa traversée par une canalisation de transport d'hydrocarbures. Un accident se produisant sur une telle infrastructure est susceptible d’avoir des effets graves sur les biens, les personnes ou l'environnement, selon la nature du matériau transporté. Des dispositions d’urbanisme peuvent être préconisées en conséquence.

#### Risque particulier
Dans plusieurs parties du territoire national, le radon, accumulé dans certains logements ou autres locaux, peut constituer une source significative d’exposition de la population aux rayonnements ionisants. Certaines communes du département sont concernées par le risque radon à un niveau plus ou moins élevé. Selon la classification de 2018, la commune de Bagnères-de-Bigorre est classée en zone 3, à savoir zone à potentiel radon significatif.

## Toponymie

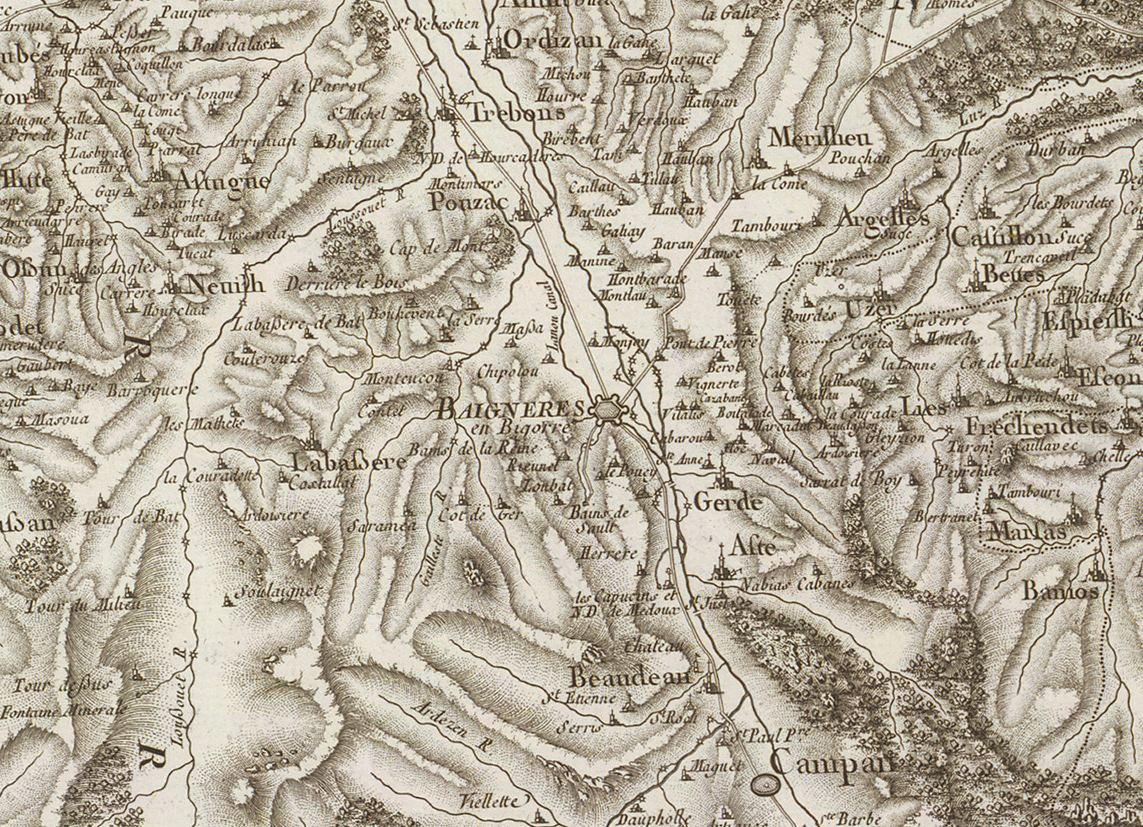
Extrait de la carte de Cassini (entre 1756 et 1789) situant Bagnères-de-Bigorre

Begorra, relevé vers 400, serait l'ancien nom de Bagnères-de-Bigorre ou de Cieutat. À l'époque romaine, la ville aurait porté le nom d'Aquae Convenarum ou de Vicus Aquensis,(« le village des eaux ») ou Aquæ bigerritanas (« les eaux bigourdanes »).
Le nom actuel n'est attesté que depuis 1171 sous la forme gasconne Banheras issue du latin balneariæ (« bains, établissements de bains ») et du nom de la région, Bigorre. Le nom de celle-ci vient du peuple aquitain des Bigerres ou Bigerrions qui habitait la haute vallée de l'Adour dans l'Antiquité. 
La graphie française, Bagnères, apparaît en 1285. Le déterminant en-Bigorre date au moins de 1770 (carte de Cassini) et sera remplacé par de-Bigorre avant 1852 (c'est ainsi qu'il apparaît dans le Dictionnaire des communes publié cette année-là).

## Histoire

### Vicus Aquensis, la Romaine

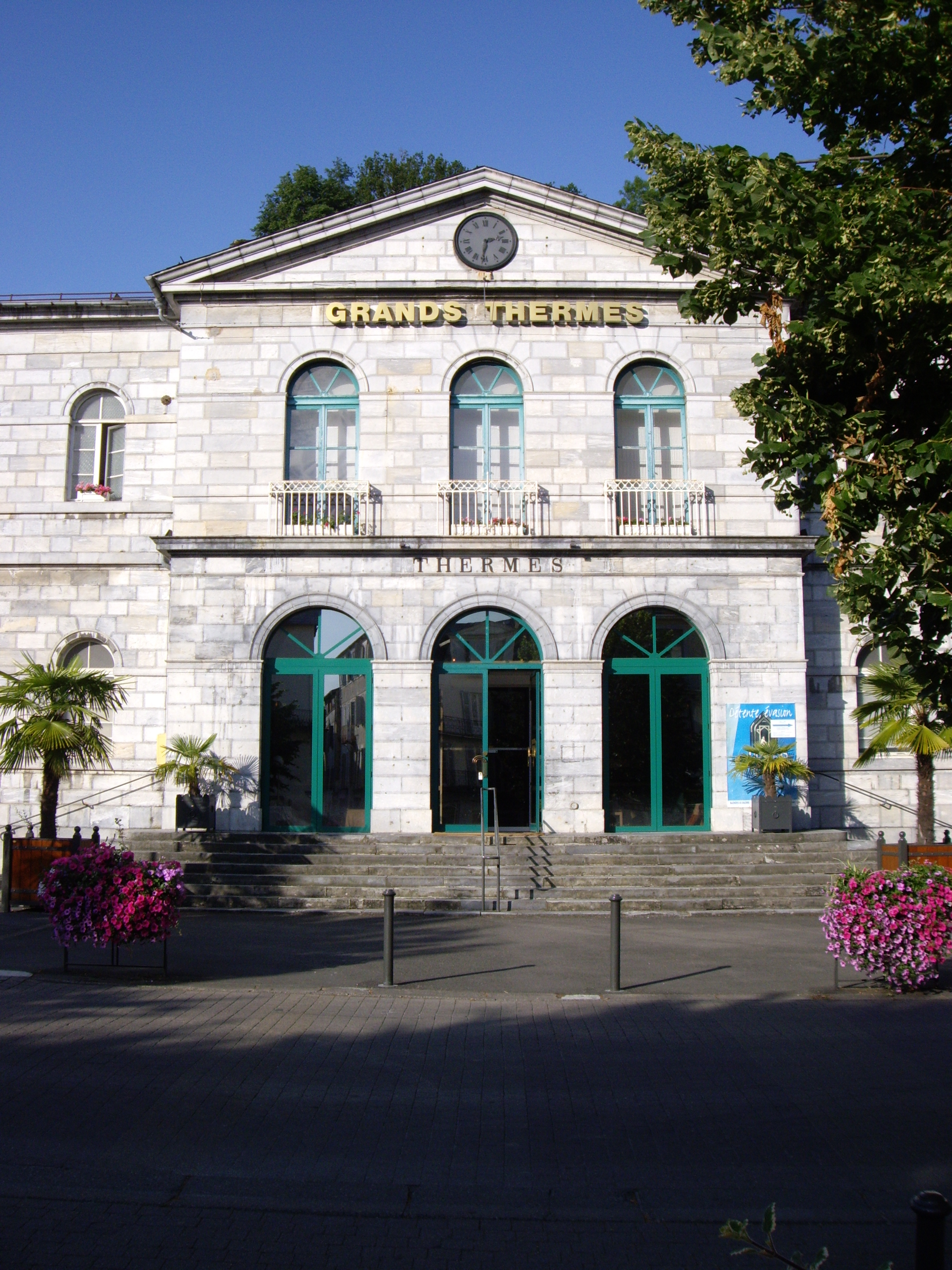
Grands Thermes.

En 28 avant Jésus-Christ, sous le règne de l'empereur Auguste, Valerius Messala sort vainqueur de sa lutte contre l'un des derniers foyers de résistance de la tribu aquitaine des Campani sur une colline de Pouzac. Les Romains y découvrent les eaux chaudes qui coulent du mont Olivet. Autour des thermes qui se construisent, une ville apparaît, qui atteint une taille égale à la moitié de la superficie de Bagnères au début du XXIe siècle.

### Moyen Âge
De la fin de l'Empire romain à 1171, aucun document ni aucun vestige n'apporte d'indications sur l'histoire locale. L'archéologie a permis de déduire que la cité romaine, détruite par un séisme, aurait été abandonnée à cause de l'épidémie de peste qui a sévi dans la ville vers 580.
Entre cette période et 1171 la ville se repeuple et se structure. Quatre bourgs entourés de remparts sont évoqués par Centulle III, comte de Bigorre, dans le texte d'une charte de droits et franchises aux habitants de Bagnères. Du XIIe siècle au début du XIVe siècle la ville s'accroît. En 1313, 800 feux sont recensés, autant qu'à Tarbes, la capitale du Comté. L'agriculture emploie environ 40 % de la population, et la ville est également un lieu d'échanges, sur les marchés les artisans joignent leurs produits à ceux des agriculteurs. Pour alimenter en énergie hydraulique plusieurs moulins, des canaux alimentés par l'Adour sont creusés. Ces moulins permettent de moudre le blé, forger les faux, emboutir les chaudrons, fouler les draps ou tanner les cuirs.
Bagnères est devenue une ville riche lorsqu'une épidémie de peste la frappe en 1349. Au cours de la guerre de Cent Ans, en 1360, la Bigorre devient possession anglaise, un an avant une nouvelle épidémie de peste. Henri de Trastamare, allié du roi de France, pille, rançonne et incendie la ville en 1427. Deux ans après, on ne recense plus que 291 feux à Bagnères. La population a diminué de deux tiers par rapport à 1313. La ville se repeuple et revient peu à la prospérité.

### Renaissance
La croissance économique modifie la structure sociale de la ville, devenue plus commerçante que rurale, ce qui conduit Henri III de Navarre à établir en 1551 un nouveau mode de gouvernance de la cité. Un conseil de quarante membres se substitue aux six consuls qui étaient jusqu'alors élus indirectement par l'assemblée générale des habitants.
Jeanne d'Albret, reine de Navarre et comtesse de Bigorre, se convertit au protestantisme en 1560. L'année suivante, elle tente d'imposer la Réforme mais les Bagnérais restent majoritairement fidèles au catholiscisme. En 1562 ont lieu les premières
arrestations pour hérésie. Le roi de France réagit militairement contre les protestants. Alors que Jeanne d'Albret est à La Rochelle pour porter secours aux protestants qui s'y battent, les armées françaises s'emparent du Béarn. La reine de Navarre fait alors appel à Montgommery pour récupérer ses terres. C'est chose faite en 1569, mais le chef de guerre pille et rançonne les villes. Il menace Bagnères, réclame une forte somme. On ne sait pas si la somme demandée a bien été versée avant que le chef de guerre se dirige vers le Gers. En 1574, le chef de guerre protestant Lizier tend un piège près de Pouzac au gouverneur de Bagnères Antoine de Beaudéan, qui y trouve la mort.
Au sortir des guerres de religion, Bagnères est ruinée, la malnutrition qui y règne favorise le retour de la peste en 1588. Cet épisode est l'occasion de la mise en lumière de Liloye (surnommée « pure comme le lys » à cause de sa grande piété). Celle-ci aurait prophétisé l'épidémie, annoncée par une apparition de la Vierge à la chapelle Notre-Dame-de-Médous. Ce ne serait qu'après une procession collective que la peste aurait cessé ses ravages à Bagnères.
En 1607, après l'accession de Henri de Navarre au trône de France sous le nom d'Henri IV en 1589, la province est rattachée définitivement au royaume de France.

### Époque classique: lesXVIIeetXVIIIesiècles
La peste frappe de nouveau Bagnères en 1628, 1653 et 1654. Des mesures de salubrité publiques sont prises. Les malades les plus atteints sont isolés au vallon de Salut. La maladie ne réapparaît pas après décembre 1654.
Le 21 juin 1660, de fortes secousses sismiques frappent la ville. Les tremblements de terre se poursuivent durant trois semaines. Seulement sept personnes trouvent la mort, cent cinquante maisons sont détruites au moins en partie, et surtout les sources thermales semblent taries. Cet épisode n'est que passager, et l'eau coule de nouveau quelque temps après.
La reconstruction s'effectue avec de la pierre de taille de la carrière de Salut. Cette pierre a la particularité de devenir du marbre une fois polie, élément qui va caractériser l'architecture de la cité par la suite. Le thermalisme prend de l'importance. À partir de 1670, les établissements privés se multiplient, on en compte 25 en 1787. Le bâtiment d'un couvent est transformé en 1775 en établissement de jeux où l'on peut aussi se restaurer et danser : le Vaux-Hall. C'est le premier casino de Bagnères.

### Révolution
De 1789 à 1793, durant la Révolution française les « modérés suspects » viennent se réfugier dans la ville, prêts à fuir en Espagne si la situation s'aggrave. Les autorités départementales se méfient des Bagnérais, qui selon eux ont bien peu d'esprit civique et révolutionnaire. Fin 1793, devant la saturation des hôpitaux du Sud-Ouest, les blessés sont évacués vers les stations thermales. À Bagnères, l'hospice Saint-Barthélémy, les maisons d'Uzer et de Lanzac, puis l'hospice des Capucins de Médous font office d'hôpitaux militaires.

### Industrialisation

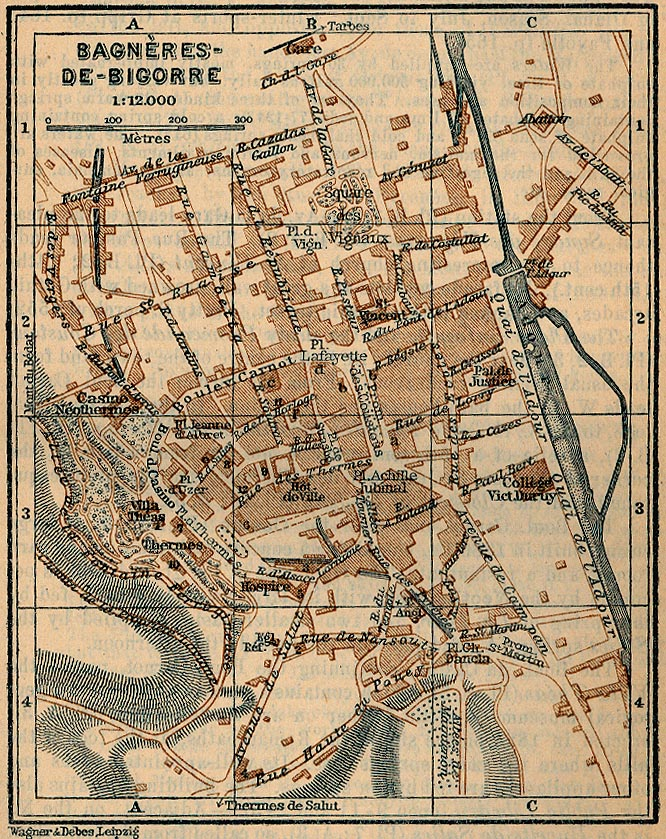
Plan de Bagnères au XIX.

L'économie bagnéraise est fondée sur le commerce, l'artisanat et le thermalisme jusqu'à la fin de la Seconde Restauration. Les établissements thermaux privés étant vieillissants, la municipalité organise la construction du Grand établissement thermal achevé en 1828. L'exploitation du marbre devient un pilier de l'économie locale avec l'expansion de la marbrerie Géruzet, qui de 1829 à 1880 devient l'une des plus importantes de France. Son exemple est suivi par de petites entreprises locales. Cette industrie emploie mille personnes en 1870.
Des entrepreneurs diversifient les secteurs d'activité. S'installant dans un ancien moulin en 1877, Dominique Soulé fonde ce qui deviendra au siècle suivant la plus grande usine de la ville. 1862 est également l'année de l'arrivée du chemin de fer à Bagnères. Le XIXe siècle est une période d'expansion urbaine au terme de laquelle la forme du centre-ville se fige jusqu'au début du XXIe siècle. Le gain d'espace après la démolition des remparts autorise l'achèvement des boulevards périphériques.

### XXesiècle

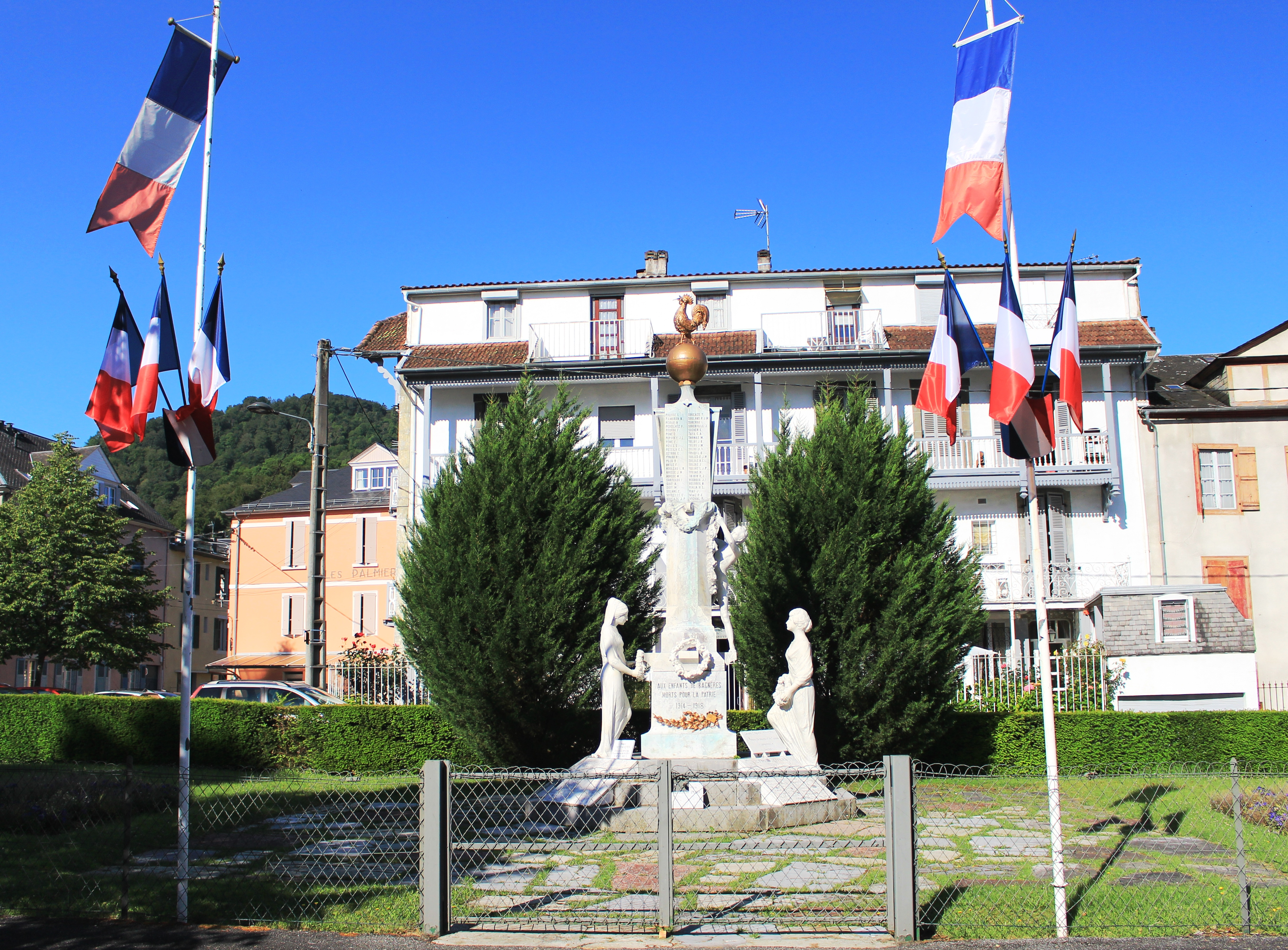
Le monument aux morts municipal.

La Première Guerre mondiale permet l'expansion de l'industrie bagnéraise, notamment dans le domaine du matériel ferroviaire roulant. L'industrie du marbre s'est effondrée, mais les industries mécaniques et textiles la suppléent. La part du thermalisme dans l'économie a beaucoup diminué. Lors de la Seconde Guerre mondiale, une expédition punitive d'une compagnie de SS en représailles contre les actions de la résistance dans la région, en juin 1944, fait 32 morts à Bagnères et une centaine dans la vallée.
La ville de Bagnères de Bigorre reçut la Croix de guerre à l'Ordre de la Division avec la citation suivante :
"Ville courageuse dont la liste des héros et des martyrs atteste les sentiments patriotiques d'une population qui participa largement dans tous les domaines, à la lutte contre l'ennemi sur les champs de bataille comme dans la clandestinité.Ville cruellement éprouvée par les massacres de juin-juillet 1944. Peut être citée en exemple pour l'action de ses habitants et leur esprit de sacrifice pendant la guerre de 1939-1945". "Cette citation comporte l'attribution de la Croix de Guerre avec Étoile d'Argent".
Fait à Paris le 11 novembre 1948. Signé Max Lejeune.
L'après-guerre connaît une période de forte croissance urbaine, notamment dans les années 1960. Les zones rurales de la commune disparaissent. Le territoire est occupé par des habitations jusqu'aux limites des communes voisines, comme Gerde ou Pouzac, qui deviennent urbaines à leur tour.
À la fin du XXe siècle, l'activité industrielle décroît. Les curistes sont toujours présents et de nouveaux emplois sont créés par l'implantation du nouveau centre de rééducation et de réadaptation fonctionnelle (d'importance régionale), d'une grande maison de retraite et d'une maison de repos médicalisée.

Sélection de vues diverses
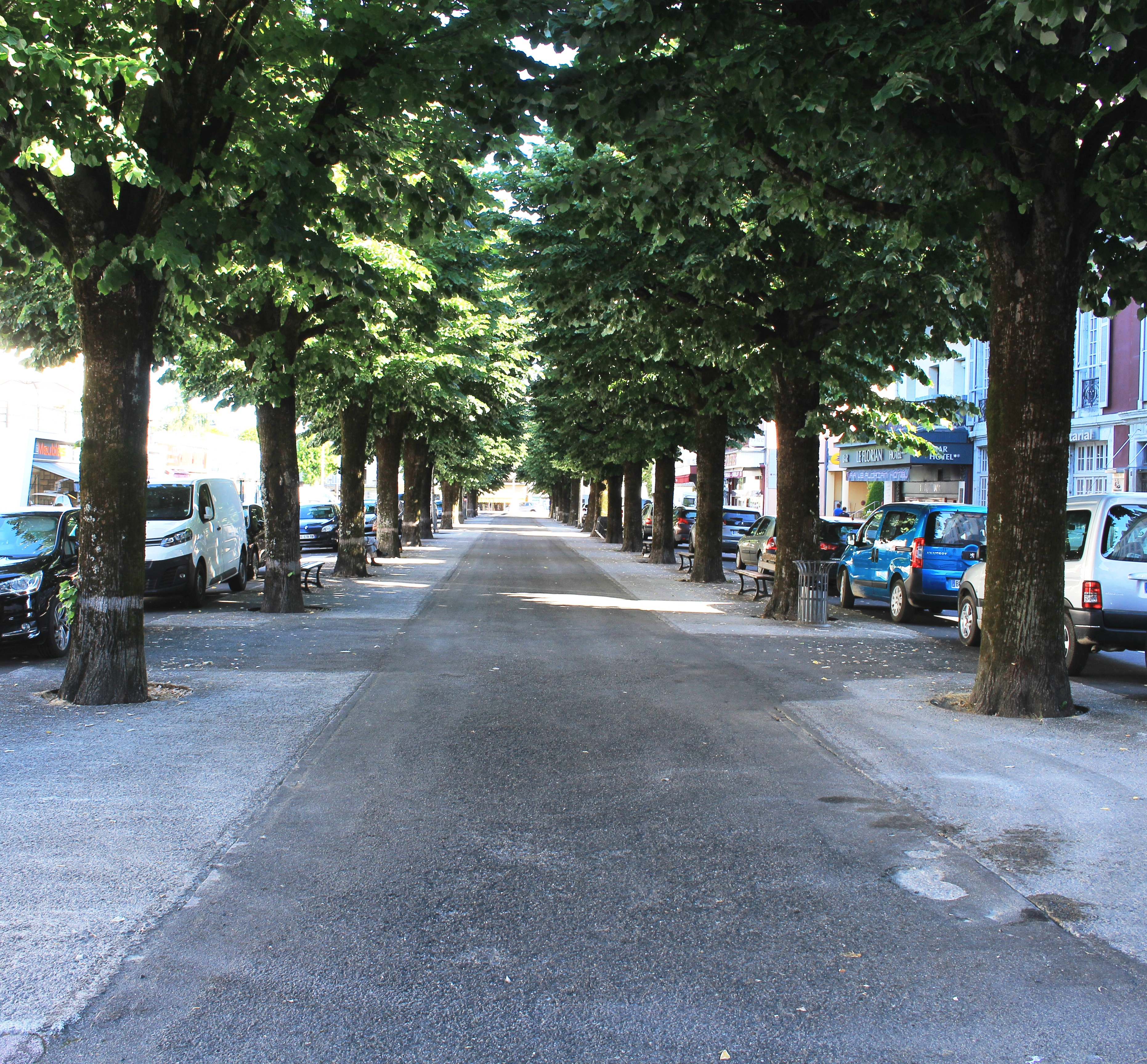
La place des Coustous.
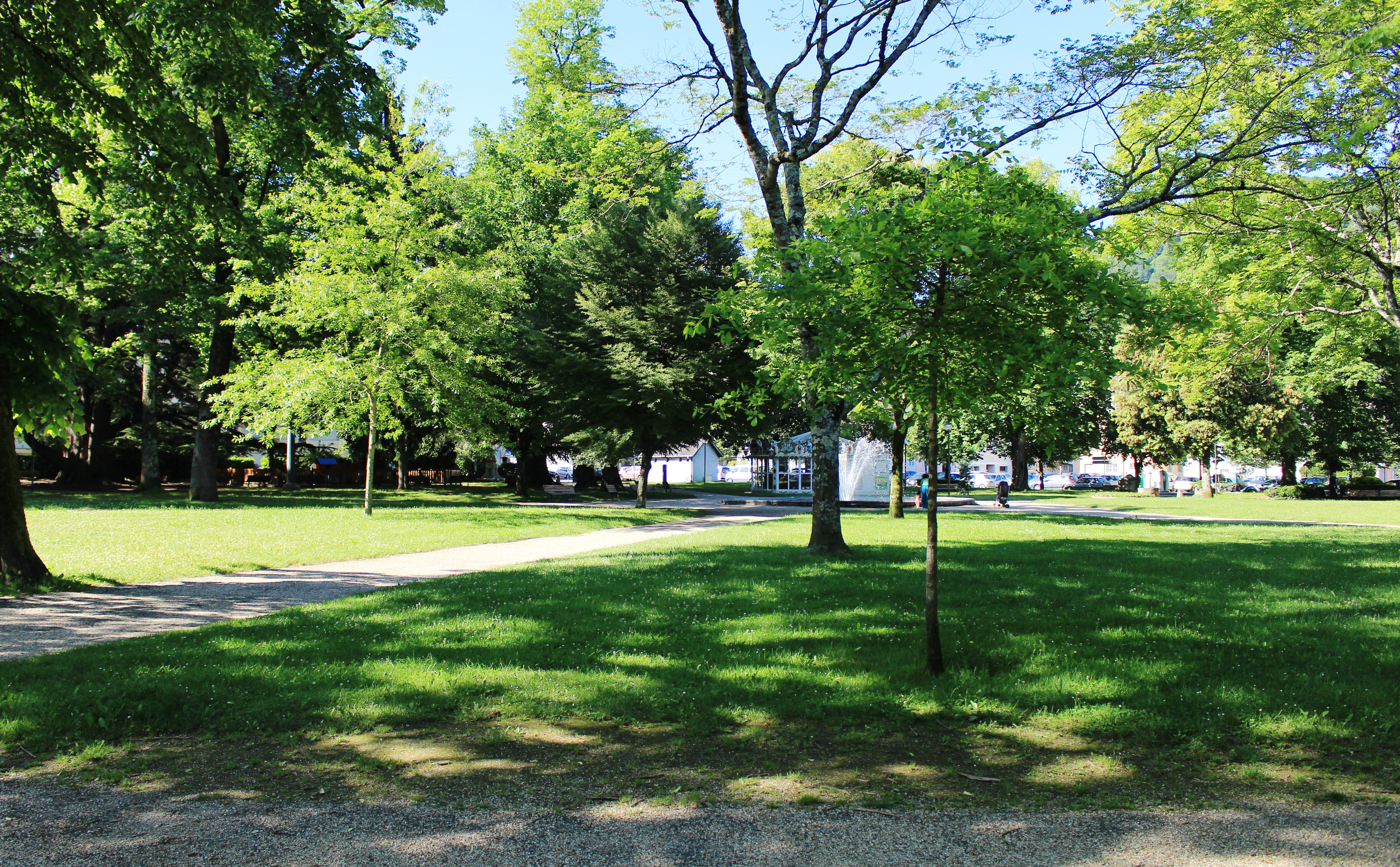
Le parc des Vignaux.
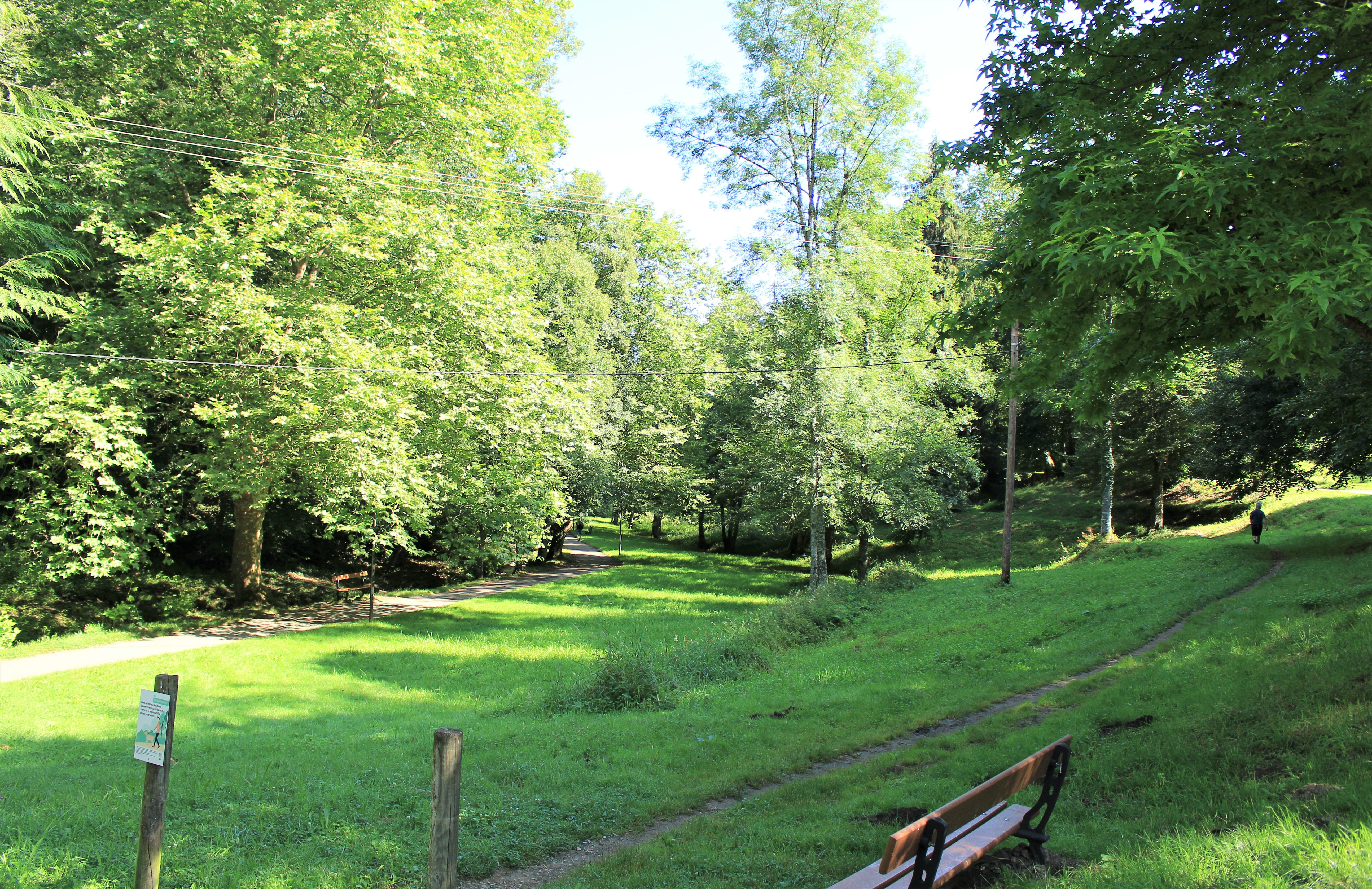
Le vallon de Salut.
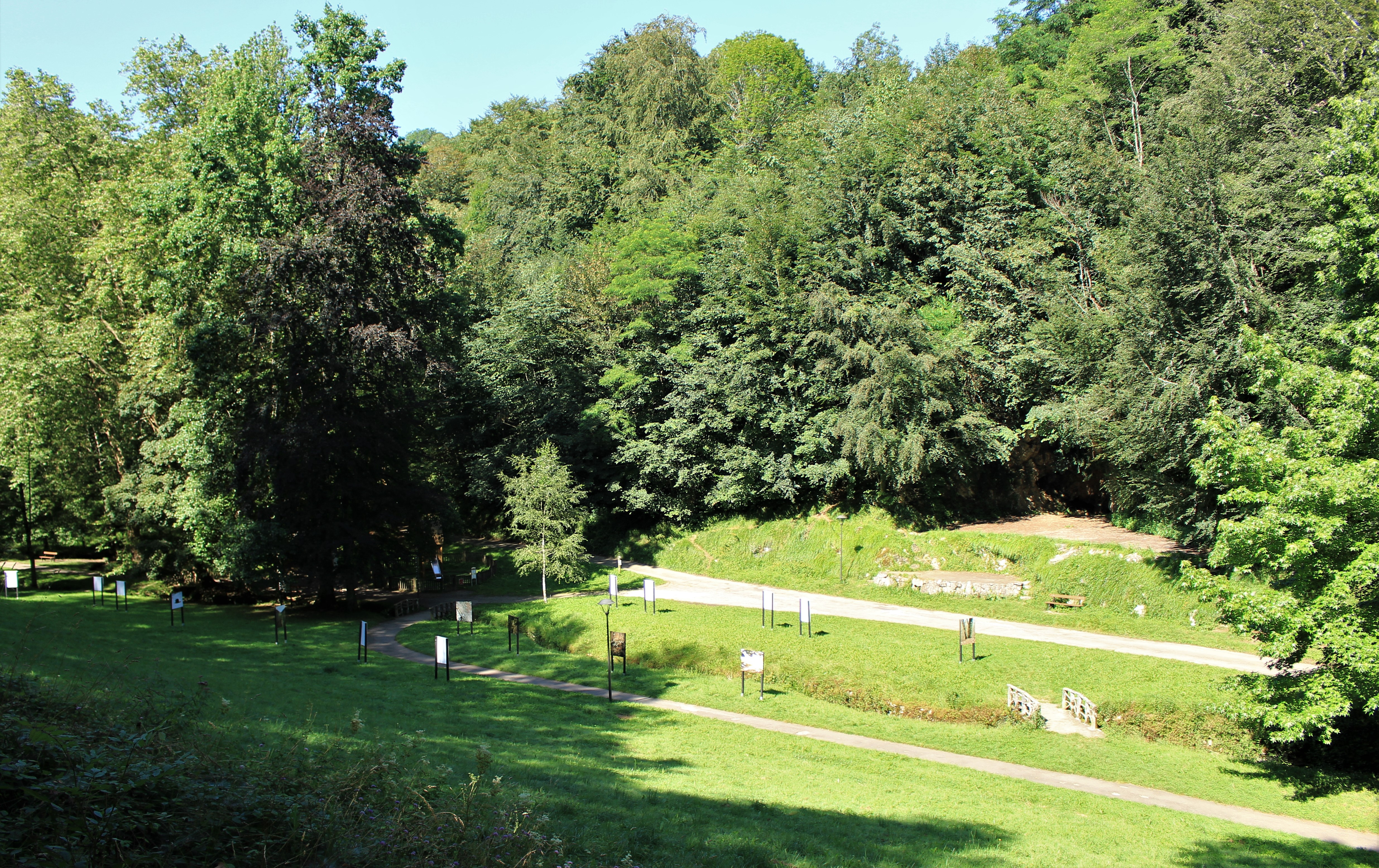
Le vallon de Salut.

## Politique et administration

### Liste des maires

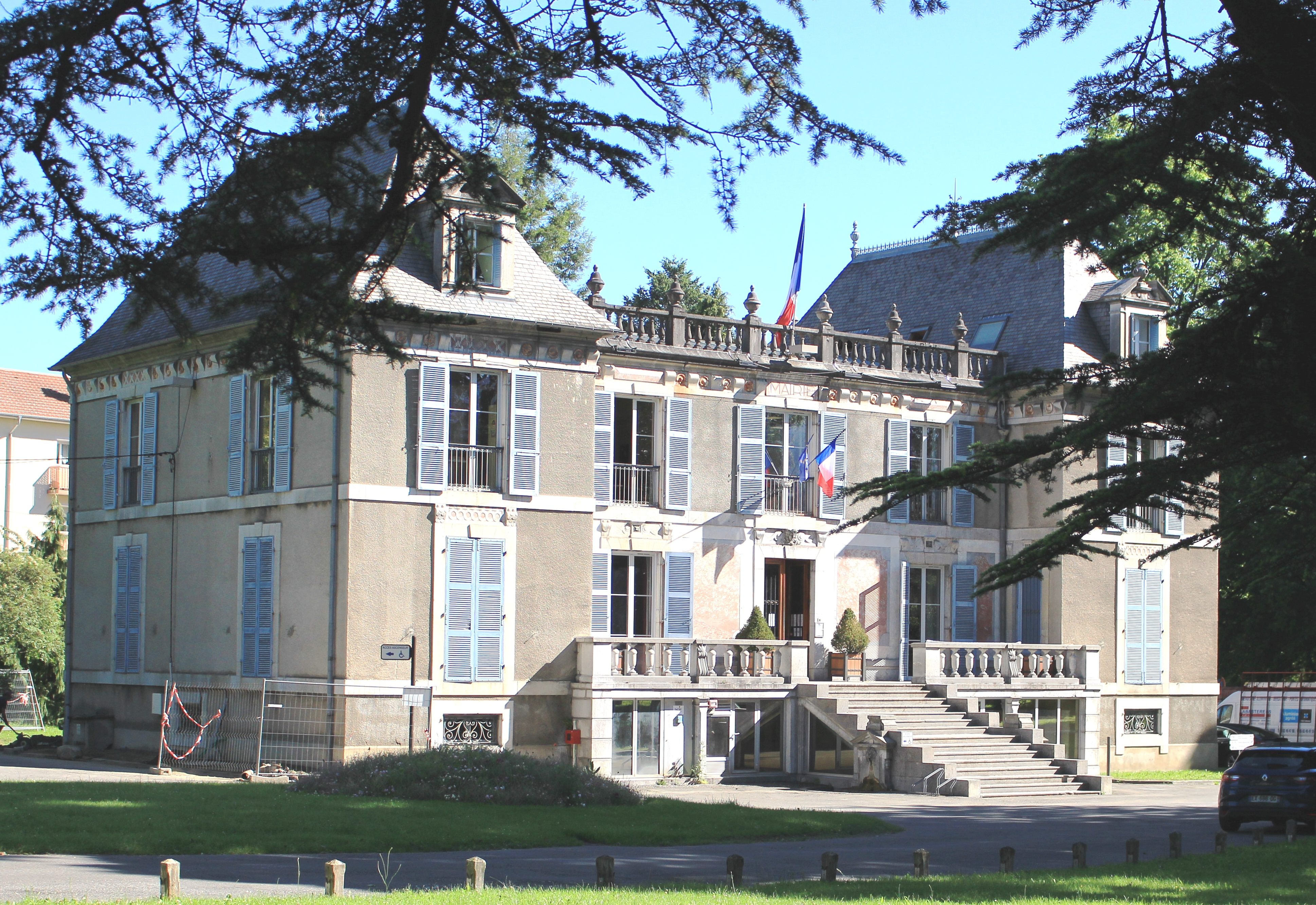
La mairie en 2020. Ancienne villa Géruzet et mairie depuis 1951.

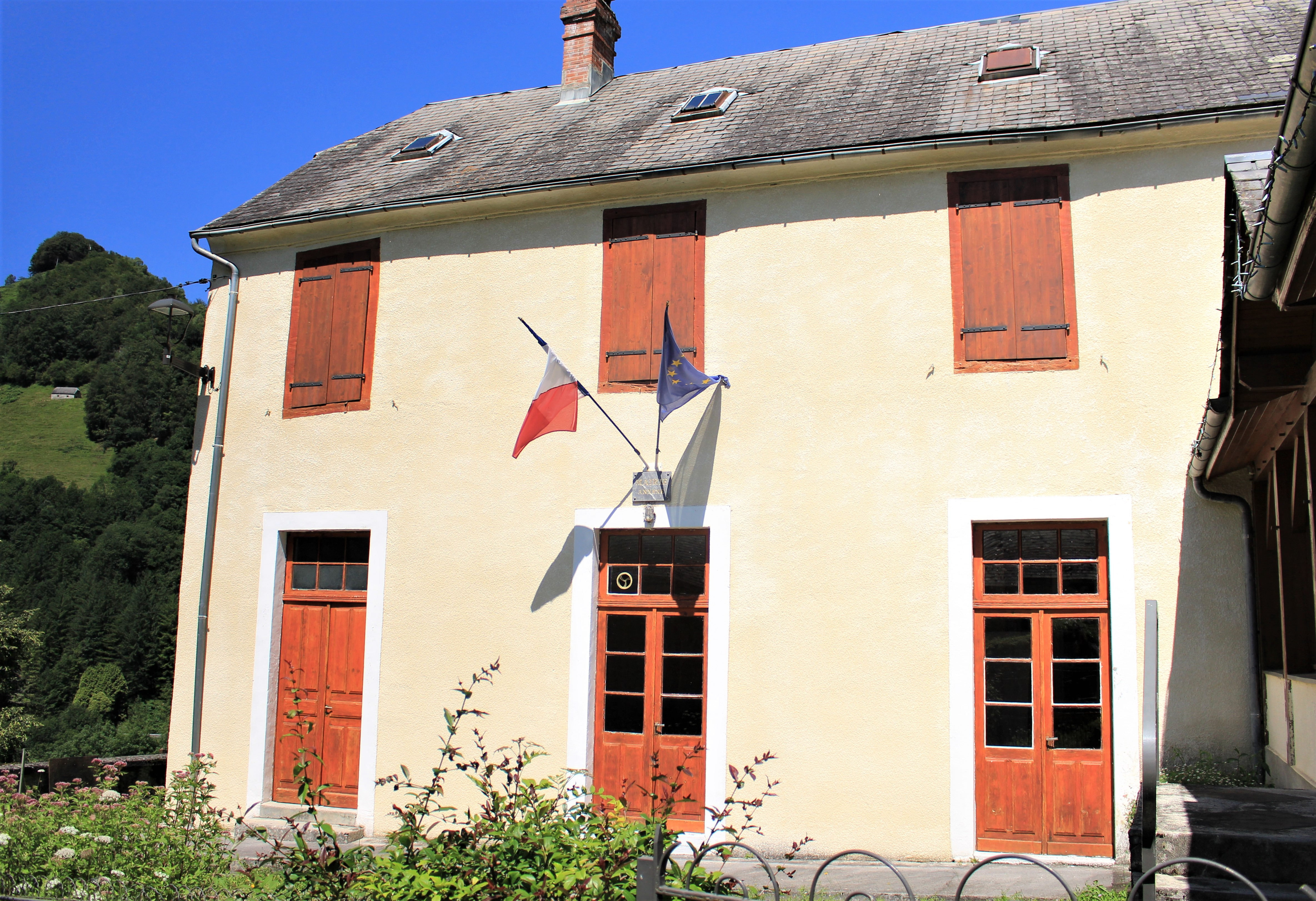
La mairie de Soulagnets en 2023.

| Période   | Période                      | Identité                | Étiquette     | Qualité |
| --------- | ---------------------------- | ----------------------- | ------------- | --- |
| mars 1965 | mars 1977                    | André de Boysson        | RI            | Chef d'entreprise Conseiller général du canton de Bagnères-de-Bigorre (1970-1976)                                |
| mars 1977 | mars 1989                    | Eugène Toujas           | PCF           | Employé des PTT Conseiller général du canton de Bagnères-de-Bigorre (1976-1988)                                  |
| mars 1989 | août 2013 (décès)            | Rolland Castells        | UDF puis AC   | Conseiller régional de Midi-Pyrénées (1986-2004) Conseiller général du canton de Bagnères-de-Bigorre (1988-2013) |
| août 2013 | juin 2017                    | Jean-Bernard Sempastous | UDI puis LREM | Professeur, ancien député                                                                                        |
| juin 2017 | En cours (au 7 juillet 2020) | Claude Cazabat          |               | Retraité de la fonction publique                                                                                 |

### Jumelages

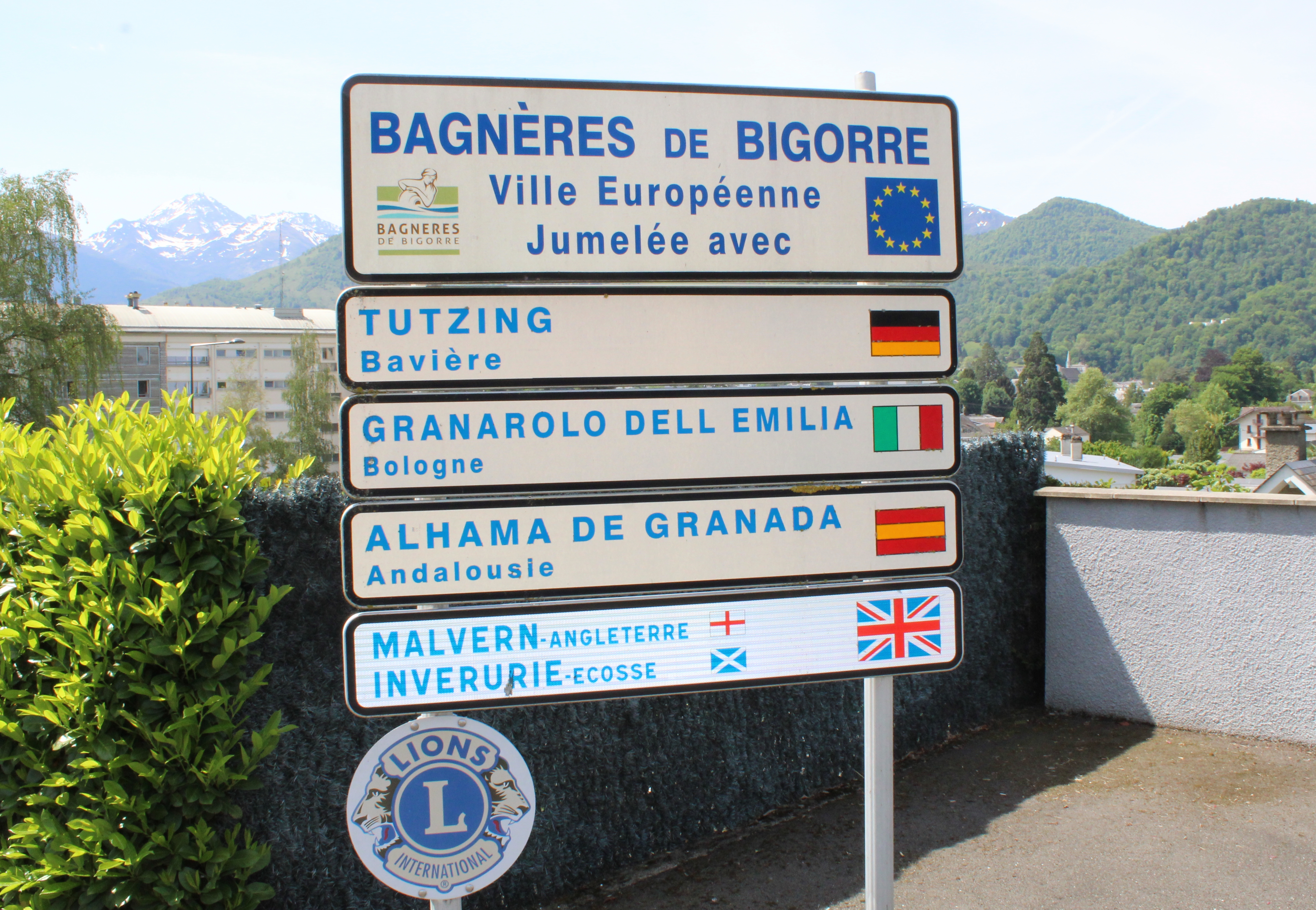

- Tutzing (Allemagne).
- Alhama de Granada (Espagne).
- Granarolo dell'Emilia (Italie).
- Inverurie (Écosse).
- Malvern (Worcestershire) (Angleterre).

### Intercommunalité

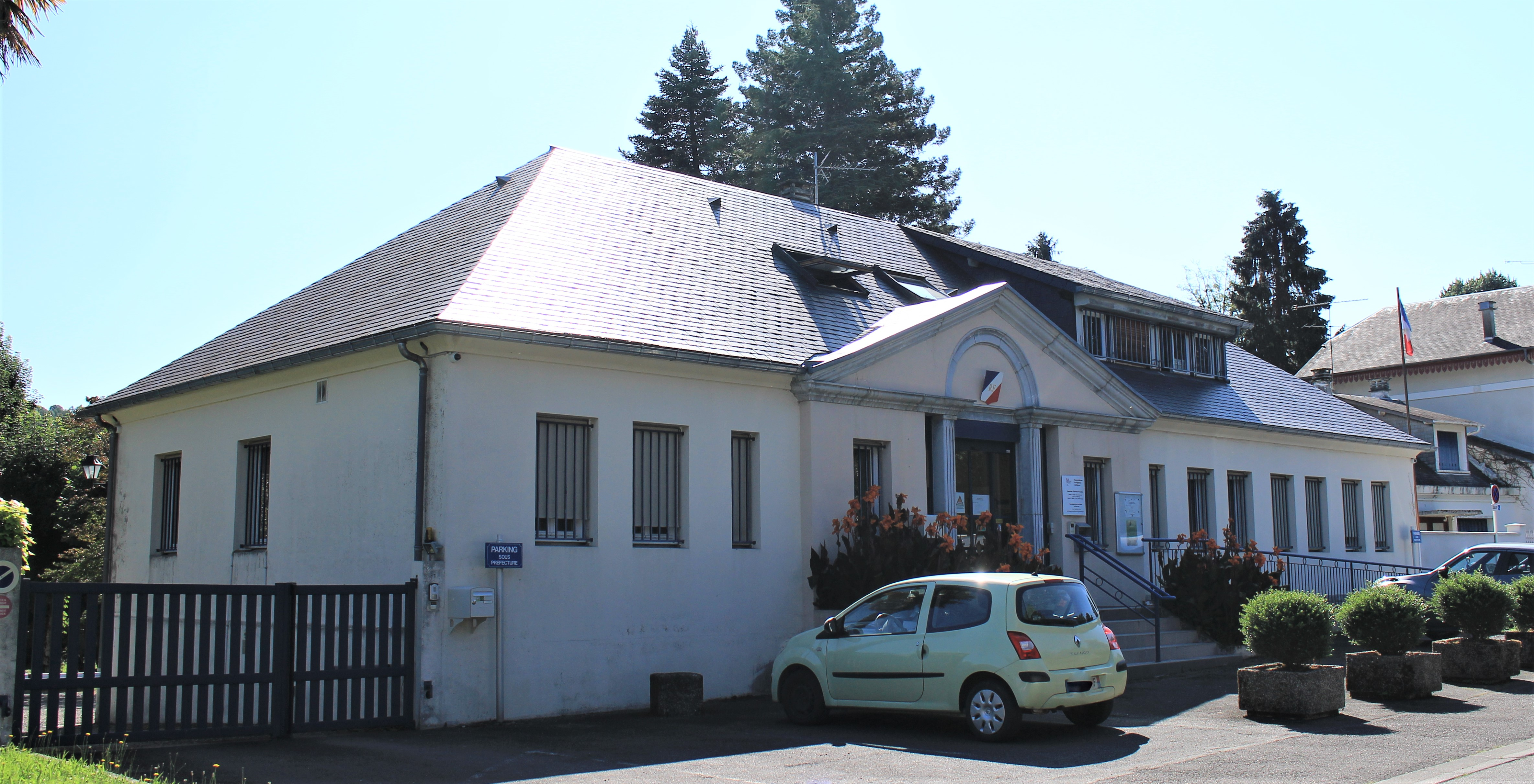
La sous préfecture.

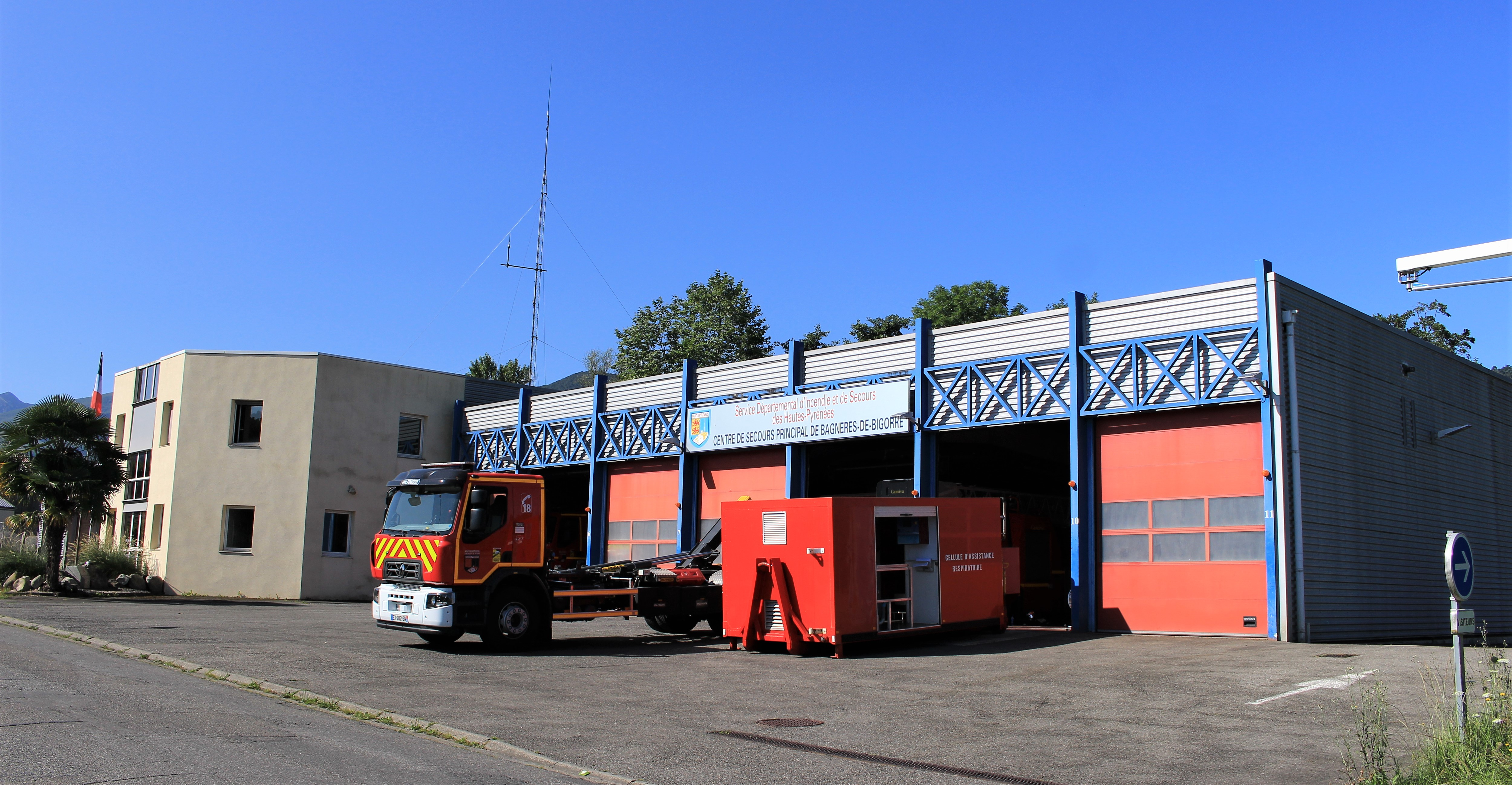
Le centre de secours.

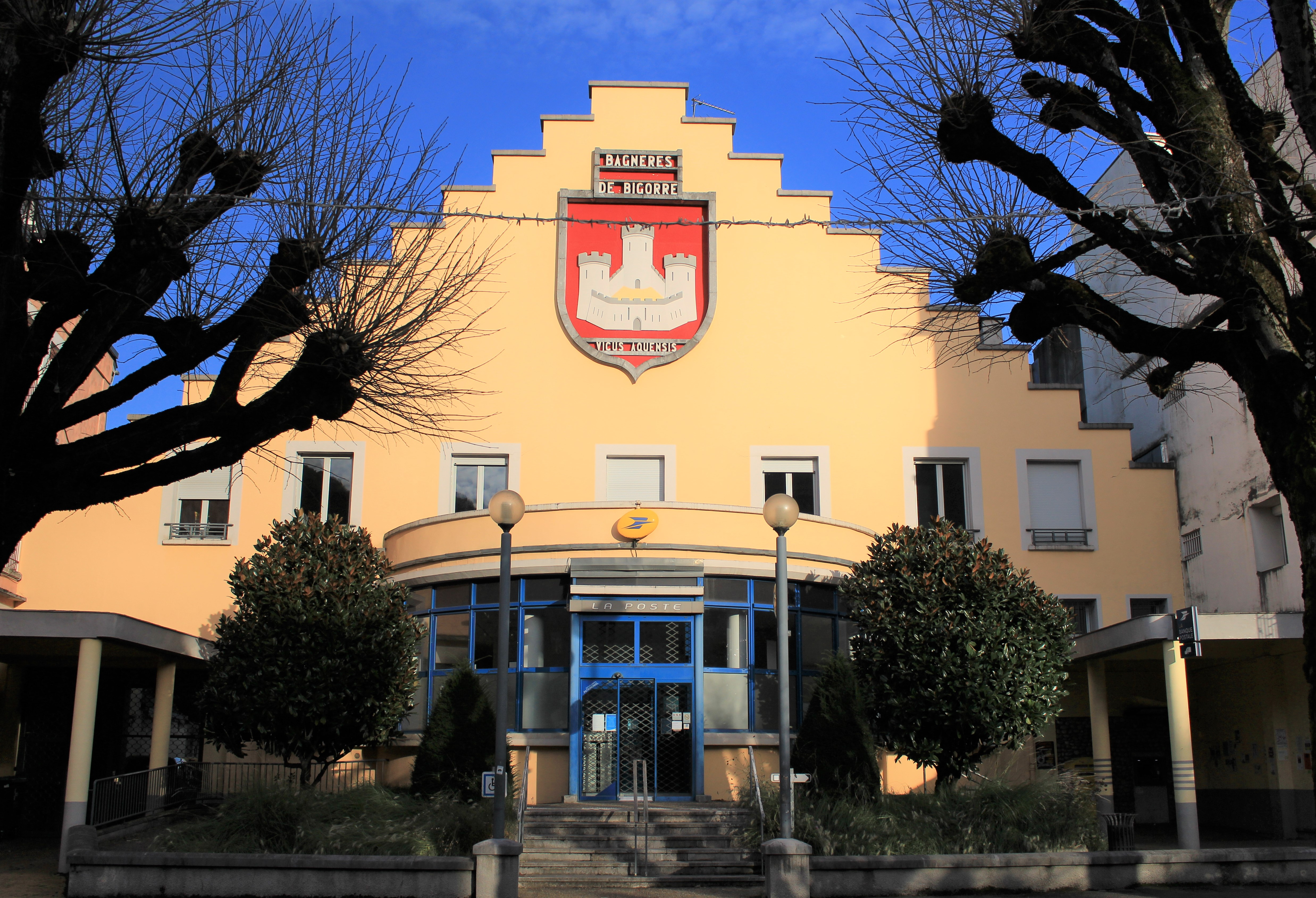
La Poste.

La communauté de communes Haute-Bigorre (CCHB) a été créée en décembre 1994, pour doter le territoire d'une structure intercommunale capable de porter un projet commun de développement.
Elle bénéficie d'une dotation générale de fonctionnement (DGF) accordée par l'État et
de subventions importantes du conseil général, du conseil régional, de l'État et de l'Europe.
Ses compétences sont :
- le développement économique (entreprises, artisanat, tissu commercial…) ;
- les services à la personne âgée, à l'enfance et à la personne handicapée ;
- la protection et la mise en valeur de l'environnement ;
- la collecte sélective des déchets ;
- la politique du logement et du cadre de vie ;
- l'aménagement de l'espace ;
- le tourisme.

### Santé

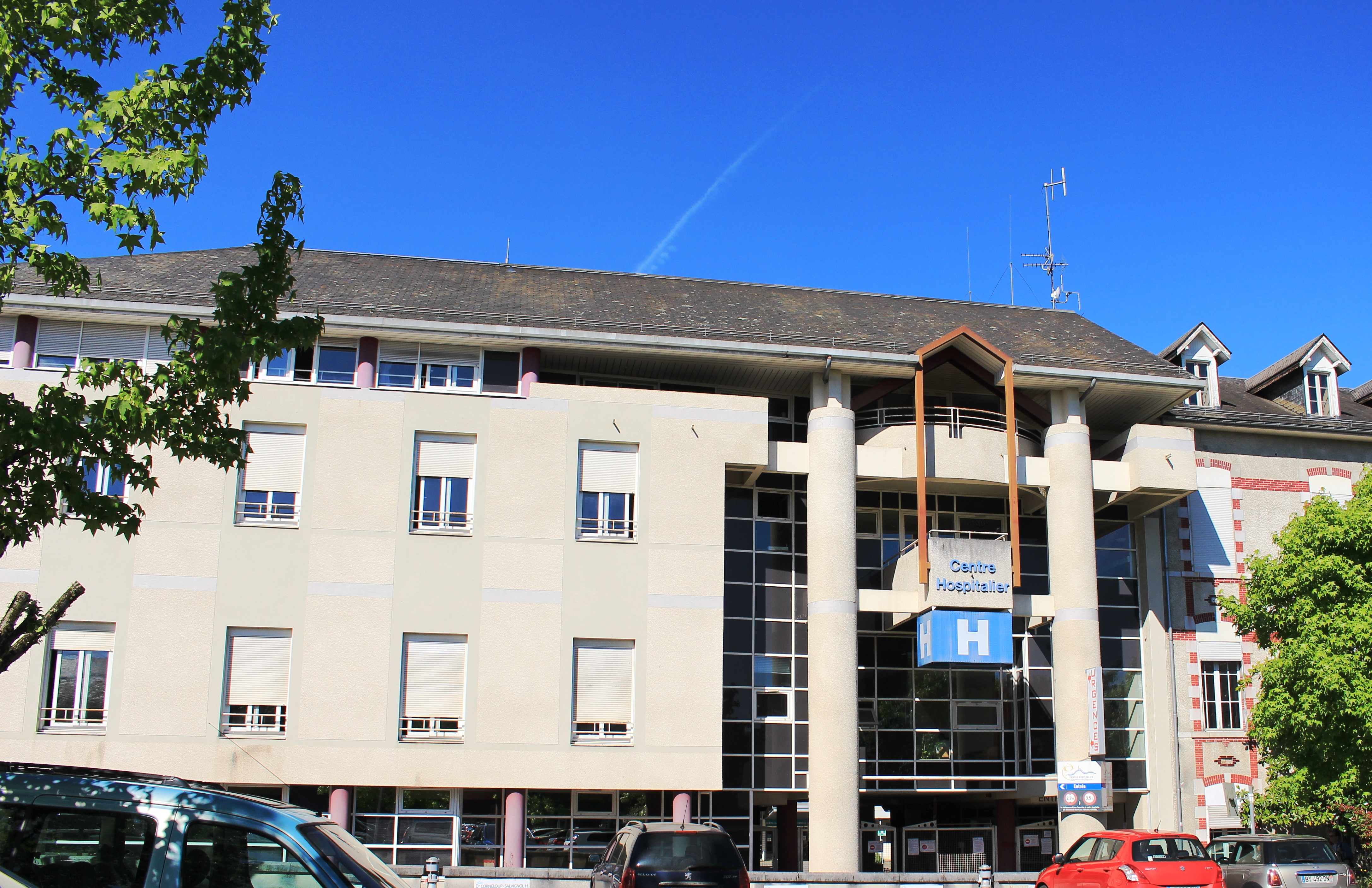
L'hôpital.

Bagnères-de-Bigorre dispose d'un centre hospitalier régional qui dispose de 25 lits en médecine, 20 lits en moyen-séjour (dont 4 de post-cure sevrage alcoolique) et 220 lits en rééducation ou médecine physique de réadaptation (et 25 places d'hospitalisation de jour). Sur le site de Castelmouly (établissement d'hébergement pour personnes âgées dépendantes) la capacité d'accueil est de 142 lits dont 2 d'accueil temporaire, 36 lits en long séjour et 8 places d'accueil de jour pour les personnes atteintes de la maladie d'Alzheimer ou de troubles apparentés.
La commune abrite également deux centres thermaux réputés :  Les Thermes de la Reine et les Grands Thermes.

### Enseignement
Les établissements scolaires de la ville dépendent de l'académie de Toulouse.
La commune recense trois écoles maternelles (Clair-Vallon, Carnot-et-Achard) et six écoles primaires (Calandreta de Banhèras (École occitane), Jules-Ferry, Pic-du-Midi, Carnot, Lesponne, les Palomières, Saint-Vincent).
Le conseil départemental gère les collèges Blanche Odin (ancienne cité scolaire Achard) et Saint-Vincent, tandis que la région prend en charge le lycée Victor-Duruy.

Sélection de vues des établissements scolaires
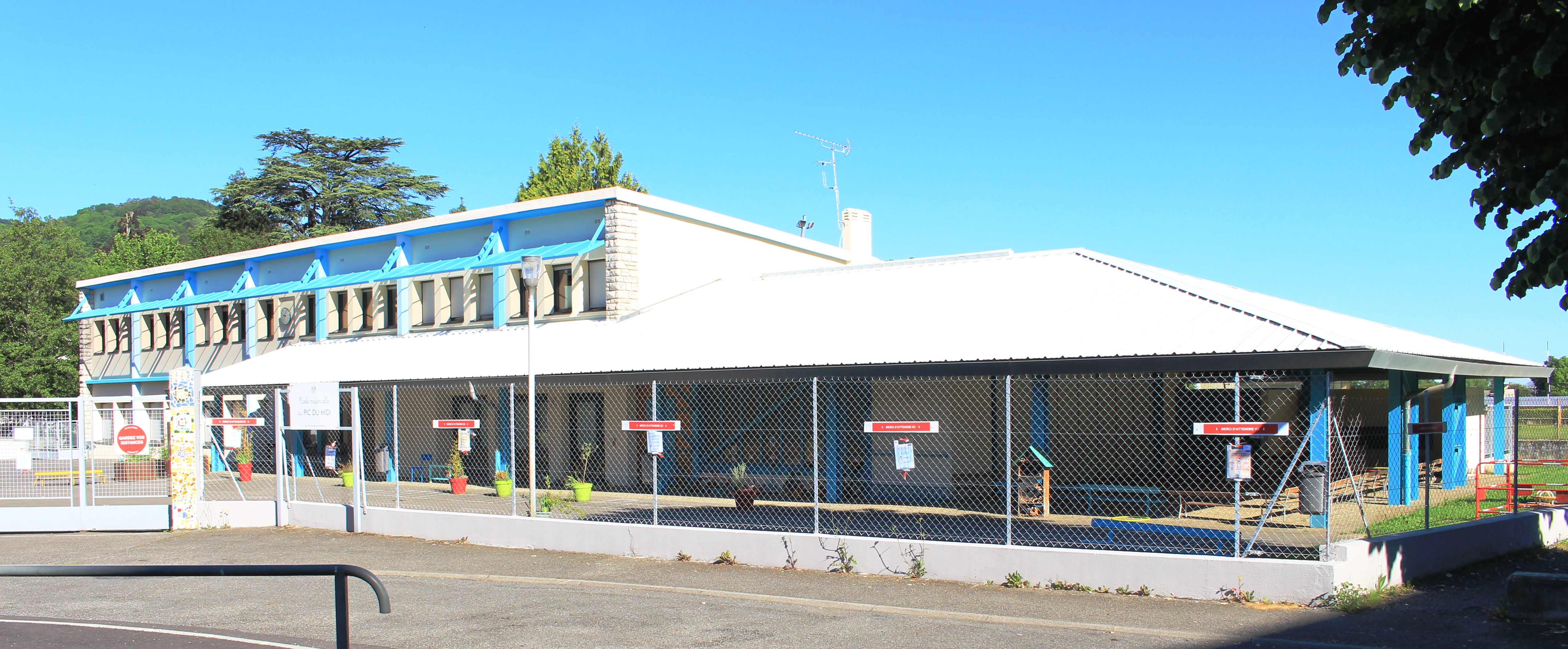
École Pic du Midi.
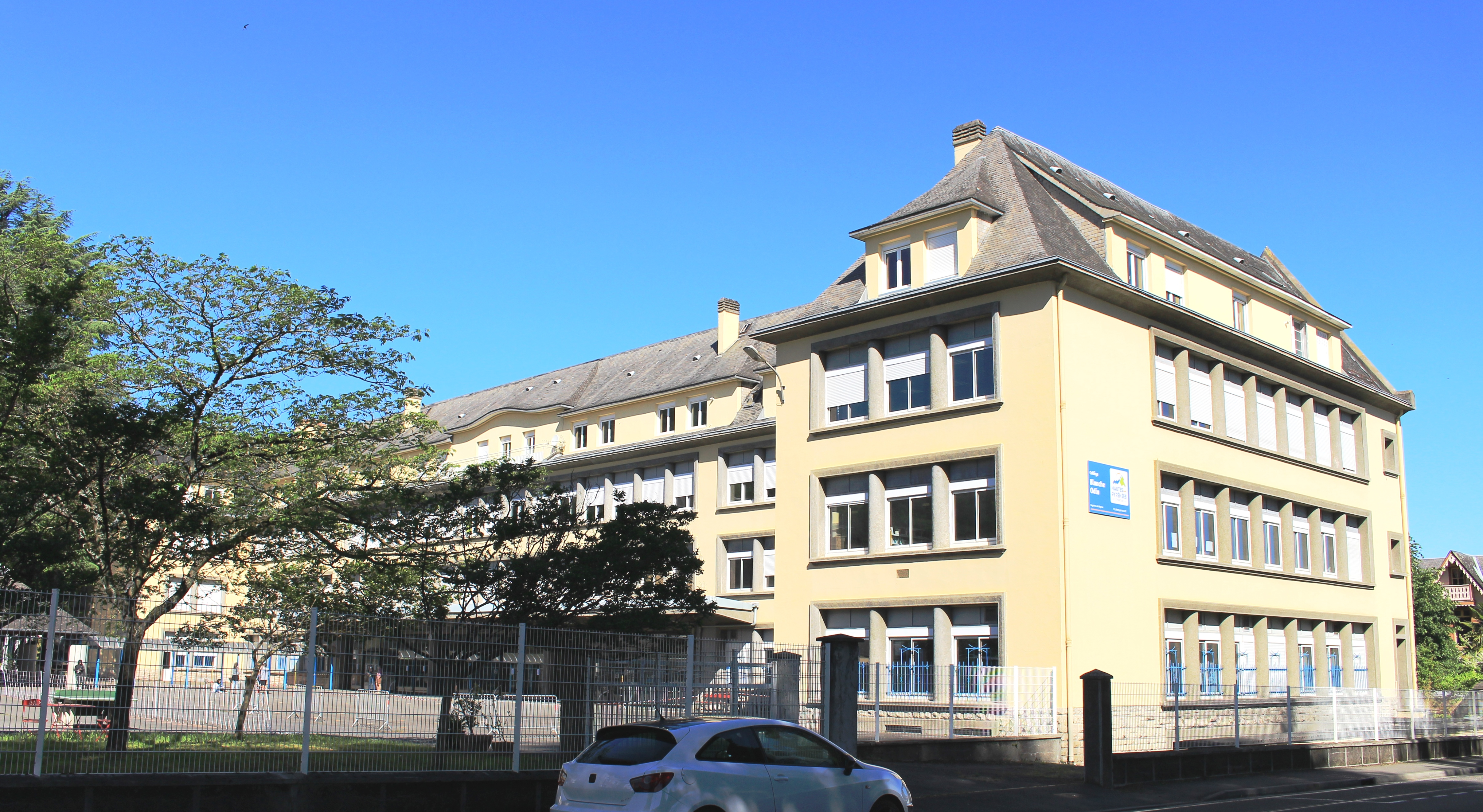
Collège Blanche Odin.
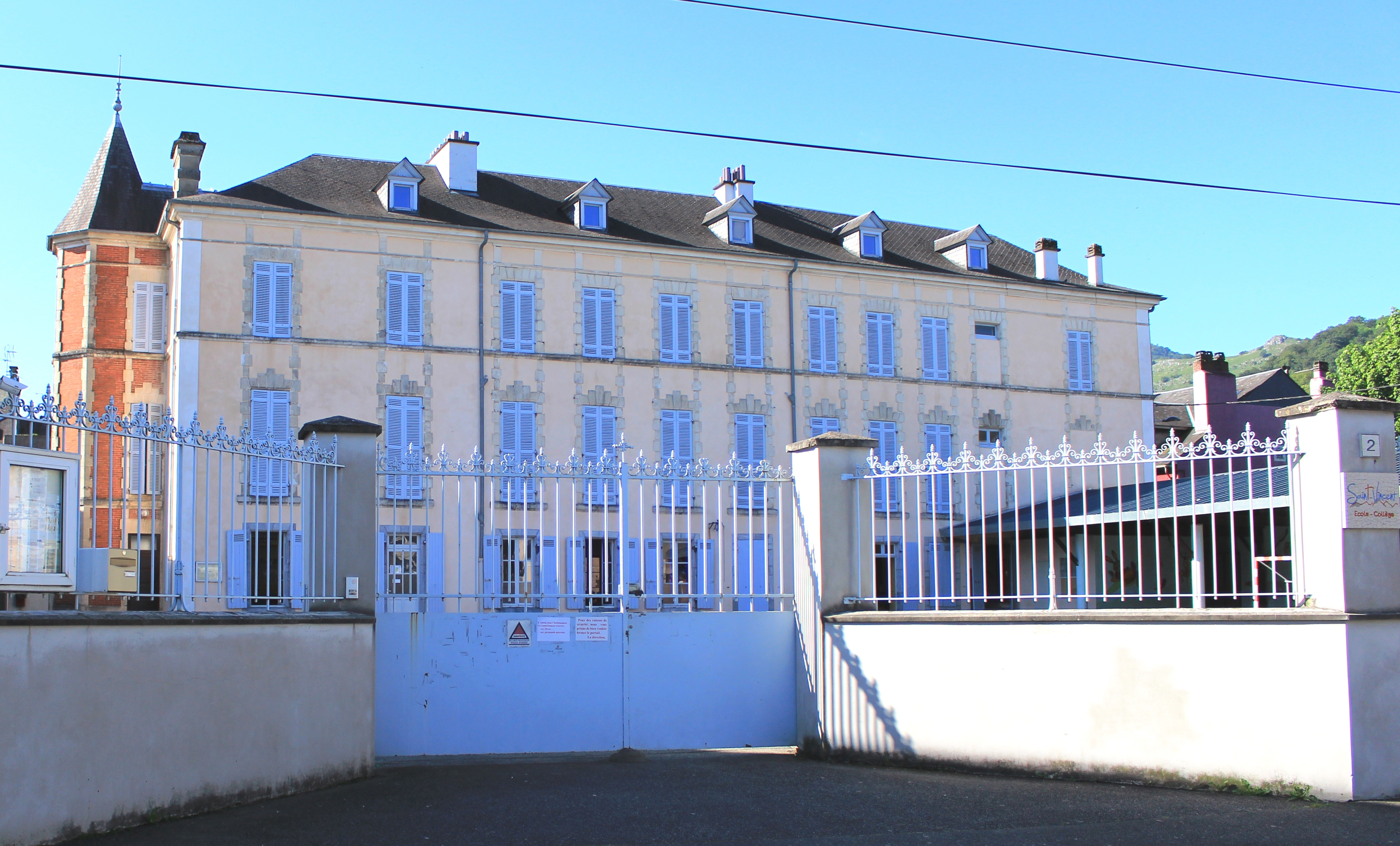
Collège Saint-Vincent.
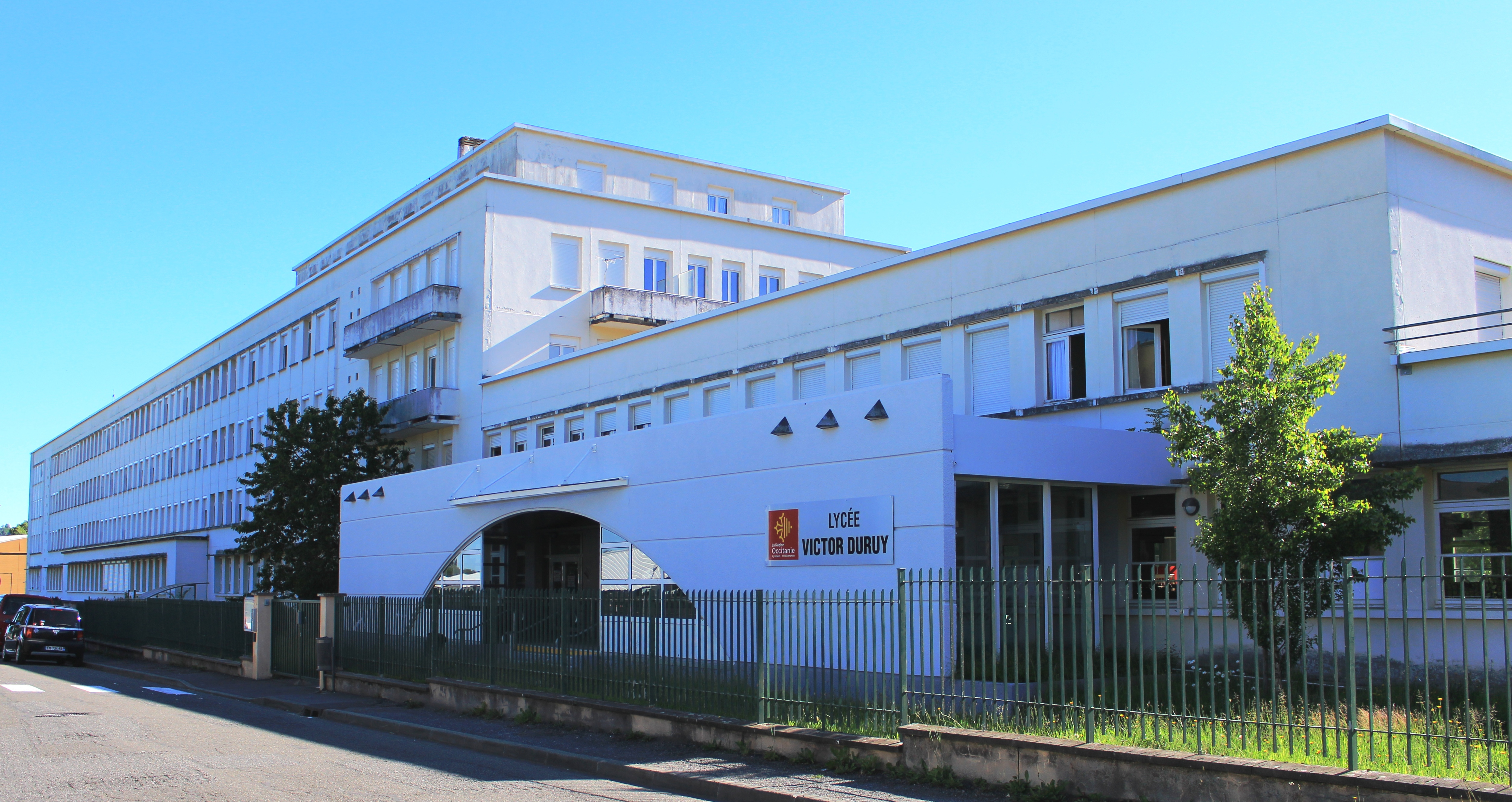
Lycée Duruy.
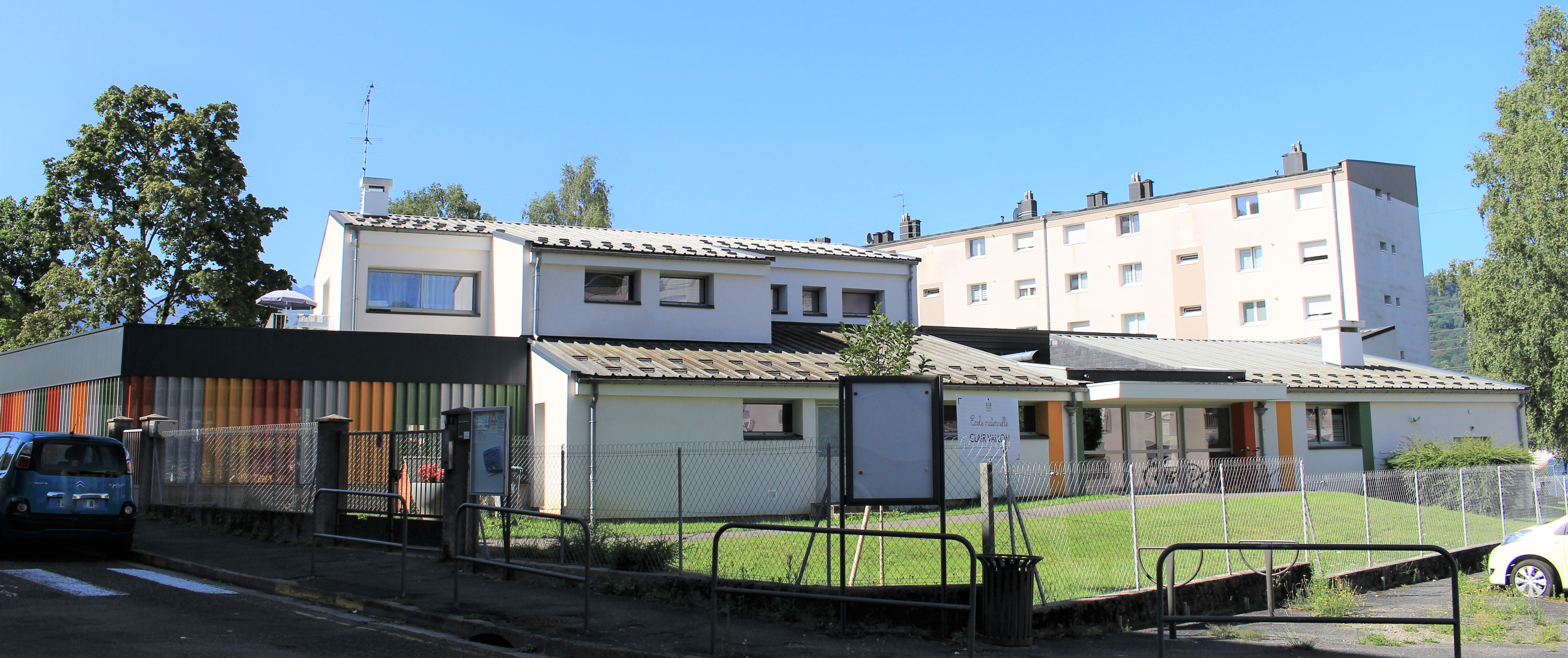
Ecole Clair-Vallon.

## Population et société

### Démographie
L'évolution du nombre d'habitants est connue à travers les recensements de la population effectués dans la commune depuis 1793. Pour les communes de moins de 10 000 habitants, une enquête de recensement portant sur toute la population est réalisée tous les cinq ans, les populations de référence des années intermédiaires étant quant à elles estimées par interpolation ou extrapolation. Pour la commune, le premier recensement exhaustif entrant dans le cadre du nouveau dispositif a été réalisé en 2008.

En 2022, la commune comptait 7 060 habitants, en évolution de −4,65 % par rapport à 2016 (Hautes-Pyrénées : +1,59 %, France hors Mayotte : +2,11 %).
| 1793  | 1800  | 1806  | 1821  | 1831  | 1836  | 1841  | 1846  | 1851  |
| ----- | ----- | ----- | ----- | ----- | ----- | ----- | ----- | ----- |
| 4 440 | 5 656 | 6 001 | 6 834 | 7 586 | 8 108 | 8 448 | 8 467 | 8 485 |

| 1856  | 1861  | 1866  | 1872  | 1876  | 1881  | 1886  | 1891  | 1896  |
| ----- | ----- | ----- | ----- | ----- | ----- | ----- | ----- | ----- |
| 8 885 | 9 169 | 9 433 | 9 464 | 9 508 | 9 498 | 9 248 | 8 638 | 8 837 |

| 1901  | 1906  | 1911  | 1921  | 1926  | 1931  | 1936  | 1946  | 1954   |
| ----- | ----- | ----- | ----- | ----- | ----- | ----- | ----- | ------ |
| 8 671 | 8 591 | 8 455 | 8 261 | 8 880 | 9 211 | 8 633 | 9 941 | 11 044 |

| 1962   | 1968   | 1975  | 1982  | 1990  | 1999  | 2006  | 2008  | 2013  |
| ------ | ------ | ----- | ----- | ----- | ----- | ----- | ----- | ----- |
| 10 314 | 10 216 | 9 947 | 9 242 | 8 424 | 8 048 | 8 030 | 8 003 | 7 633 |

| 2018  | 2022  | - | - | - | - | - | - | - |
| ----- | ----- | - | - | - | - | - | - | - |
| 7 103 | 7 060 | - | - | - | - | - | - | - |

| selon la population municipale des années : | 1968 | 1975 | 1982 | 1990 | 1999 | 2006 | 2009 | 2013 |
| Rang de la commune dans le département      | 3    | 3    | 3    | 3    | 3    | 3    | 3    | 4    |
| Nombre de communes du département           | 479  | 473  | 473  | 474  | 474  | 474  | 474  | 474  |

### L'agglomération et l'aire urbaine de Bagnères-de-Bigorre
L'unité urbaine de Bagnères-de-Bigorre (l'agglomération) comprend cinq communes de la communauté de communes Haute-Bigorre : Bagnères-de-Bigorre, Beaudéan, Campan, Gerde et Pouzac, auxquelles s'ajoutent Asté et Trébons.
Elle regroupe 13 378 habitants en 2009.
L'aire urbaine, plus étendue, regroupe au total 15 communes et 14 819 habitants en 2009.

### Sports
Le Stade bagnérais est un club de rugby à XV français qui a longtemps joué en Première Division, atteignant à deux reprises la finale du Championnat de France (1979 et 1981), et qui évolue en Championnat de France de rugby à XV de 1re division fédérale pour la saison 2012-13.
La ville de Bagnères met à disposition des associations sportives, des structures scolaires et du centre de loisirs,
de nombreux équipements sportifs : les gymnases de la Plaine, Henri-Cordier, Jules-Ferry et Carnot ; la salle de dojo Apollo ; le stade nautique André-de-Boysson ; les terrains de rugby et football de la Plaine, Parc des sports (Marcel-Cazenave), Cordier et du SIVU des sports Bagnères-Pouzac ; des terrains couverts et extérieurs pour le tennis ; le centre équestre municipal ; le golf de la Bigorre (à Pouzac) ; le stade d'eau vive de l'Adour ; le fronton du Parc des sports ; un skatepark ; le stand de tir du Bédat ; le domaine des activités de montagne du Tourmalet.

Sélection de vues des équipements sportifs
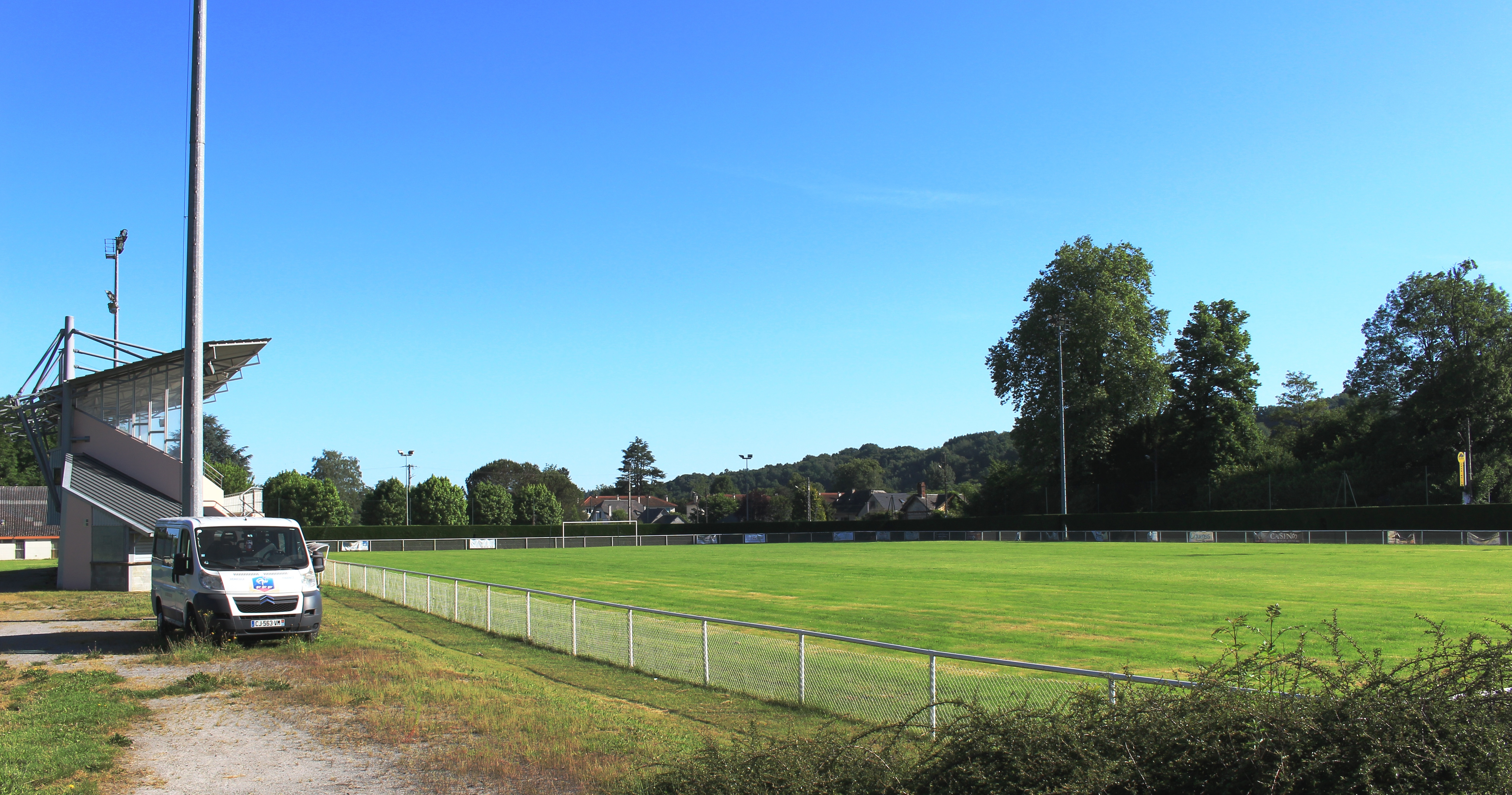
Le stade de football du Haut-Adour.
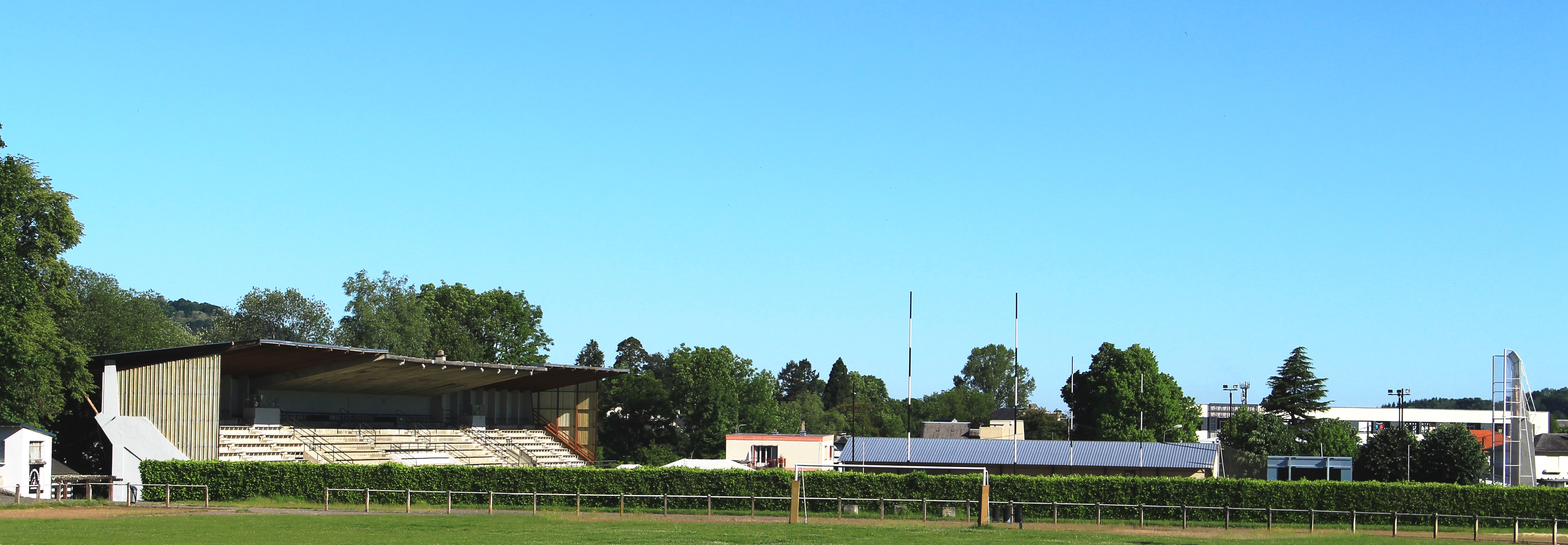
Le stade de rugby Marcel-Cazenave.
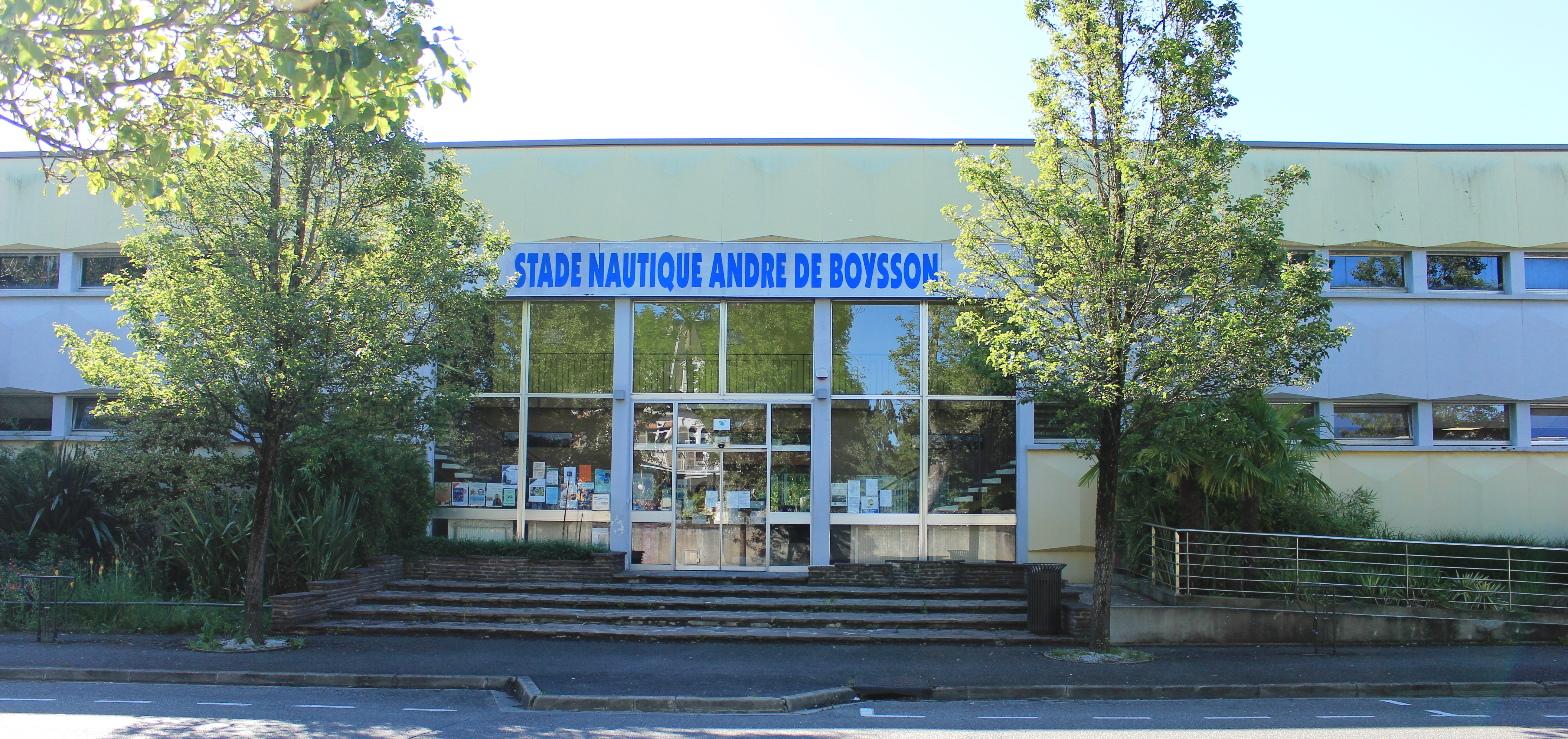
La piscine André-de-Boysson.
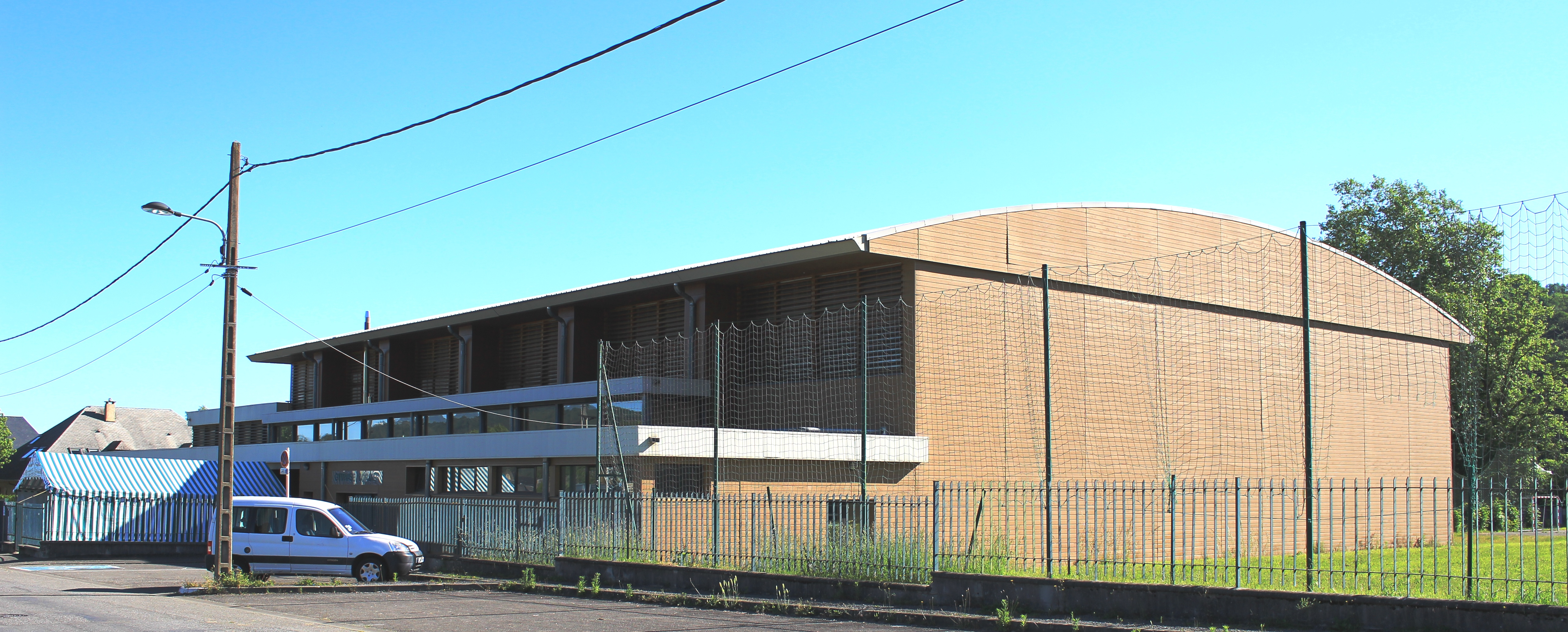
Le gymnase Henri-Cordier.
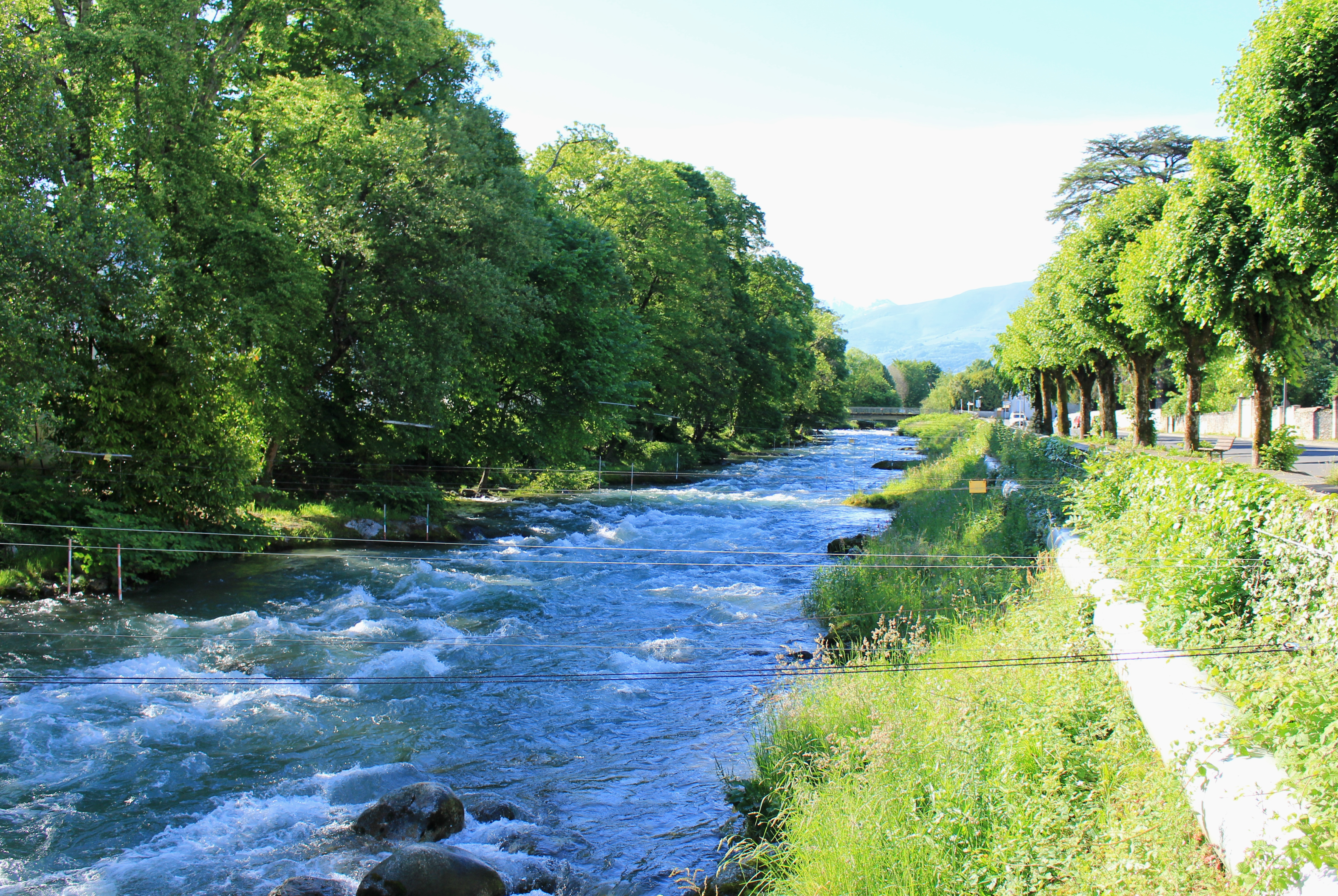
Le stade d'eaux vives.
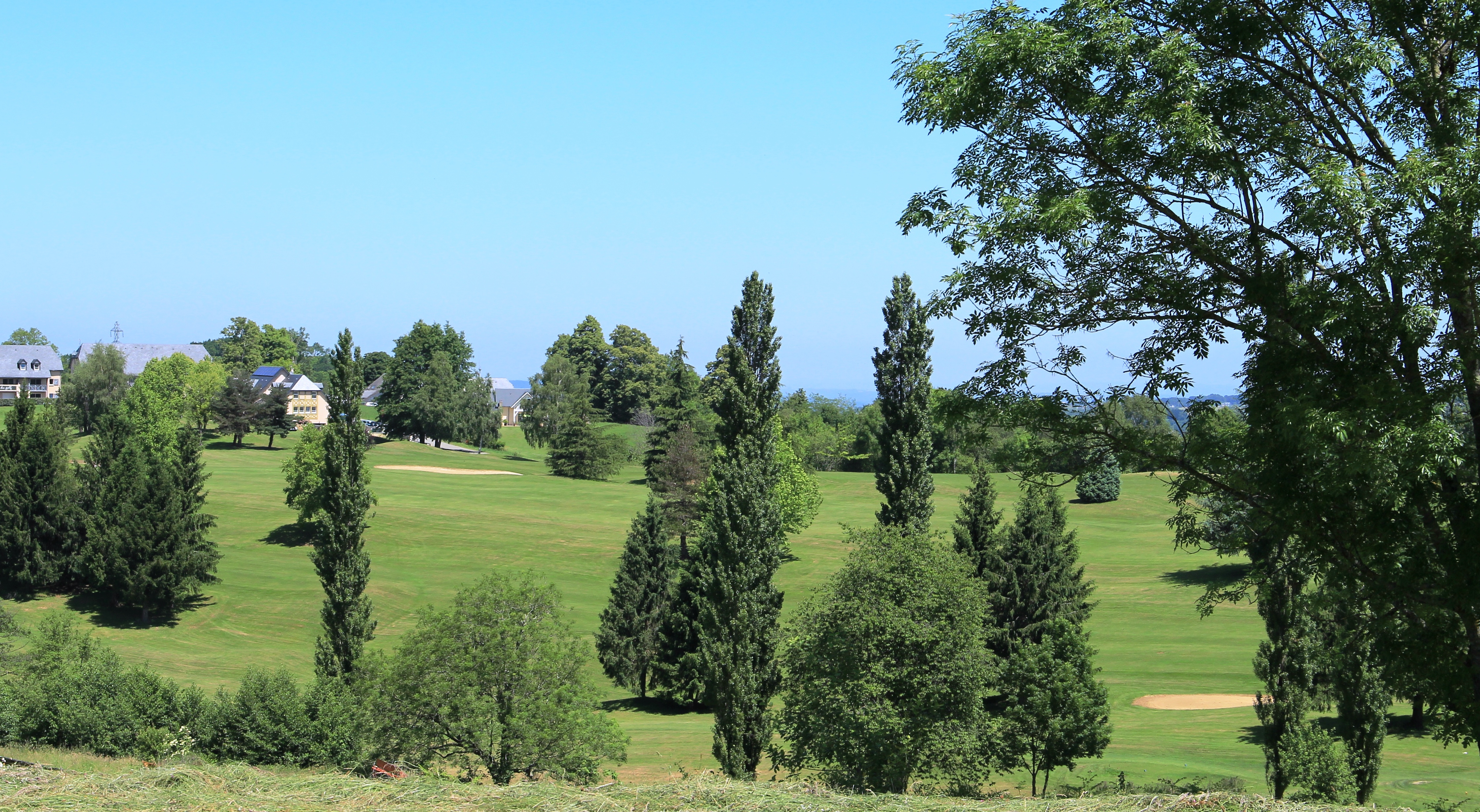
Le golf de la Bigorre.
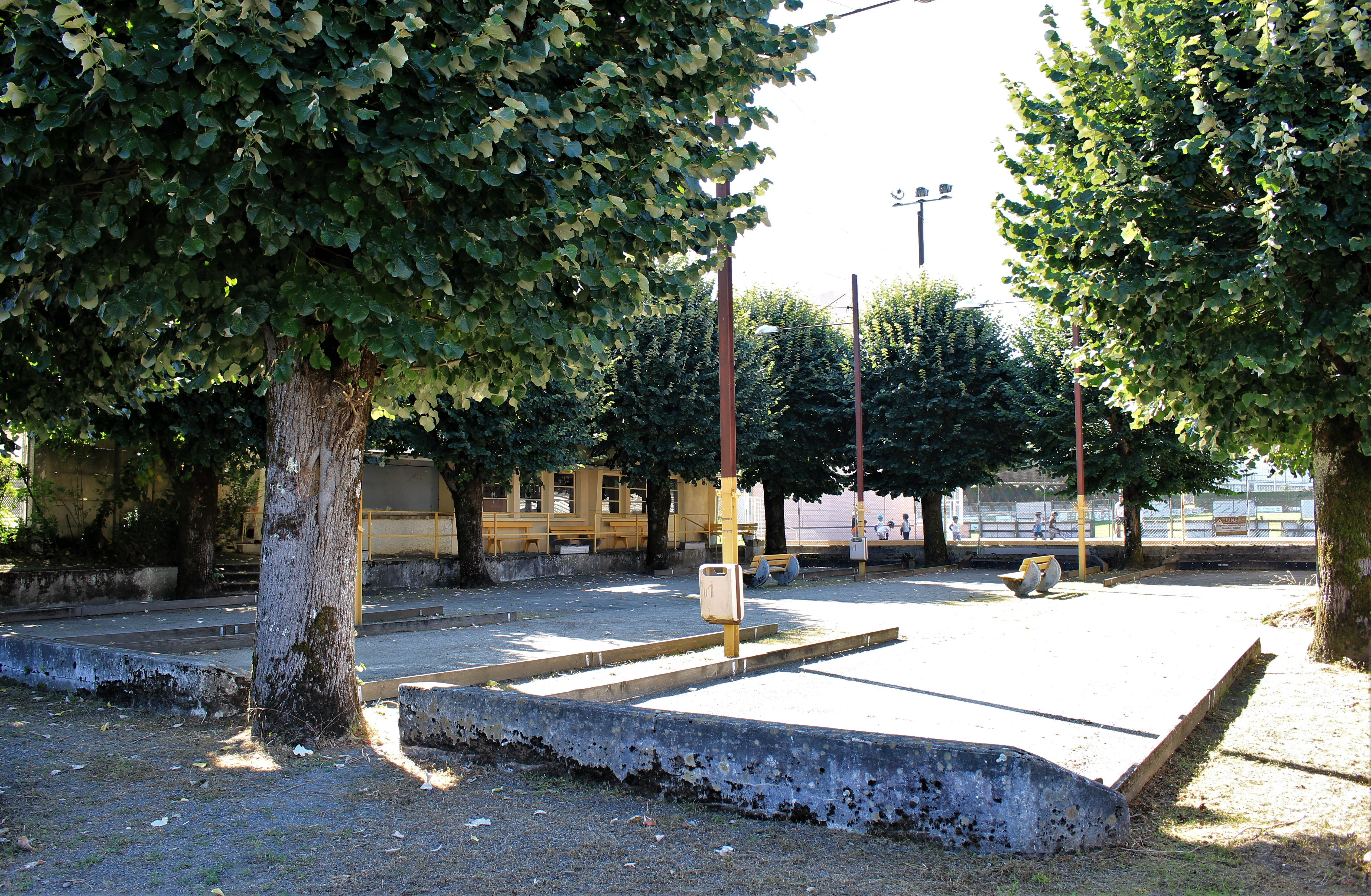
Le boulodrome.
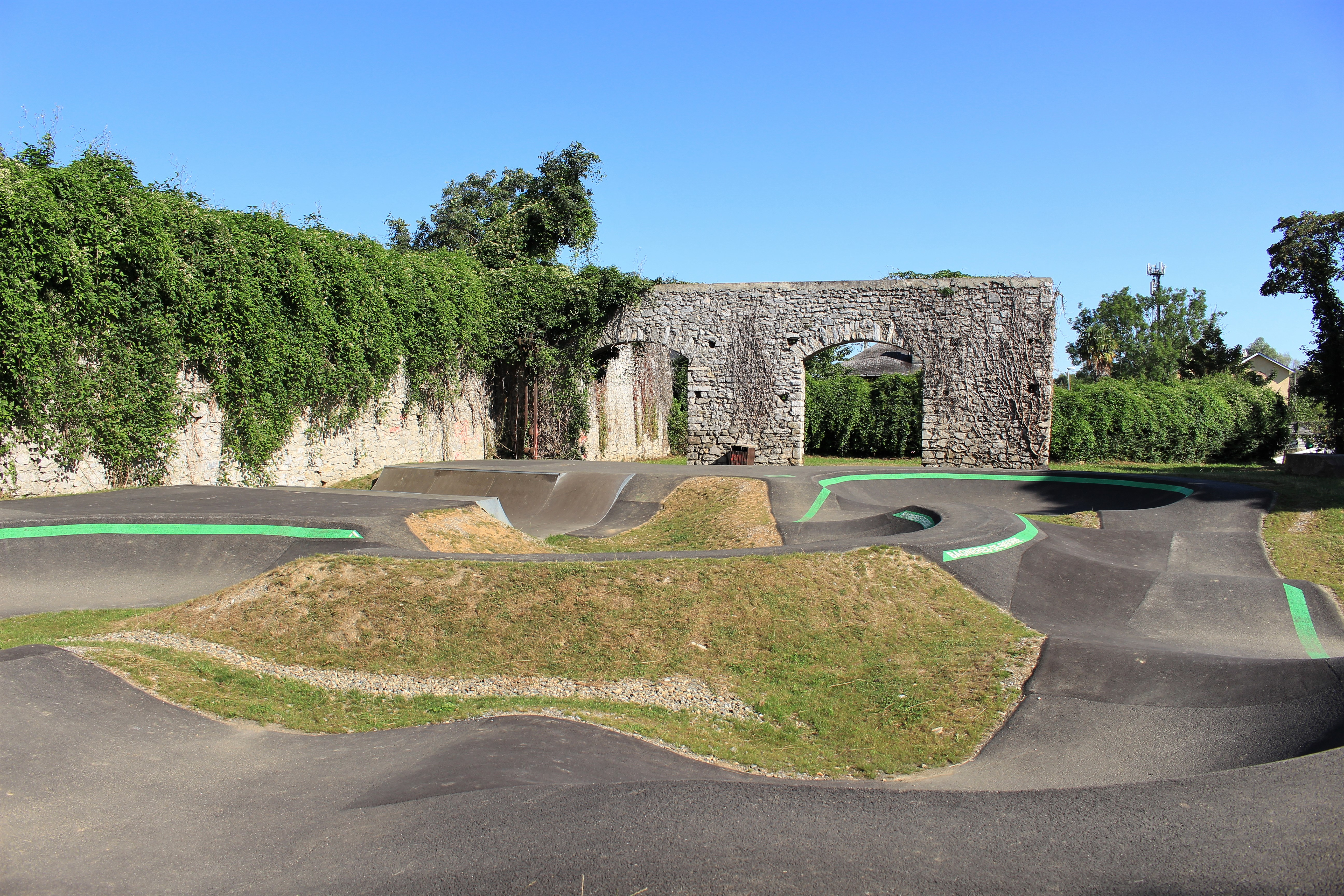
La pump track.

### Cultes
La paroisse de Bagnères-de-Bigorre regroupe treize communes au sein du diocèse de Tarbes et Lourdes.
Le carmel du Petit-Rocher a été fondé en 1833 par mère Marie-des-Anges. Expulsées en 1901, les carmélites sont revenues en 1921 et une nouvelle communauté s'est constituée en 2009.
Le temple protestant de Bagnères-de-Bigorre bâti par Émilien Frossard en 1857, est également présent. Il est rattaché à la paroisse des Hautes-Pyrénées avec Tarbes et Cauterets, membre de l' Église protestante unie de France.

## Économie

### Revenus
En 2018, la commune compte 3 841 ménages fiscaux, regroupant 6 946 personnes. La médiane du revenu disponible par unité de consommation est de 19 430 € (20 420 € dans le département). 40 % des ménages fiscaux sont imposés (44,4 % dans le département).

### Emploi
|                | 2008  | 2013  | 2018   |
| -------------- | ----- | ----- | ------ |
| Commune        | 8 %   | 9,9 % | 11,1 % |
| Département    | 7,7 % | 9,4 % | 9,8 %  |
| France entière | 8,3 % | 10 %  | 10 %   |

En 2018, la population âgée de 15 à 64 ans s'élève à 3 842 personnes, parmi lesquelles on compte 72,4 % d'actifs (61,3 % ayant un emploi et 11,1 % de chômeurs) et 27,6 % d'inactifs,. En  2018, le taux de chômage communal (au sens du recensement) des 15-64 ans est supérieur à celui de la France et du département, alors qu'il était inférieur à celui de la France en 2008.
La commune est la commune-centre de l'aire d'attraction de Bagnères-de-Bigorre,. Elle compte 4 231 emplois en 2018, contre 4 407 en 2013 et 4 598 en 2008. Le nombre d'actifs ayant un emploi résidant dans la commune est de 2 403, soit un indicateur de concentration d'emploi de 176,1 % et un taux d'activité parmi les 15 ans ou plus de 44,9 %.
Sur ces 2 403 actifs de 15 ans ou plus ayant un emploi, 1 500 travaillent dans la commune, soit 62 % des habitants. Pour se rendre au travail, 72,7 % des habitants utilisent un véhicule personnel ou de fonction à quatre roues, 2,4 % les transports en commun, 19,6 % s'y rendent en deux-roues, à vélo ou à pied et 5,2 % n'ont pas besoin de transport (travail au domicile).

### Activités
Bagnères-de-Bigorre s’est illustrée dans le secteur secondaire notamment un temps à travers le matériel ferroviaire mais le thermalisme et le tourisme restent la véritable activité marquant la commune.

### Industries
Aujourd'hui, de nombreuses PME et PMI spécialisées dans l'appareillage électrique, la mécanique ou l'aéronautique sont installées dans la commune. Maîtrisant les hautes technologies, certaines d'entre elles comptent parmi les plus innovantes du marché, dans leur secteur.
Les acteurs de l'économie locale travaillent en concertation avec la communauté de communes Haute-Bigorre (CCHB) pour le développement de leur entreprise. Celle-ci accompagne également les porteurs de projets, dans un environnement industriel fort et complémentaire : la CCHB dispose en effet d'un service de développement économique local et d'un partenaire majeur, la SEMADEV (Société d'économie mixte pour l'aménagement et le développement).
Quatre zones d'activités :
- Parc d'activités Dominique-Soulé : sur une superficie de plus de 11 hectares, ce site accueille 14 entreprises (400 emplois). Les principales entreprises sont : Constructions Ferroviaires de Bagnères ex-Soulé devenue CFD Bagnères puis CAF France, Novexia, Pommier, Nouvelle Bagnères Aéro, Protoplane - Avenir Composites, et Bigorre Ingénierie ;
- Zone industrielle de l'Adour : sur une superficie de près de 16 hectares, la zone accueille 23 entreprises (280 emplois). Les principales entreprises sont Electraline CBB, Adour Industries, Duteil Arnauné sas, Spem Aéro, et Montages Câblages Industriels Pyrénéens (MCIP) ;
- Parc d'activités de la Haute-Bigorre : sur une superficie de plus de 4 hectares, ce parc accueille 9 entreprises (70 emplois). Les principales entreprises sont Areva T&D, Amaré Charpentes, Chaussons Matériaux, Adour Prothèses et l'entreprise AOD ;
- Parc industriel de la Haute-Bigorre : sur une superficie de plus de 3 hectares, le site accueille 3 entreprises (70 emplois). Les principales entreprises sont ABB Soulé Protection Surtensions - Hélita, Mang Métal Industries.

### Thermalisme et tourisme
Les Thermes de la Reine et les Grands Thermes de Bagnères-de-Bigorre proposent des cures dans les domaines de la rhumatologie, des affections psychosomatiques plus des voies respiratoires pour le second. Les eaux de Bagnères-de-Bigorre (38 sources) étaient déjà appréciées des Romains en tant qu'agent de désintoxication. Comme la plupart des cités thermales, Bagnères-de-Bigorre possède un casino. Il fait bâtiment commun avec le spa thermal Aquensis.
L'histoire de Bagnères est à lier à la station de sports d'hiver de La Mongie, située en partie sur le territoire de la commune et rattachée au domaine du Tourmalet, plus grand domaine skiable des Pyrénées françaises.

Sélection de vues des équipements de thermalisme et tourisme
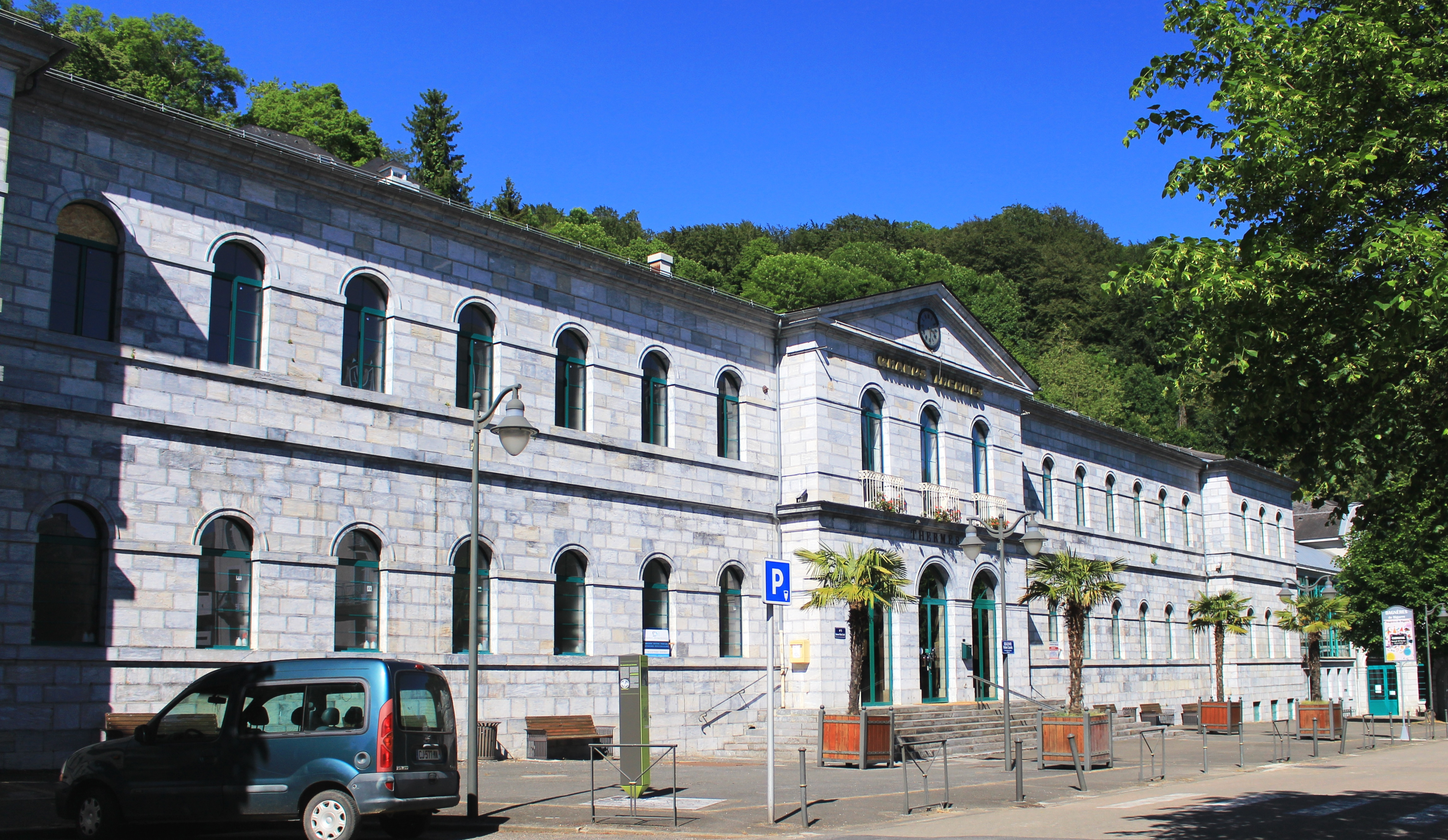
Grands thermes
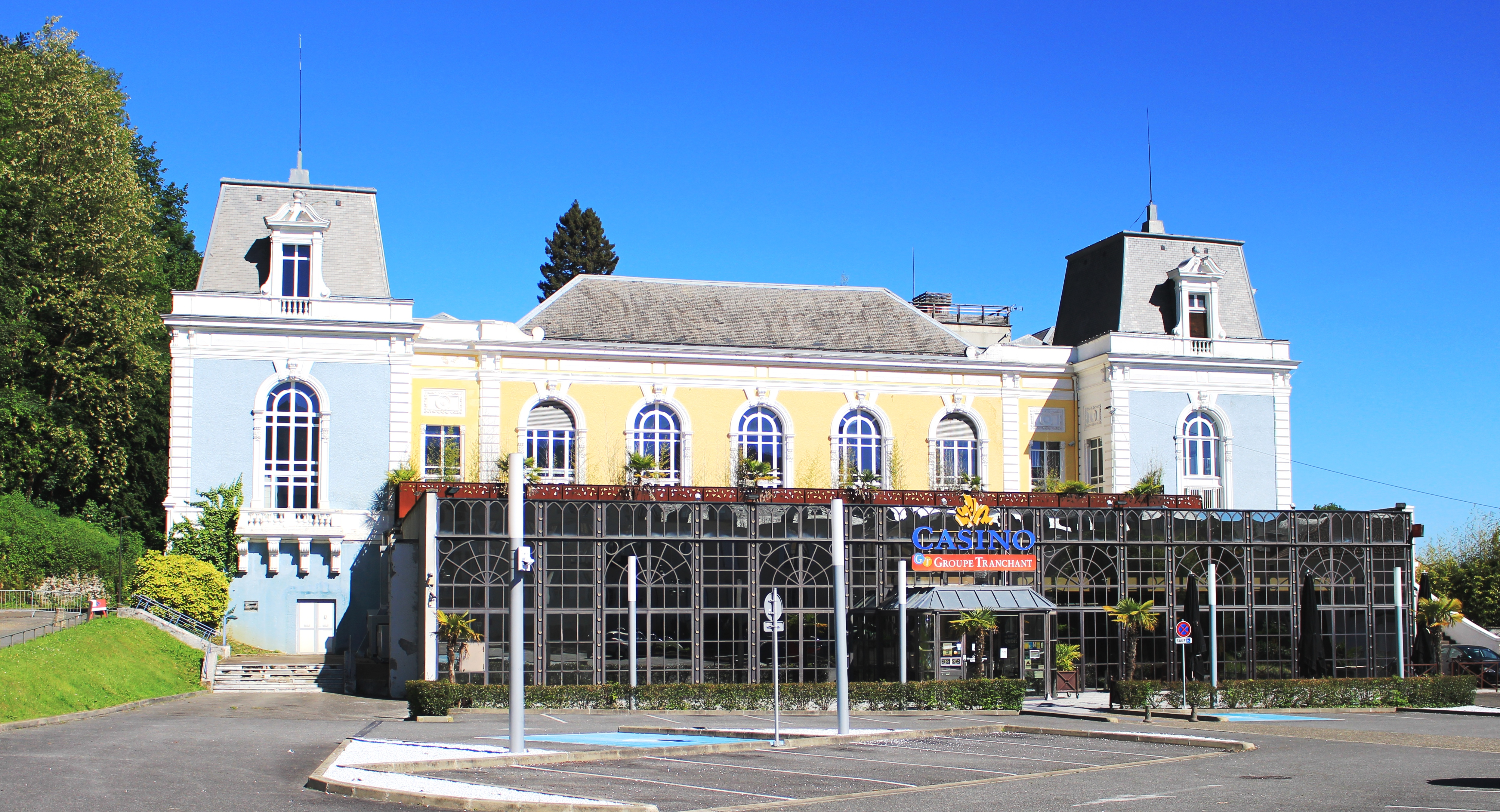
Le Casino
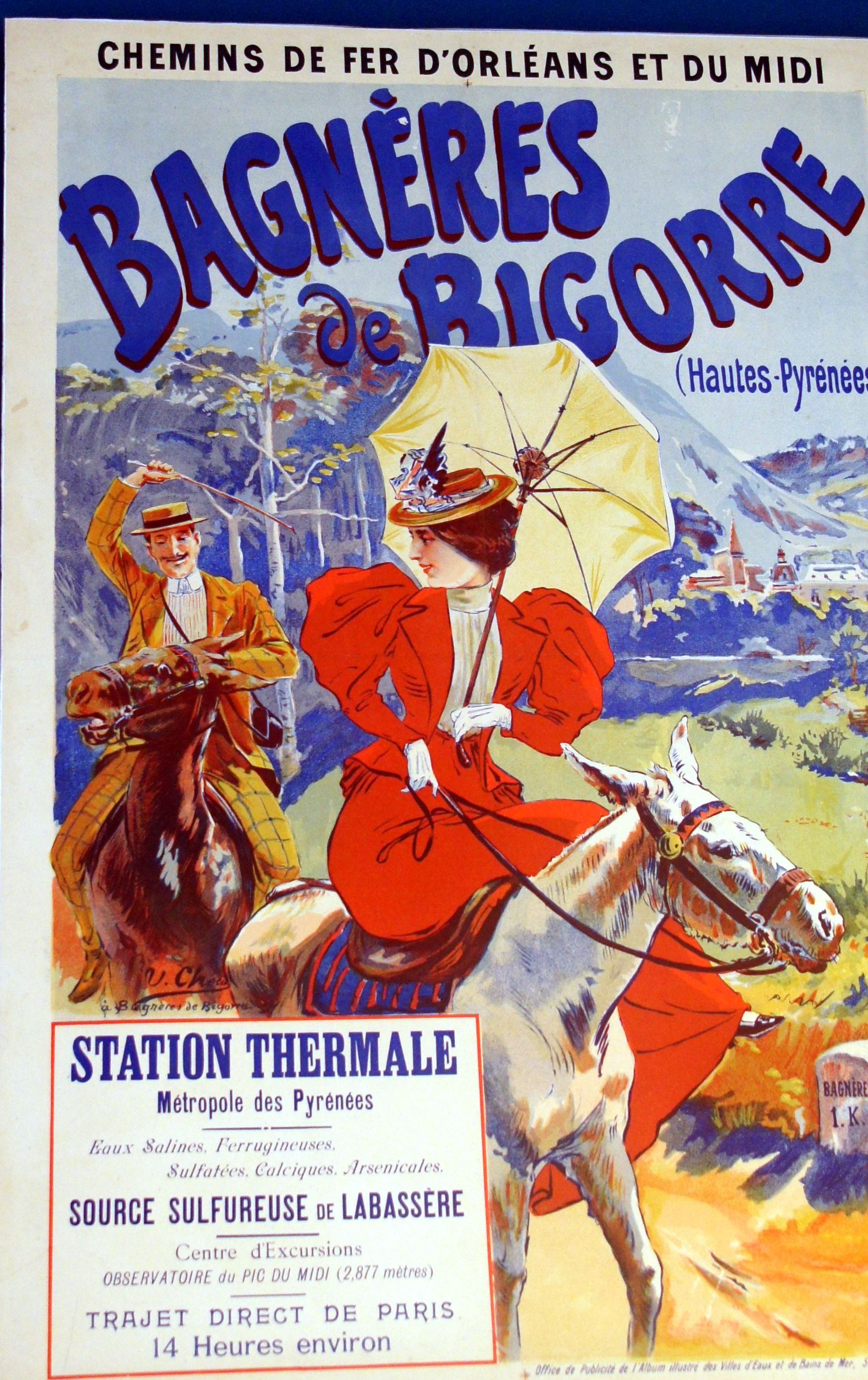
Affiche de Ulpiano Checa
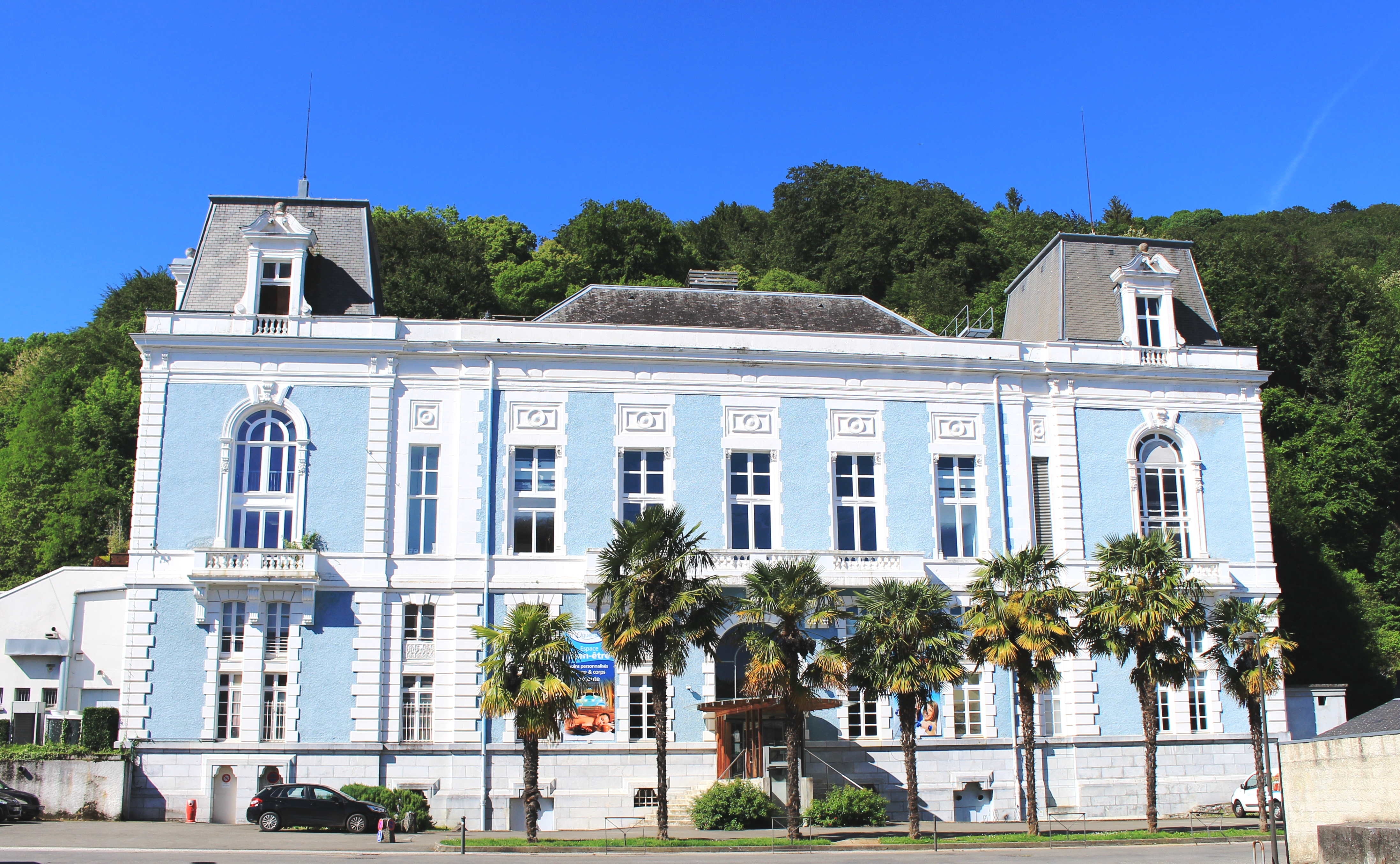
Aquensis
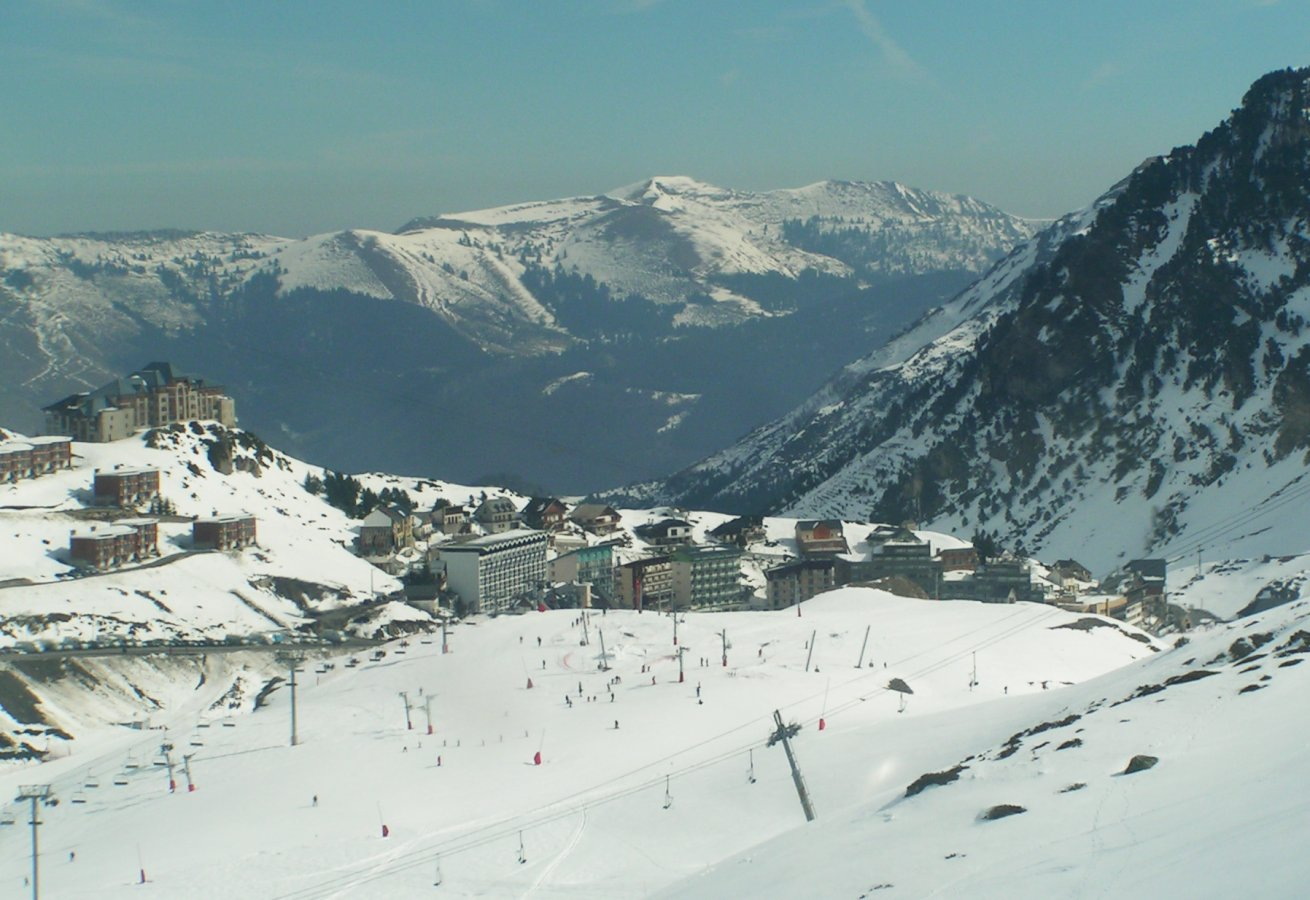
Station de sports d'hiver du Tourmalet

## Sciences
En juillet 1953, les physiciens Patrick Blackett (Prix Nobel 1948) et Louis Leprince-Ringuet organisèrent à Bagnères-de-Bigorre une conférence de pionnier sur les rayons cosmiques, qui initia l'ère de la physique subatomique et des accélérateurs de haute énergie.

## Culture locale et patrimoine

### Lieux et monuments

#### Religieux
- L'église Saint-Vincent de Bagnères-de-Bigorre, datant du XIVe siècle, fut bâtie sur un sanctuaire d'origine paléo-chrétienne, l'édifice est classé au titre objet des monuments historiques depuis le 21 août 1990[90]. Plusieurs objets sont référencés dans la base Palissy (voir les notices liées)[90]. Le style est de type gothique rayonnant pour la façade ouest alors que l'entrée sud se distingue par son porche en plein cintre de style Renaissance.
- La ville abrite également l'église Saint-Jean, dont le portique à l'angle des deux rues Saint-Jean et des thermes a été inscrit aux titres des monuments historiques par arrêté du 15 novembre 1926[91].
- L'église des Carmes.
- L'église Saint-Vincent de Soulagnets.
- L'église Saints-Anges-Gardiens de Lesponne.
- Temple protestant de Bagnères-de-Bigorre inscrit à l'inventaire des monuments historiques depuis 2015[92].
- La chapelle Notre-Dame de La Mongie.
- La chapelle Notre-Dame-des-Lacs de Lesponne.
- La Vierge du Bédat.

Sélection de vues des édifices religieux
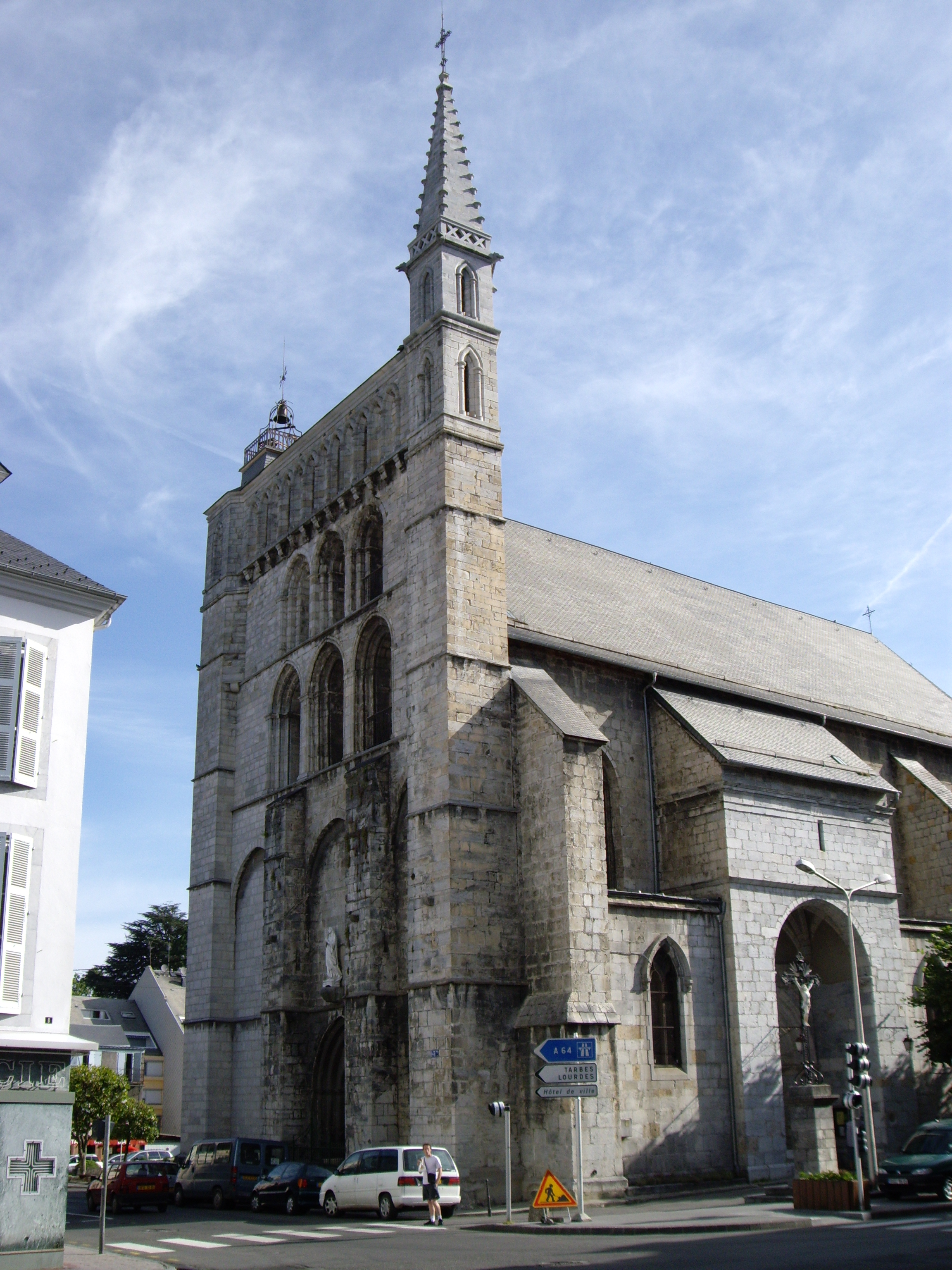
Église Saint-Vincent.
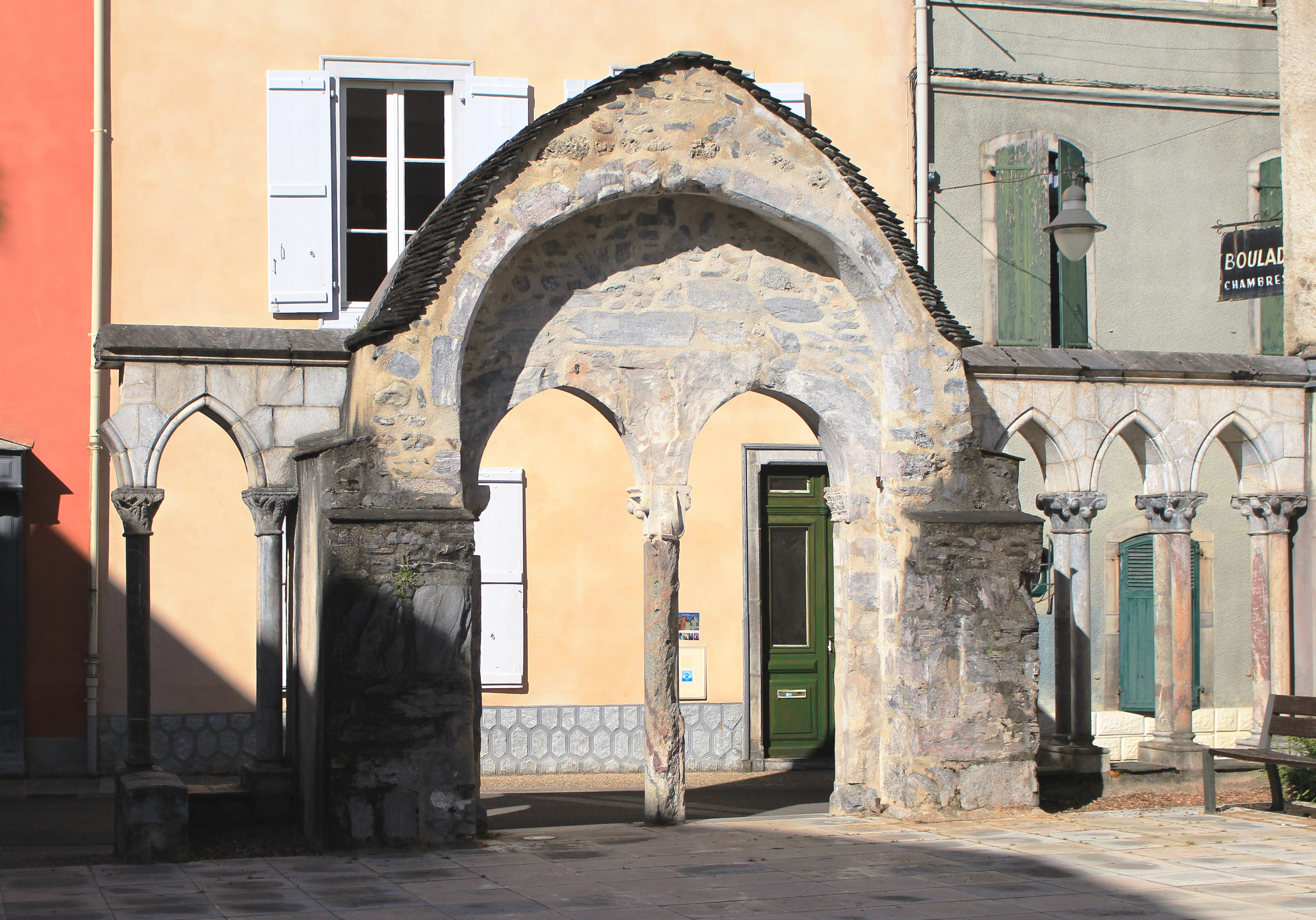
Église Saint-Jean.
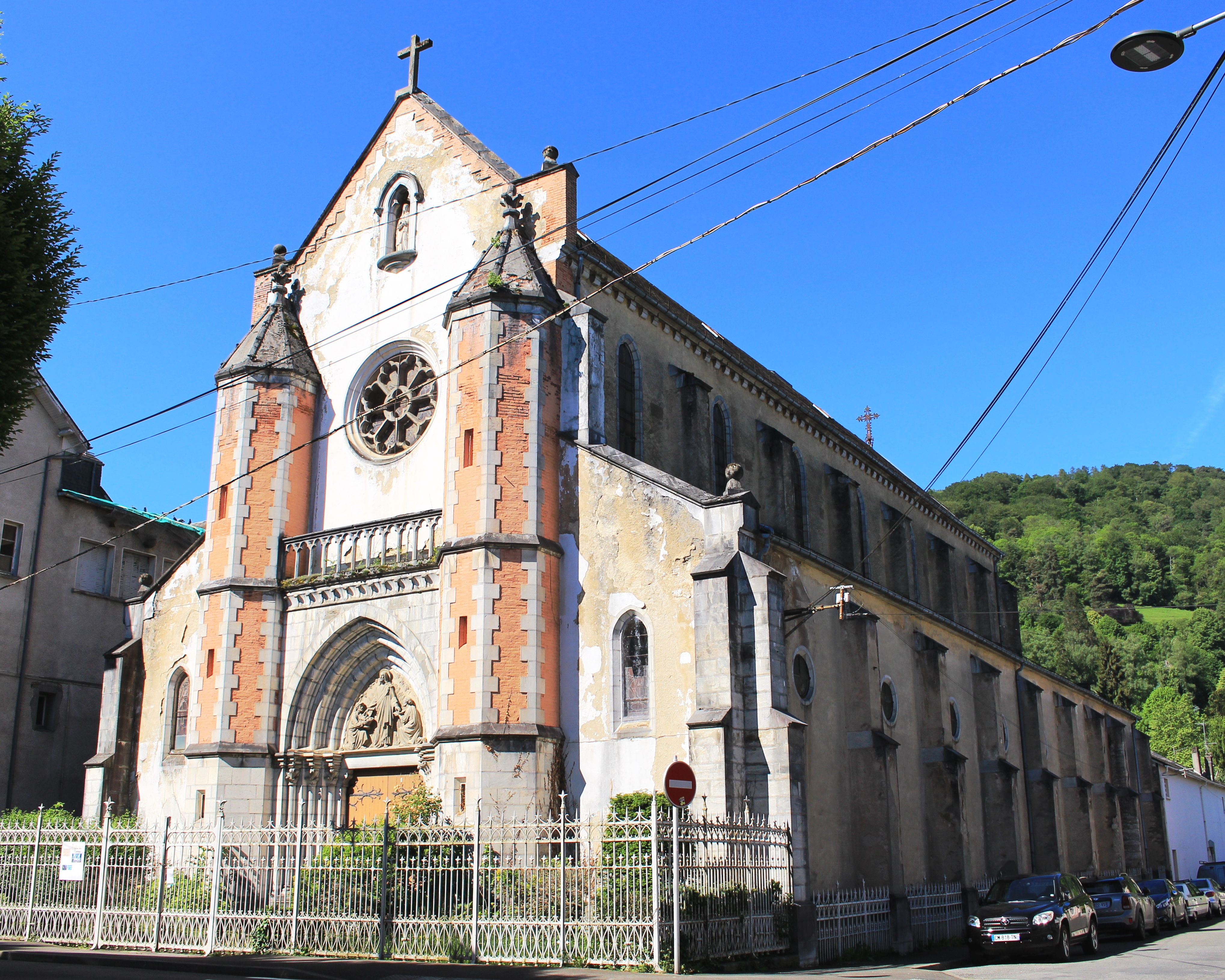
Église des Carmes.
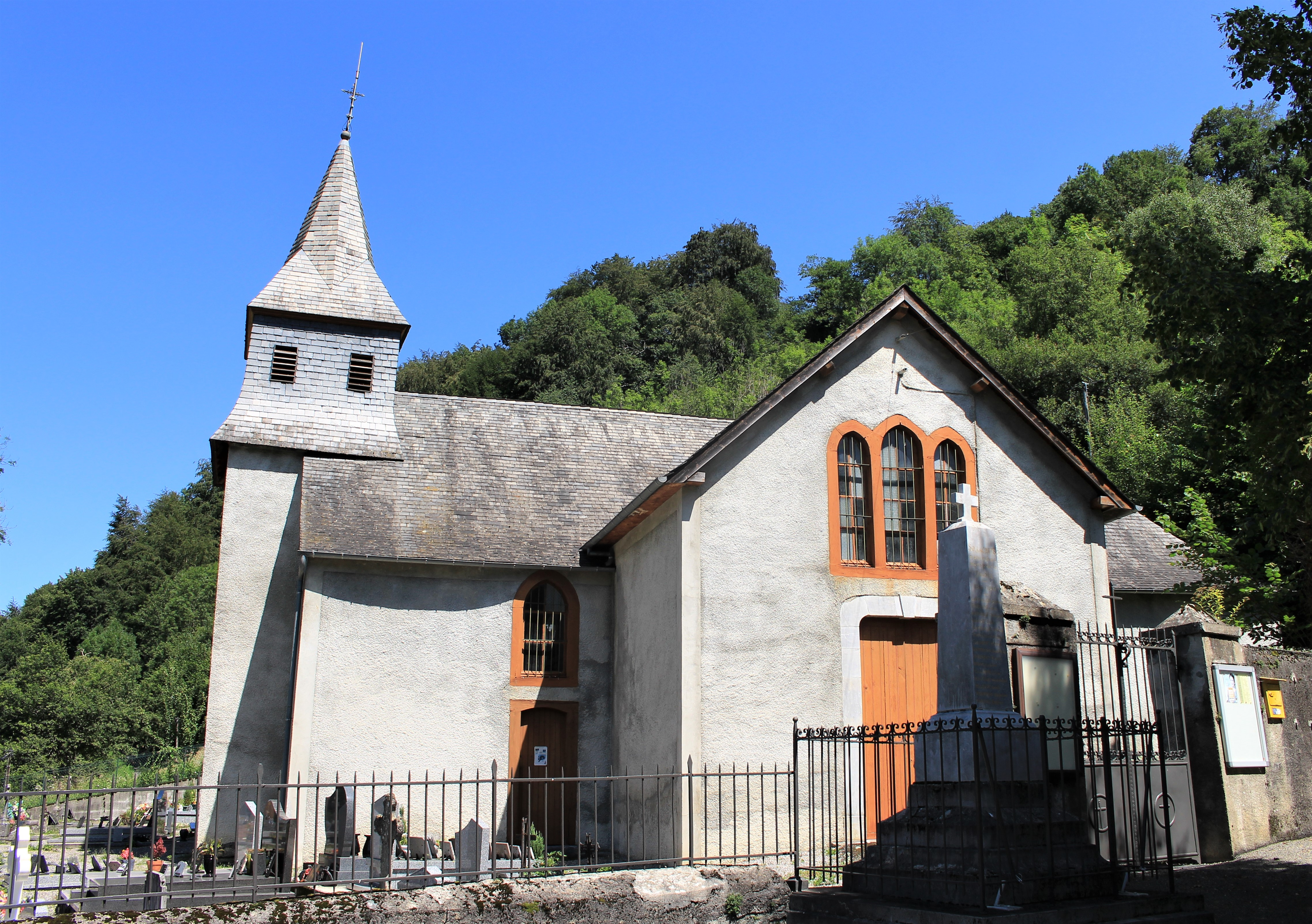
Église Saint-Vincent de Soulagnets.
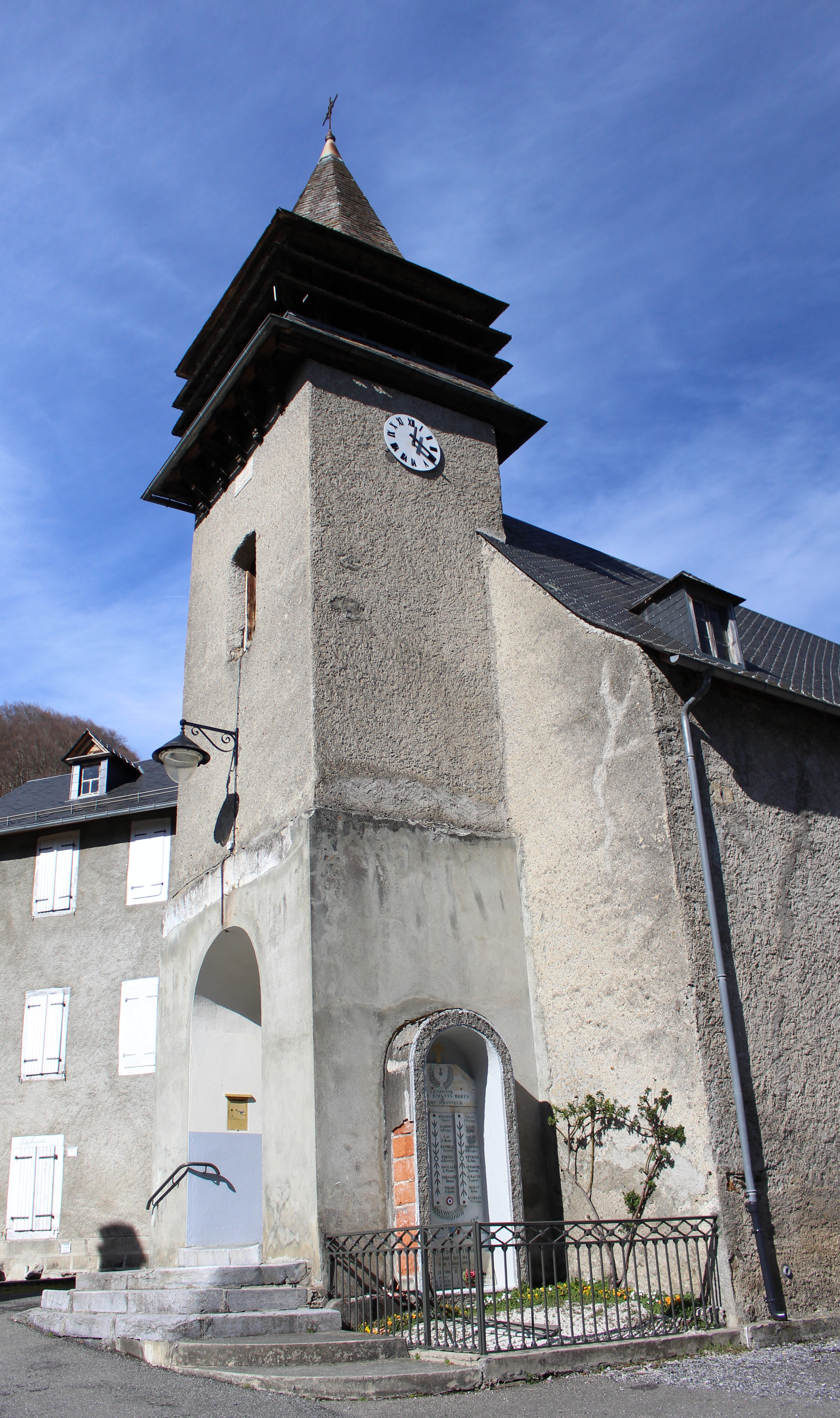
Église Saints-Anges-Gardiens de Lesponne.
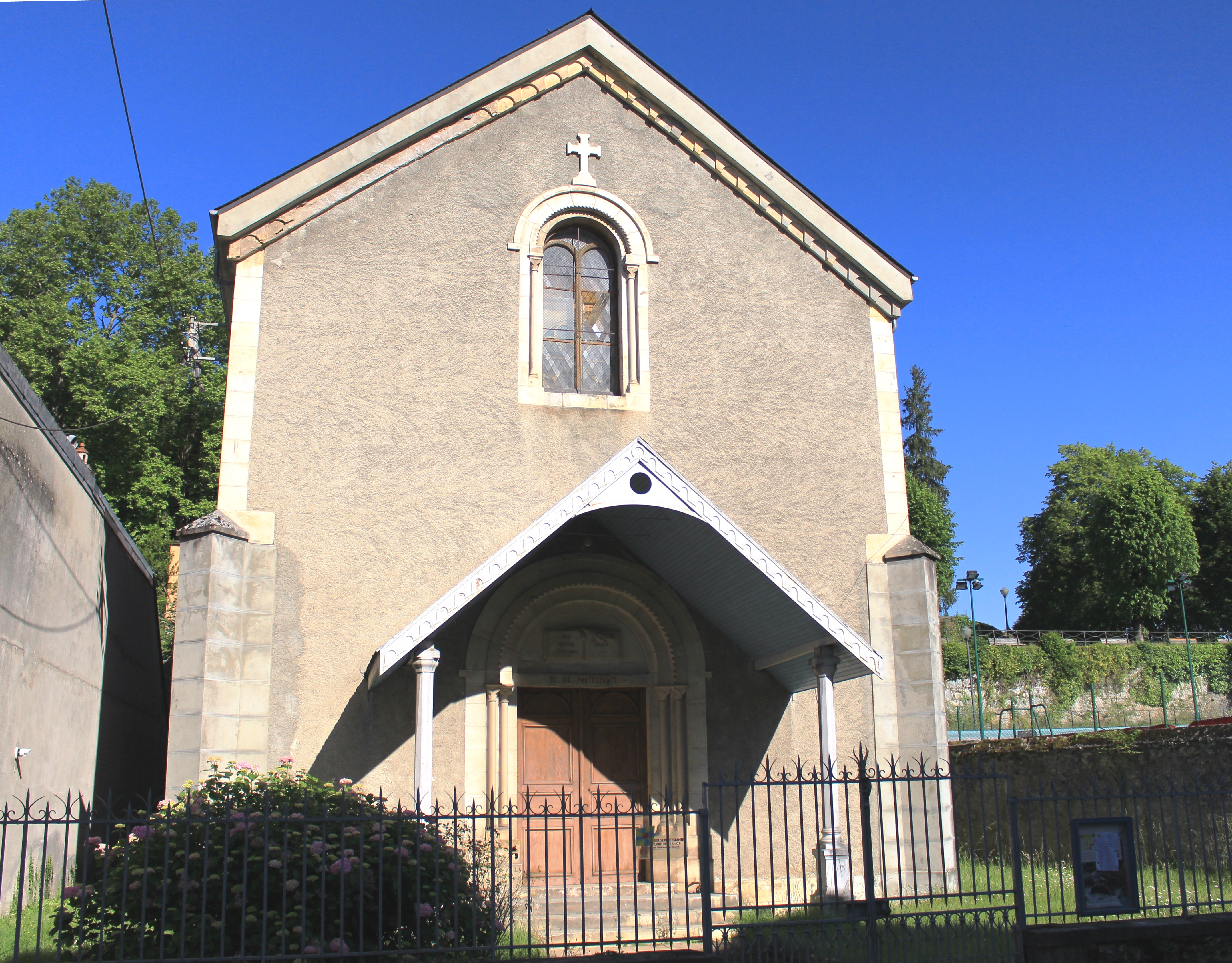
Temple protestant.
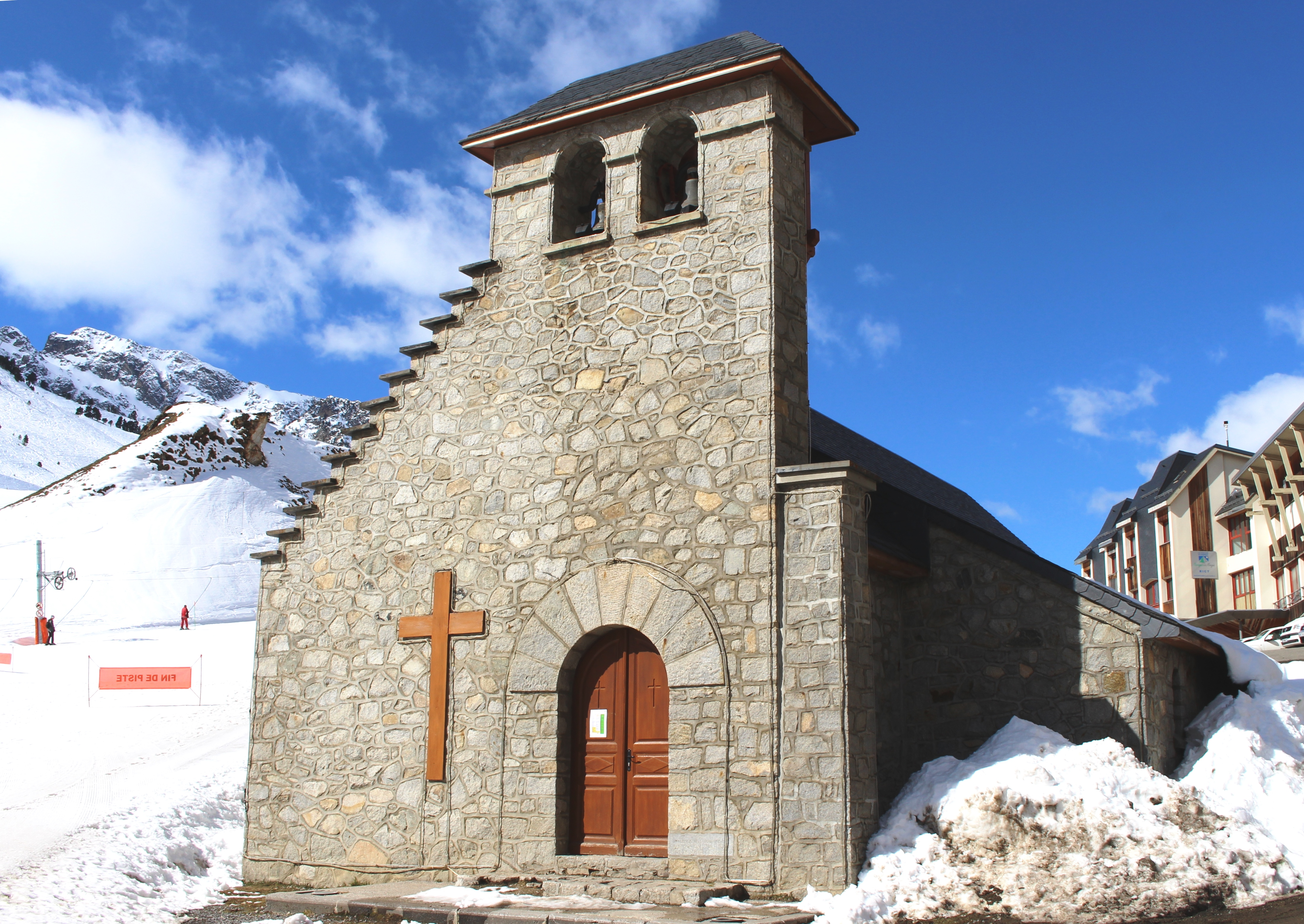
Chapelle Notre-Dame de La Mongie.
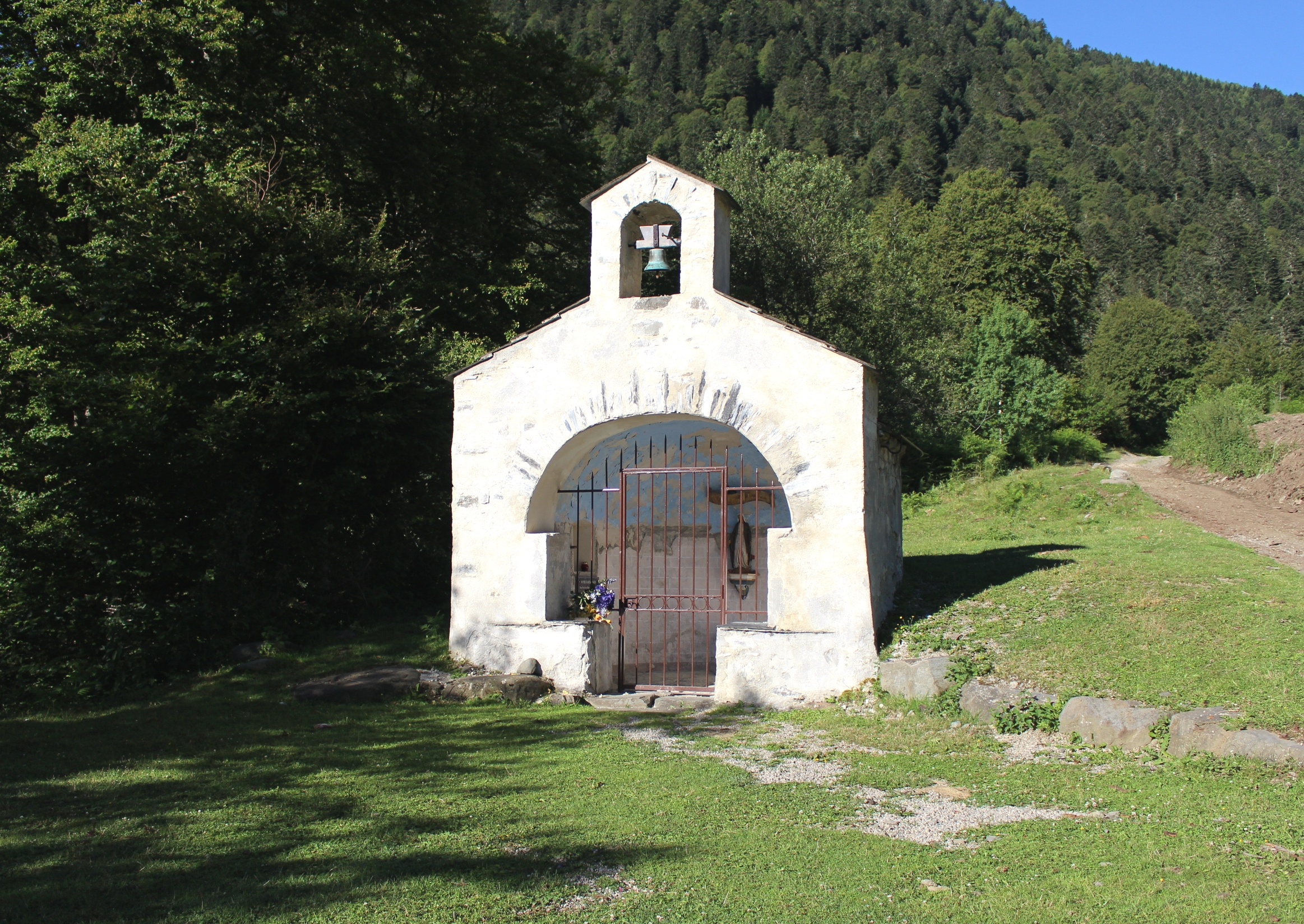
Chapelle Notre-Dame-des-Lacs de Lesponne.
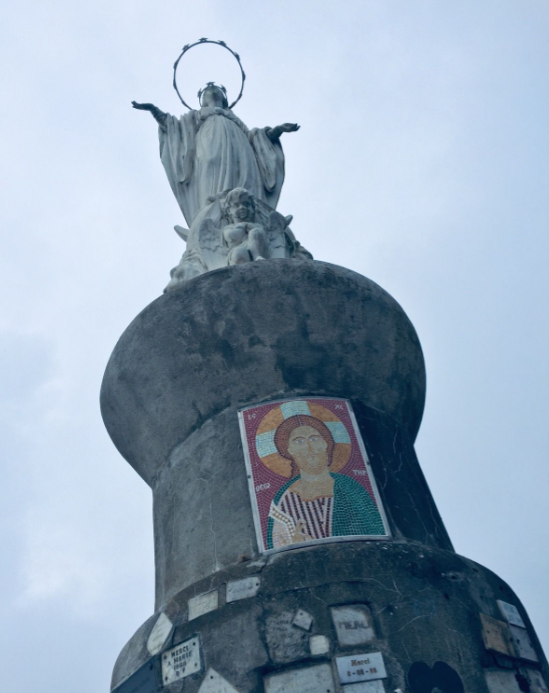
La Vierge du Bédat, en février 2022.
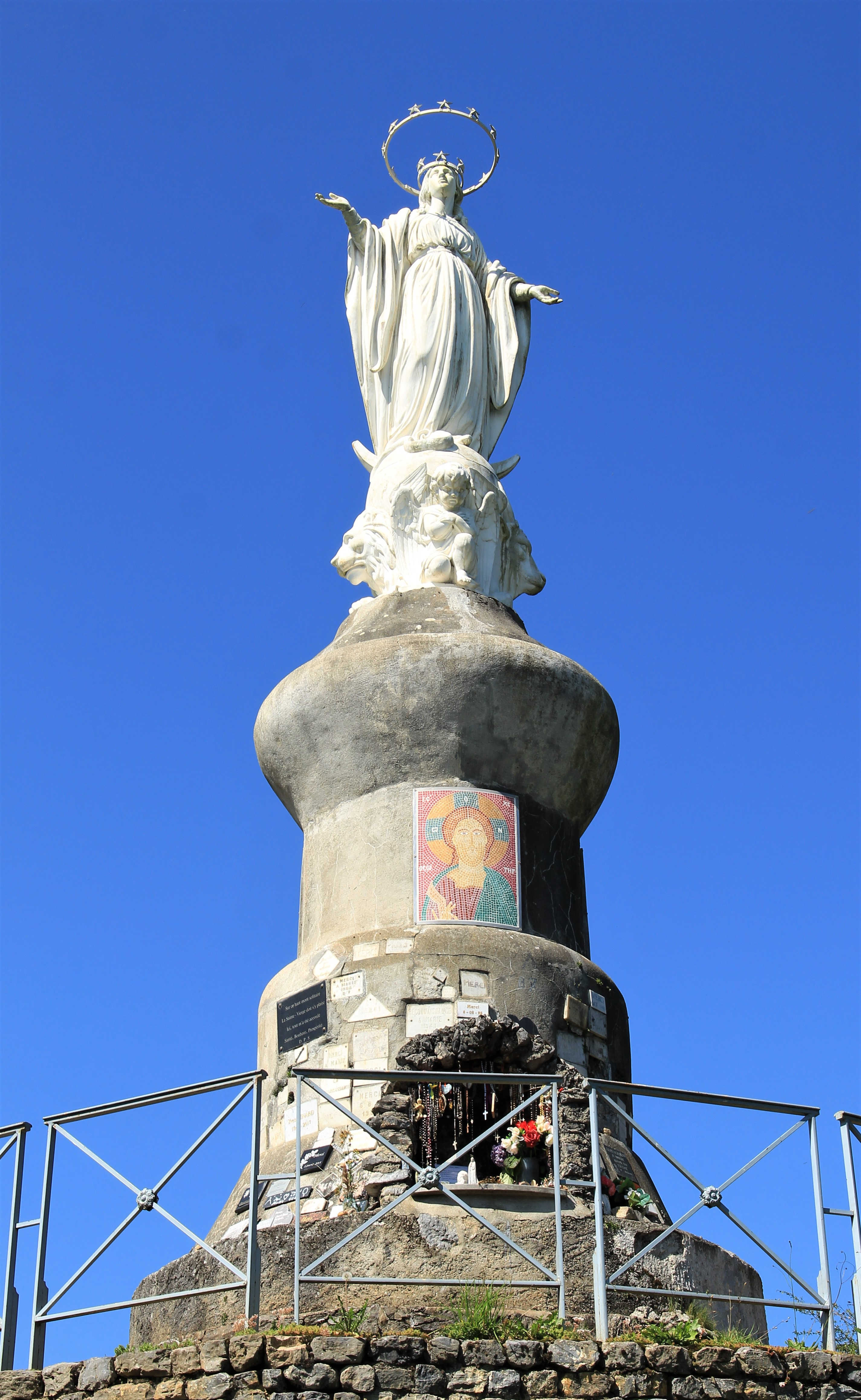
La Vierge du Bédat, en 2023.

#### Autres
- De type gothique flamboyant, la tour des Jacobins, beffroi carré aux deux premiers étages puis octogonal de 35 mètres de hauteur, est le vestige de ce qui fut l'église des frères prêcheurs. L'église fut ravagée par un incendie en 1343. Le couvent et le cloître furent démolis en 1793. L'édifice a fait l'objet d'un classement par arrêté du 16 février 1932 aux monuments historiques[93].
- La ville présente des habitations remarquables inscrits aux monuments historiques, dont la maison d'Uzer dont les façades, toitures et de nombreux éléments intérieurs[94] ou la maison de Jeanne d'Albret, remarquable pour le rez-de-chaussée de sa façade[95].
- Les Grands Thermes de Bagnères-de-Bigorre se caractérisent, pour une grande part, par une architecture classique du XIXe siècle, utilisant de nobles matériaux tels que le marbre des Pyrénées. Le Palmarium offre un exemple de l'architecture caractéristique de l'ère industrielle.
- Le monument aux morts, inscrit en 2018 au titre des monuments historiques[96].
- La halle de la fin du XIXe siècle, de type Baltard.

Sélection de vues des édifices d'architecture civile
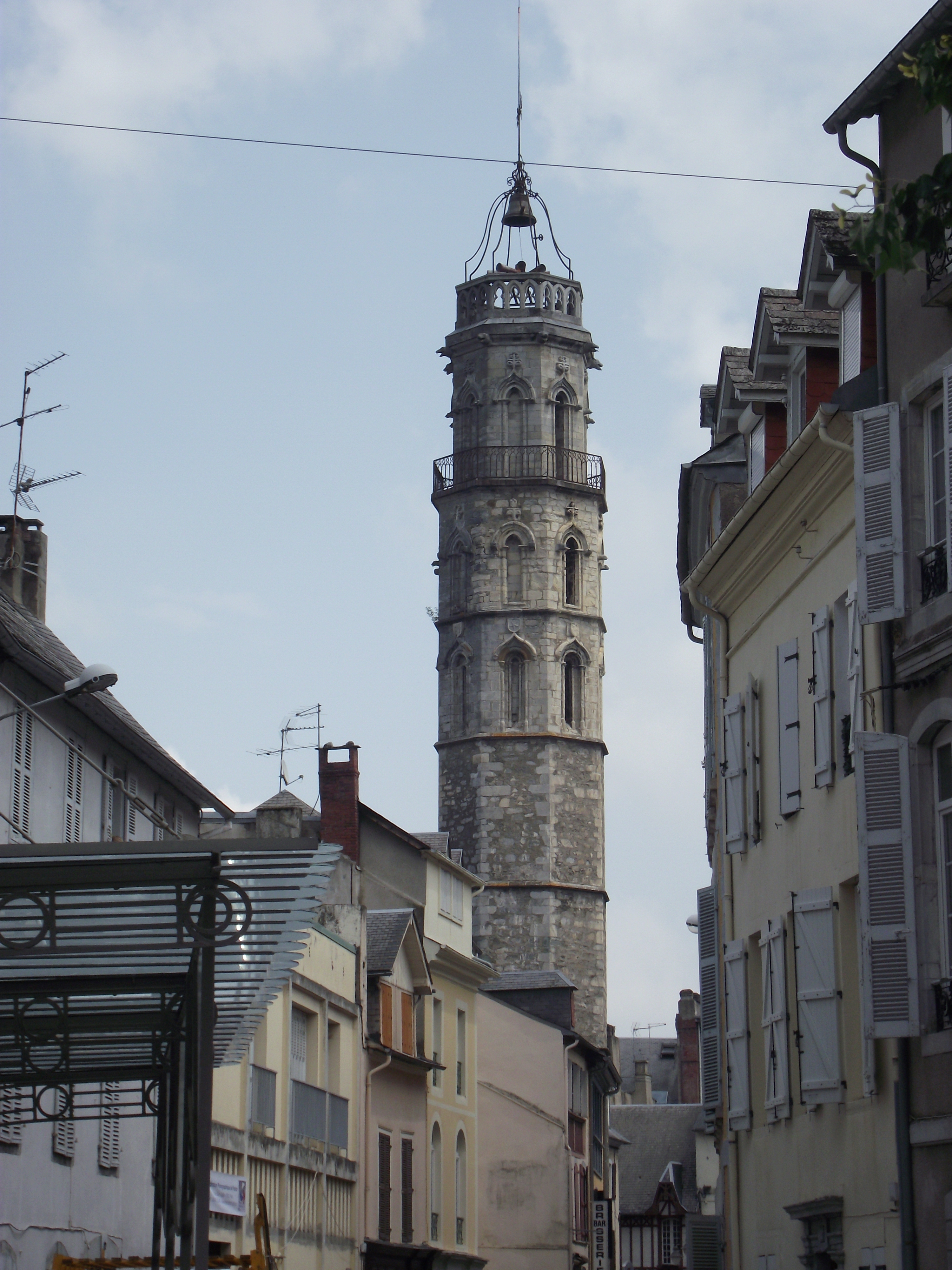
Tour des Jacobins
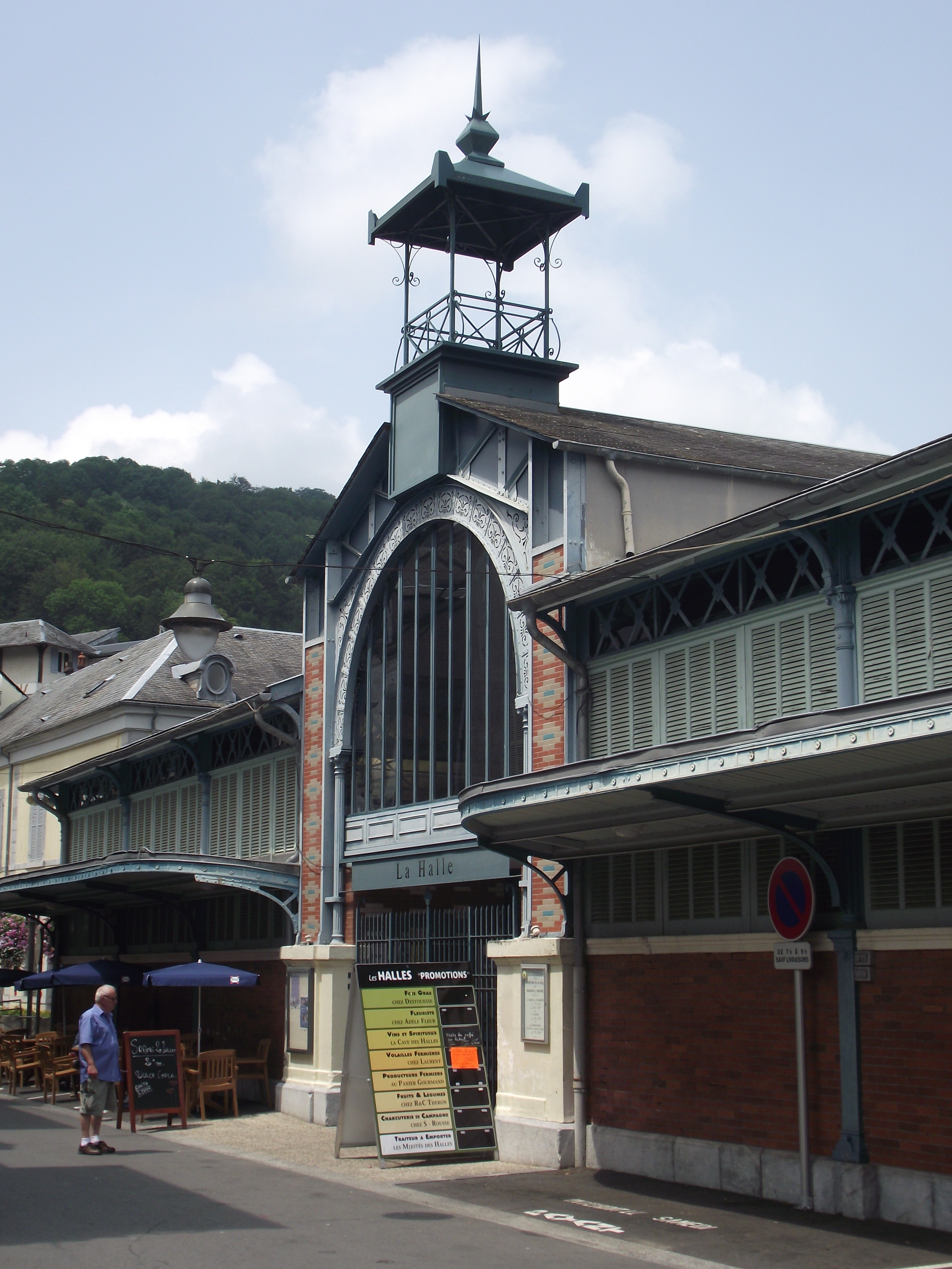
Halles.
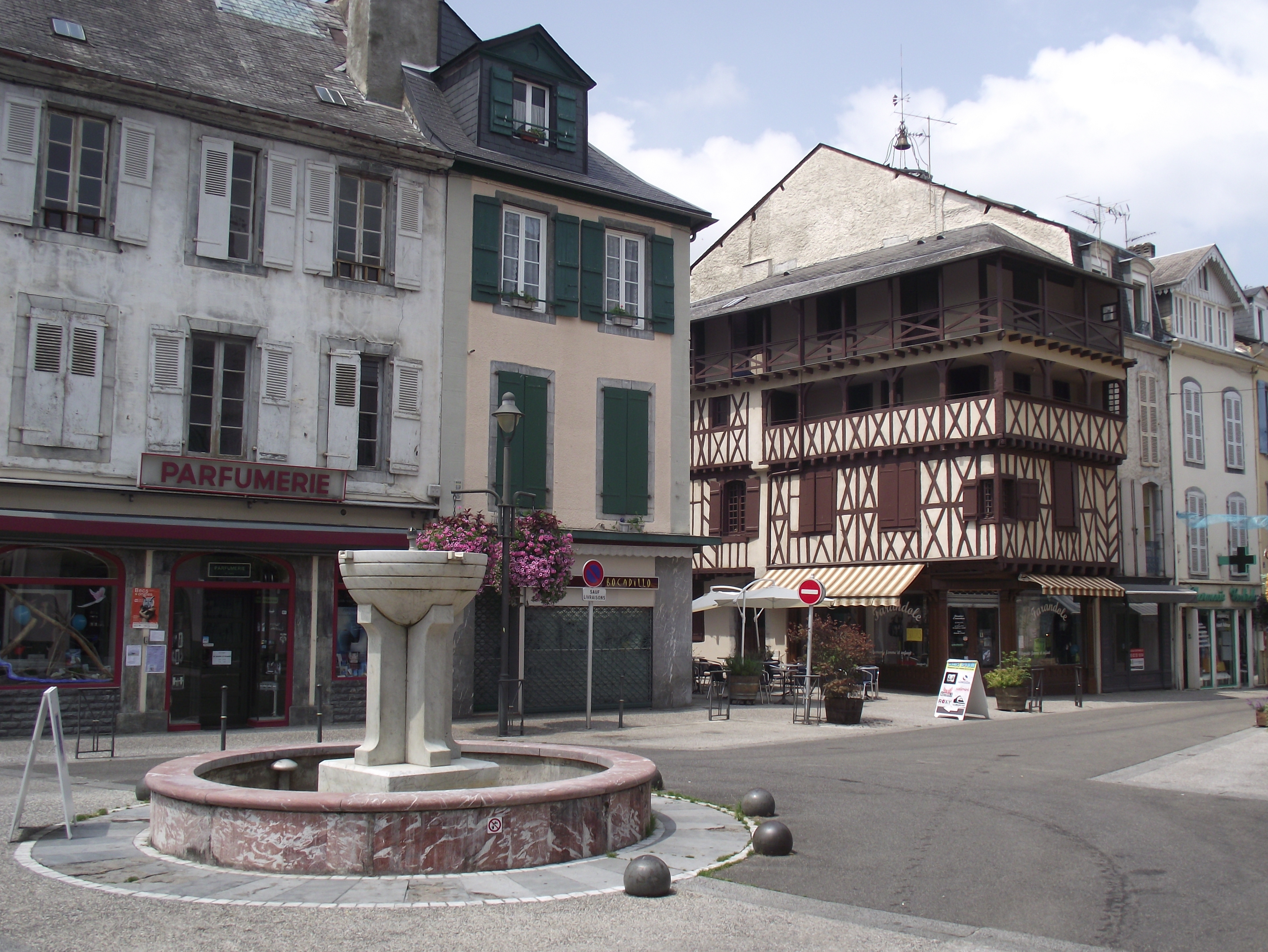
Place de Strasbourg.
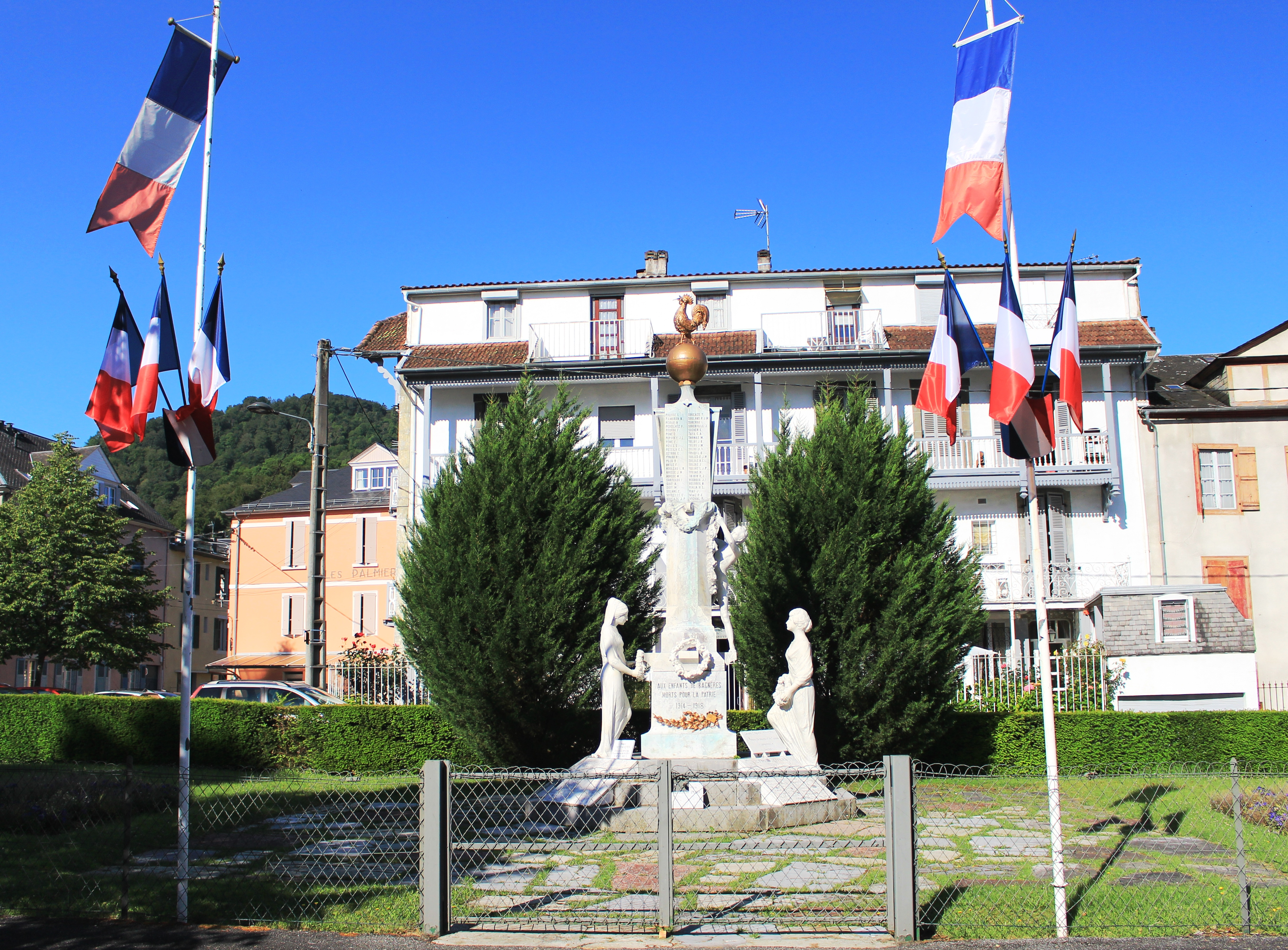
Monument aux morts.
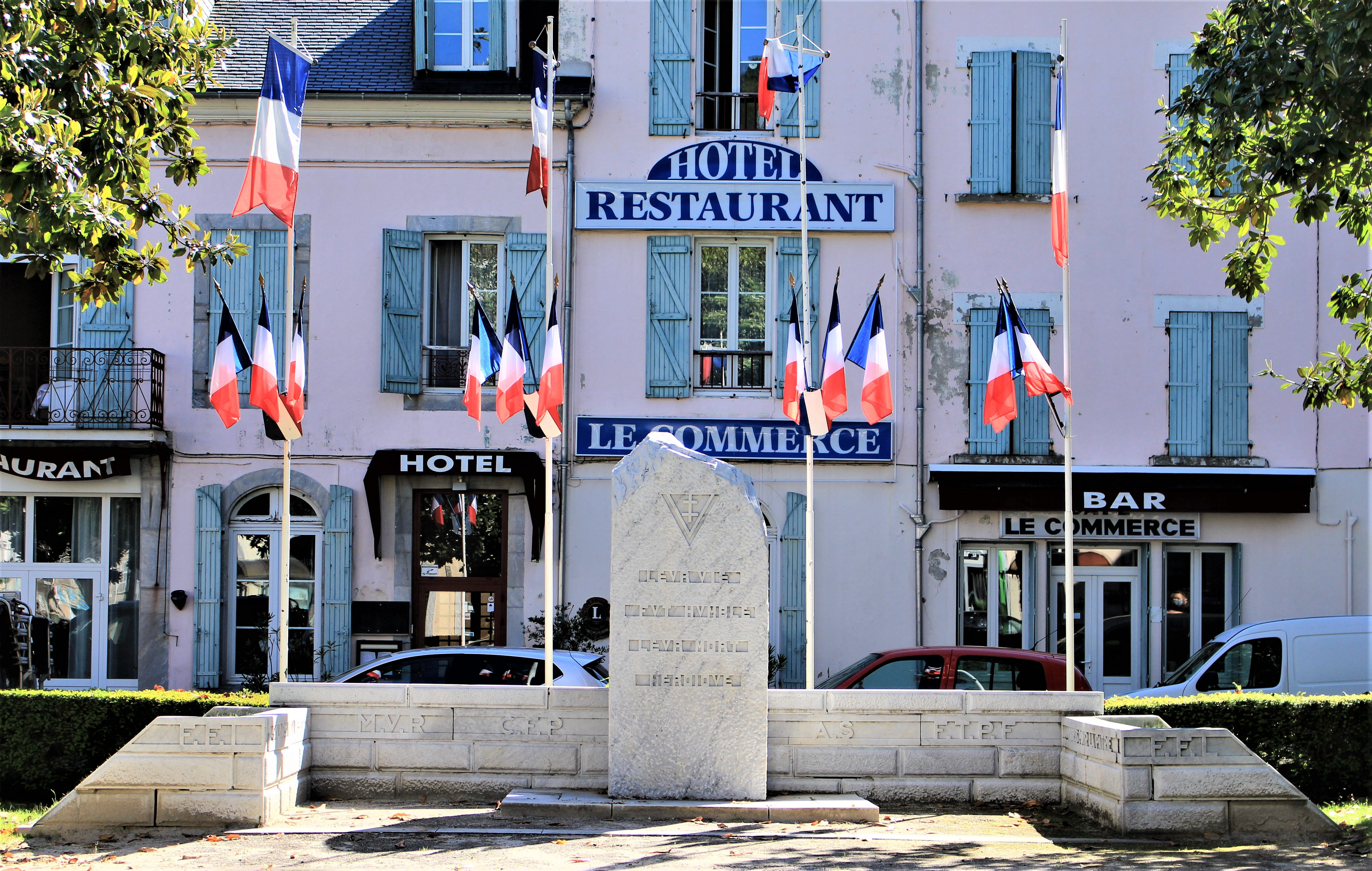
Monument aux morts de la résistance.
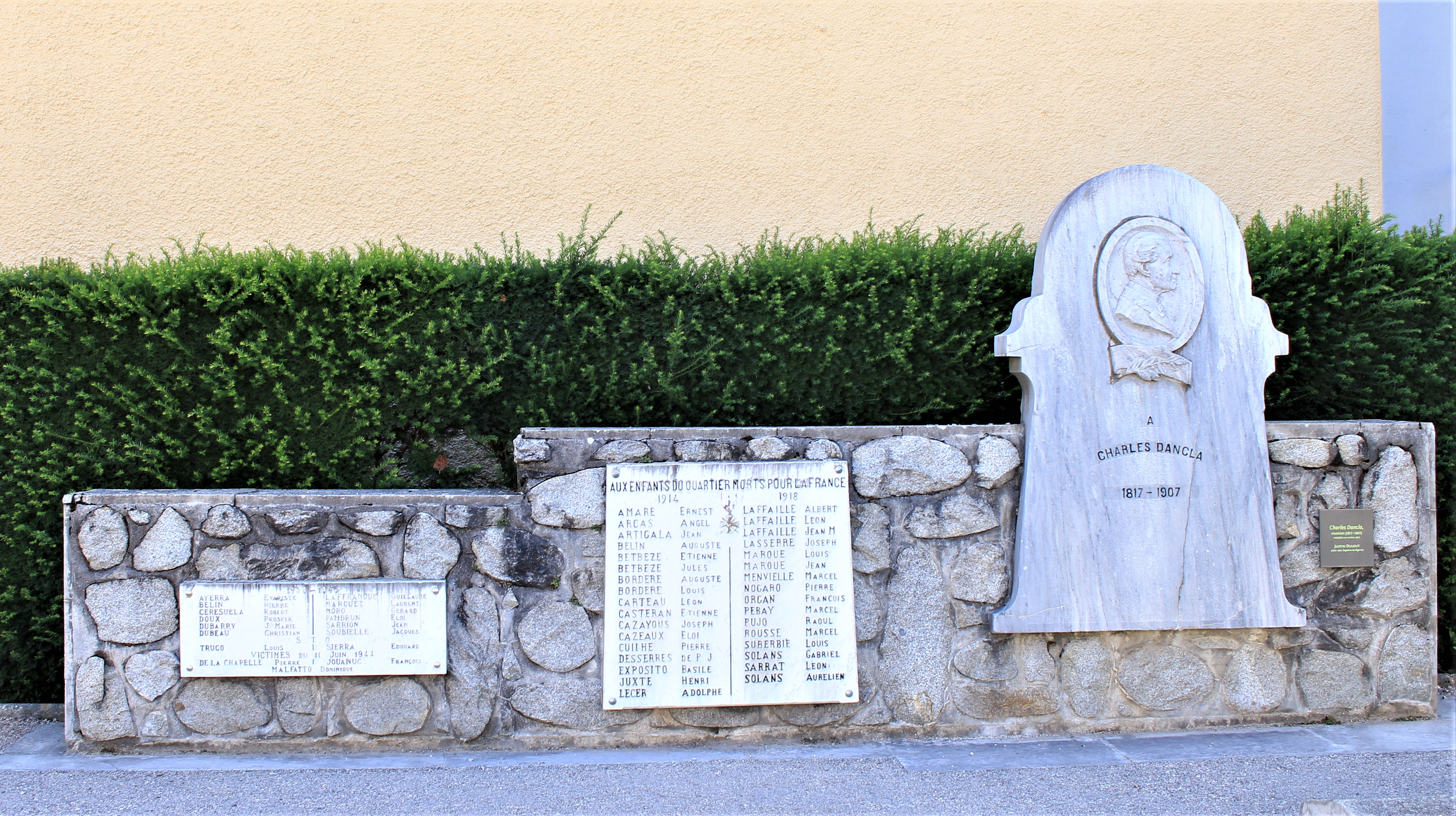
Monument aux morts du Pouey.
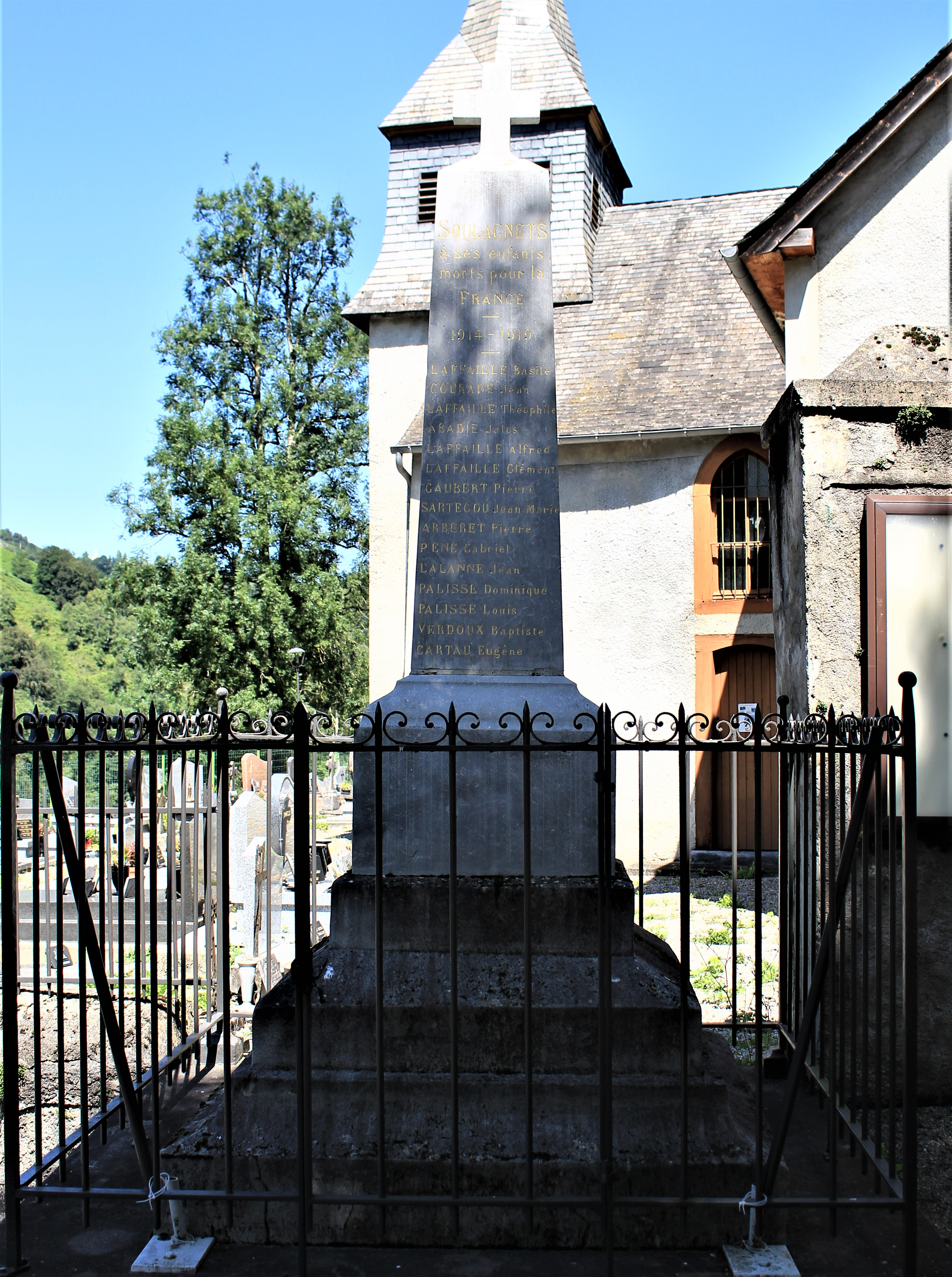
Monument aux morts de Soulagnets.
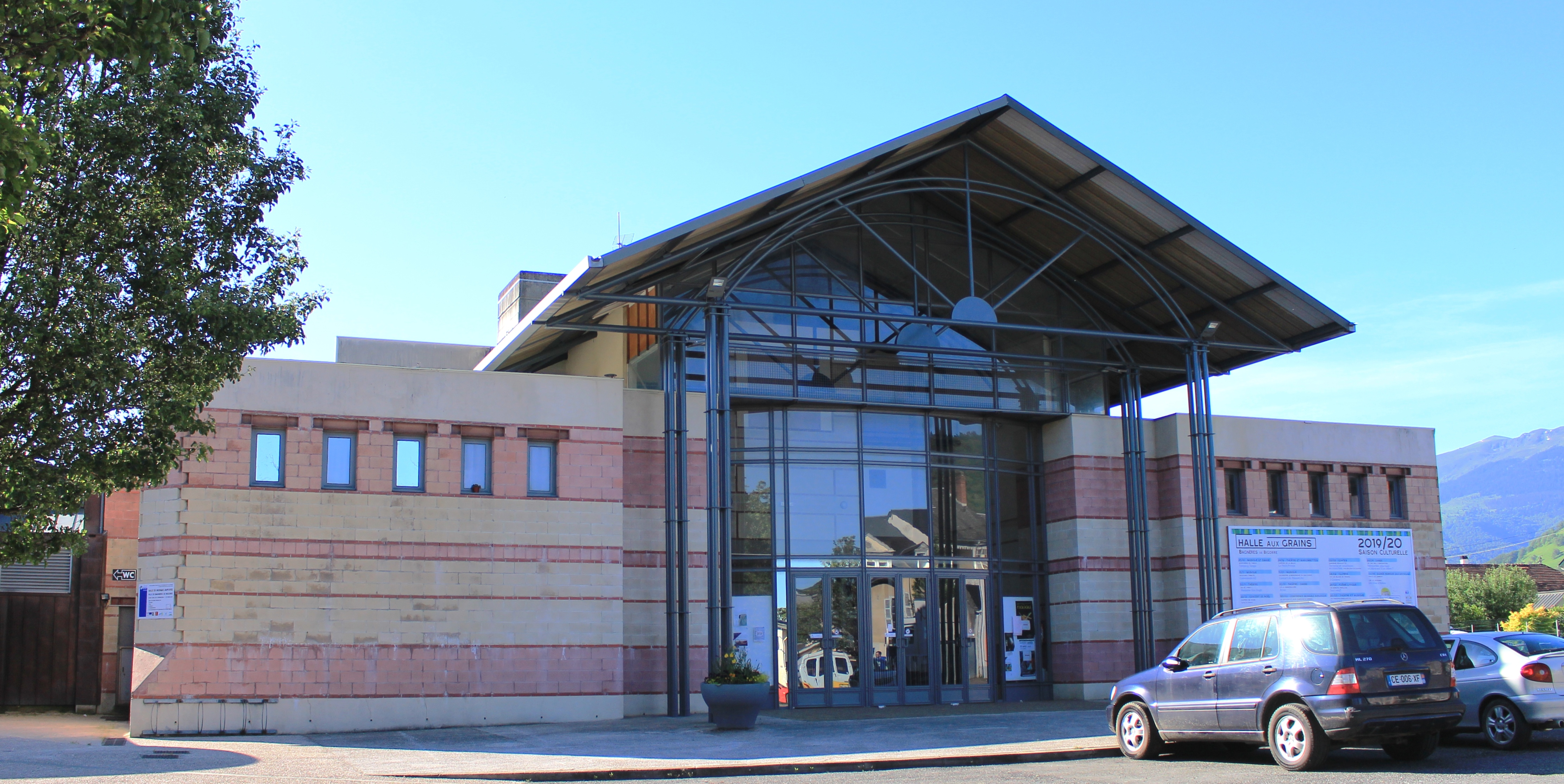
Halle aux grains.
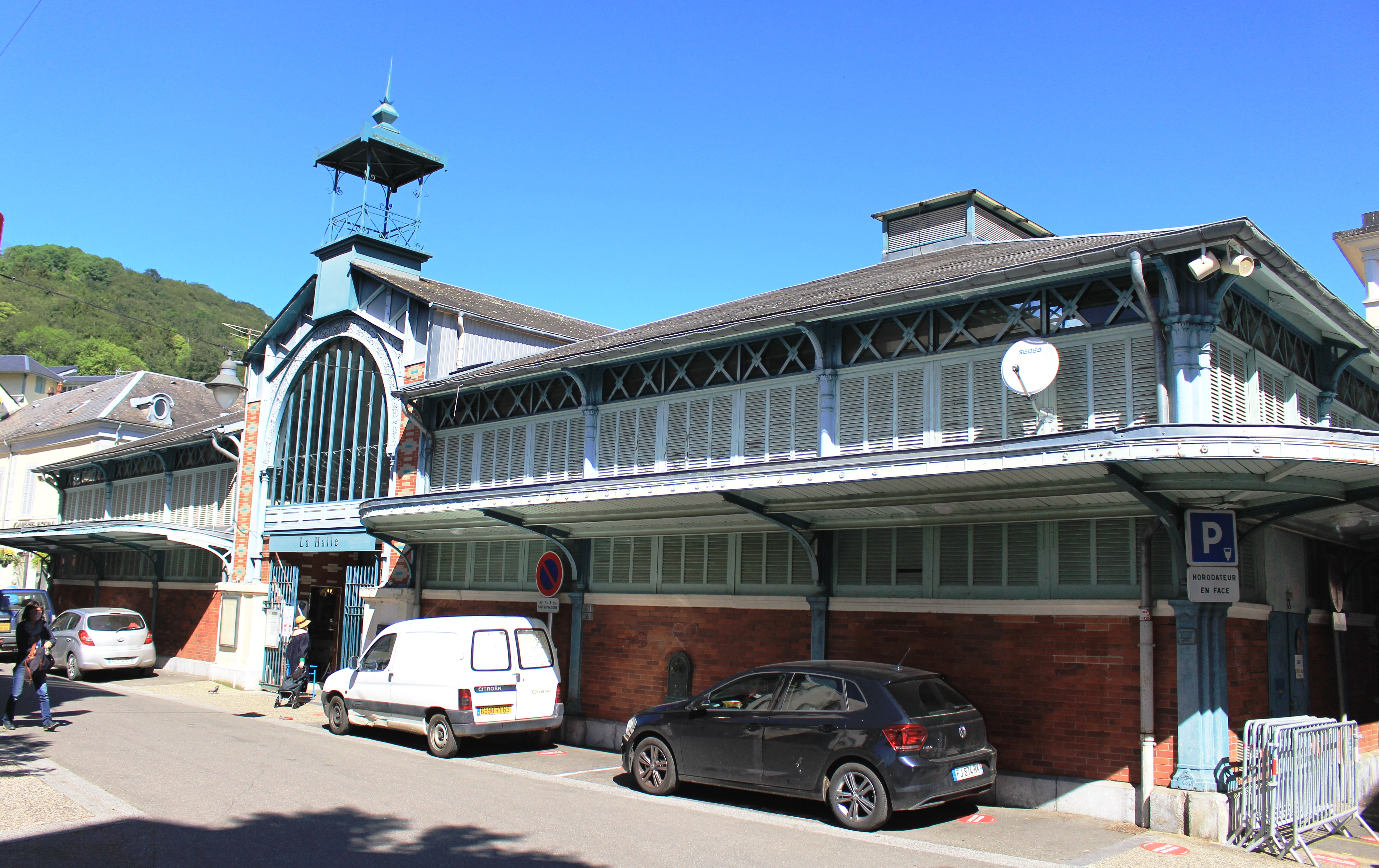
Halle.
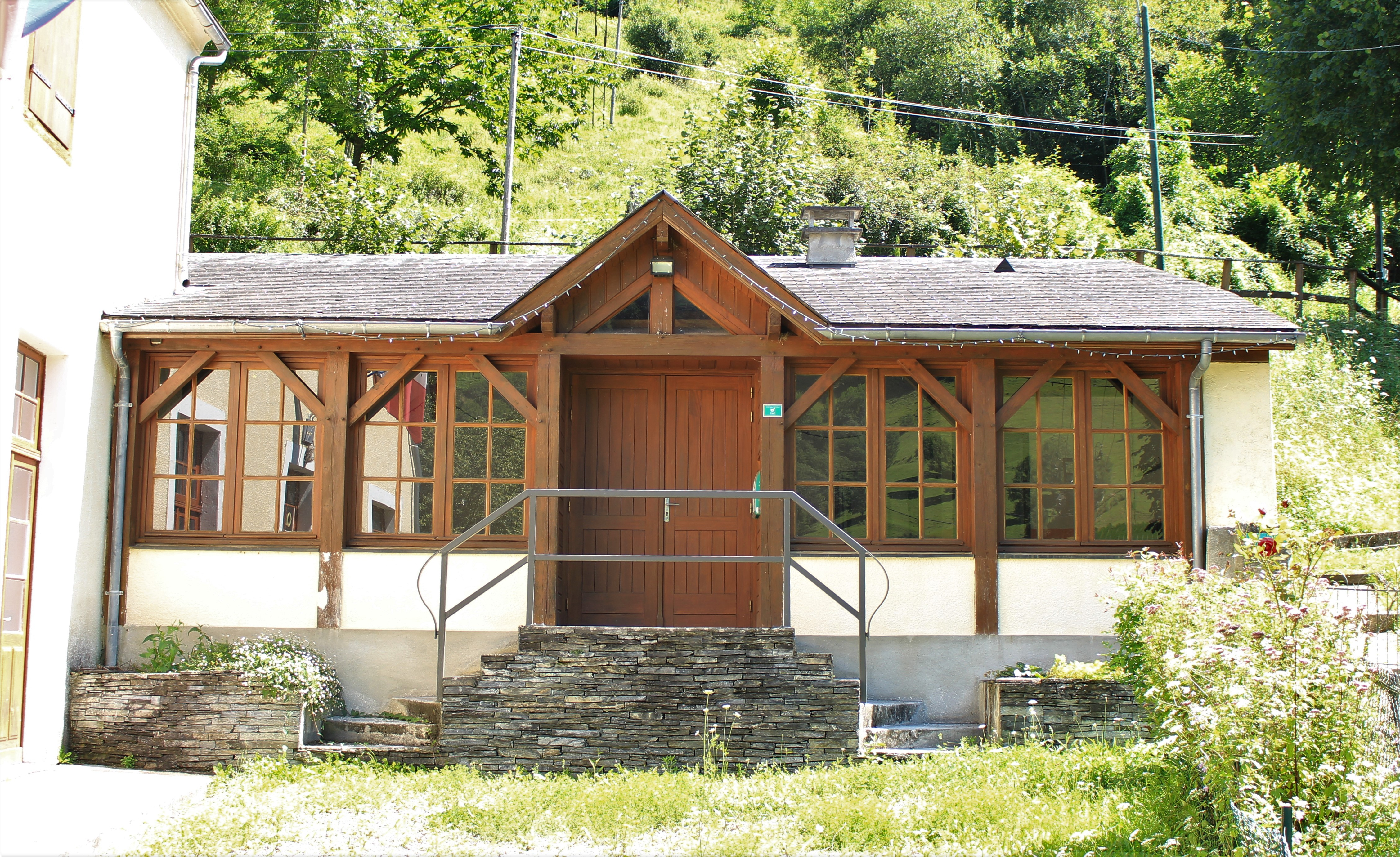
Salle des fêtes de Soulagnets.

### Musées
La ville compte trois musées : le musée des Beaux-arts (musée Salies) qui se trouve au-dessous de la partie la plus ancienne des thermes (les bains du Dauphin datant de 1783), le Musée d'histoire naturelle et le Musée du marbre créé en 2007. Ce dernier présente plus de 300 grands échantillons de marbres européens identifiés.

Sélection de vues des musées
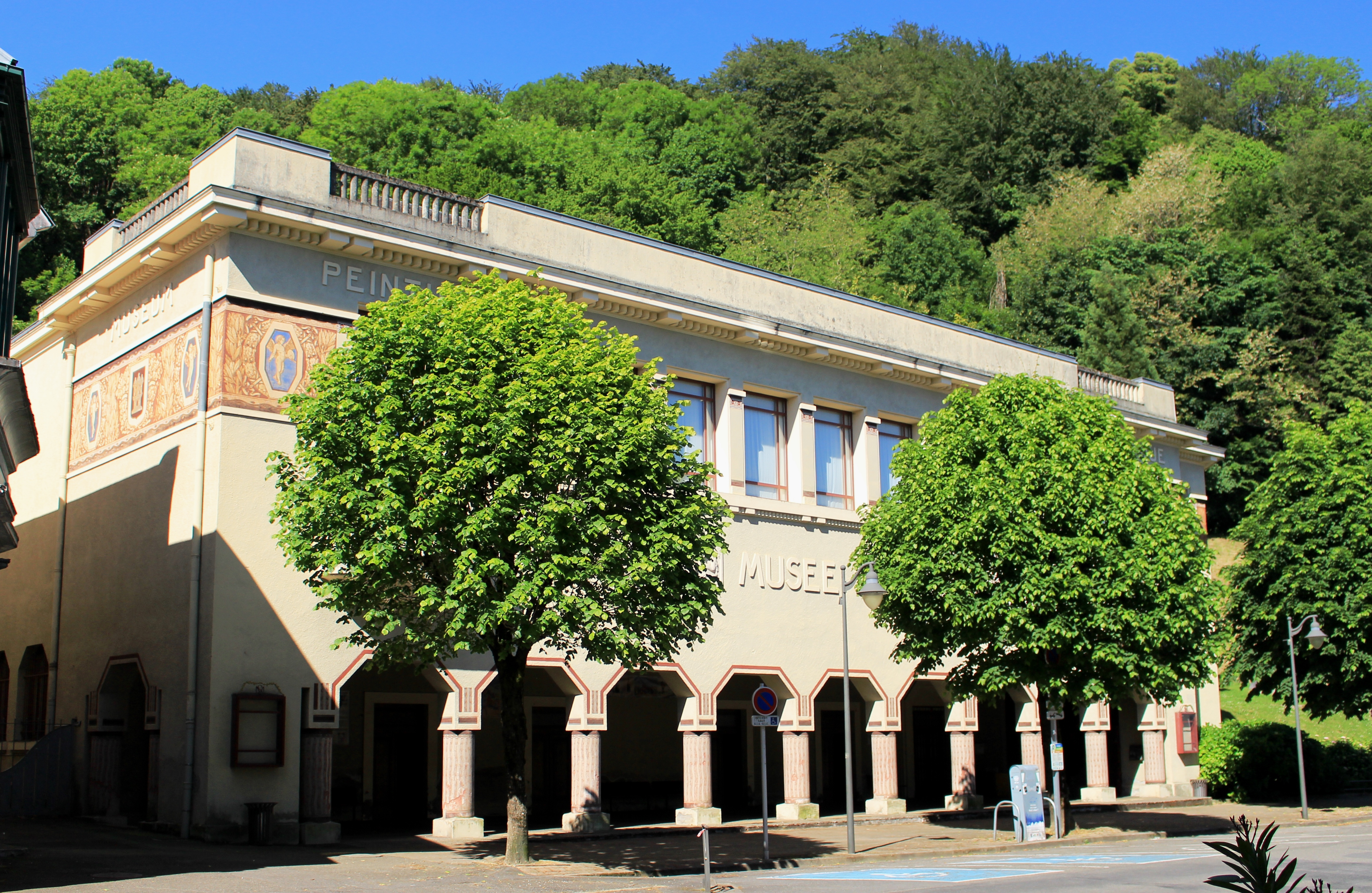
Musée Salies.
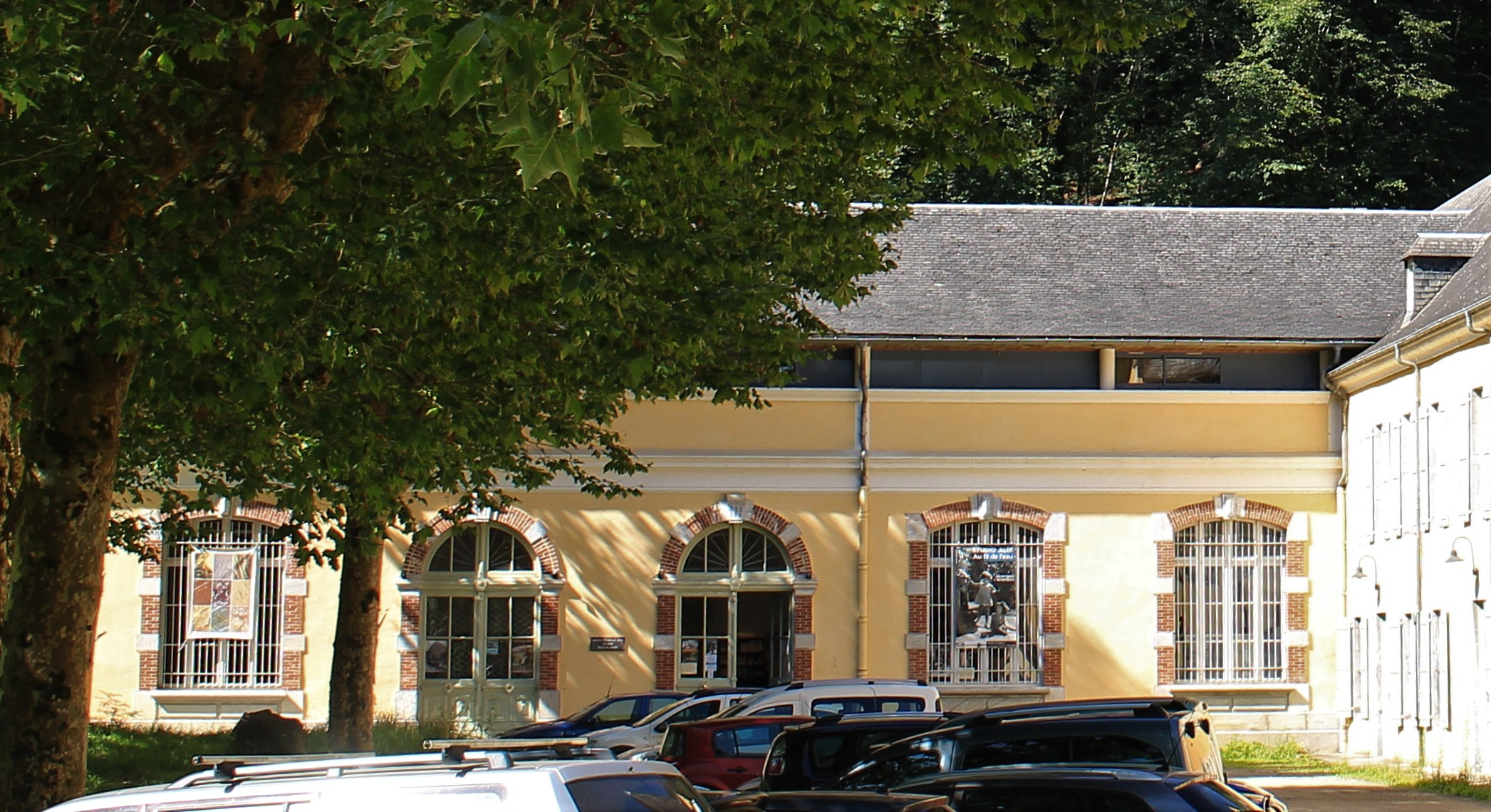
Musée du Marbre.
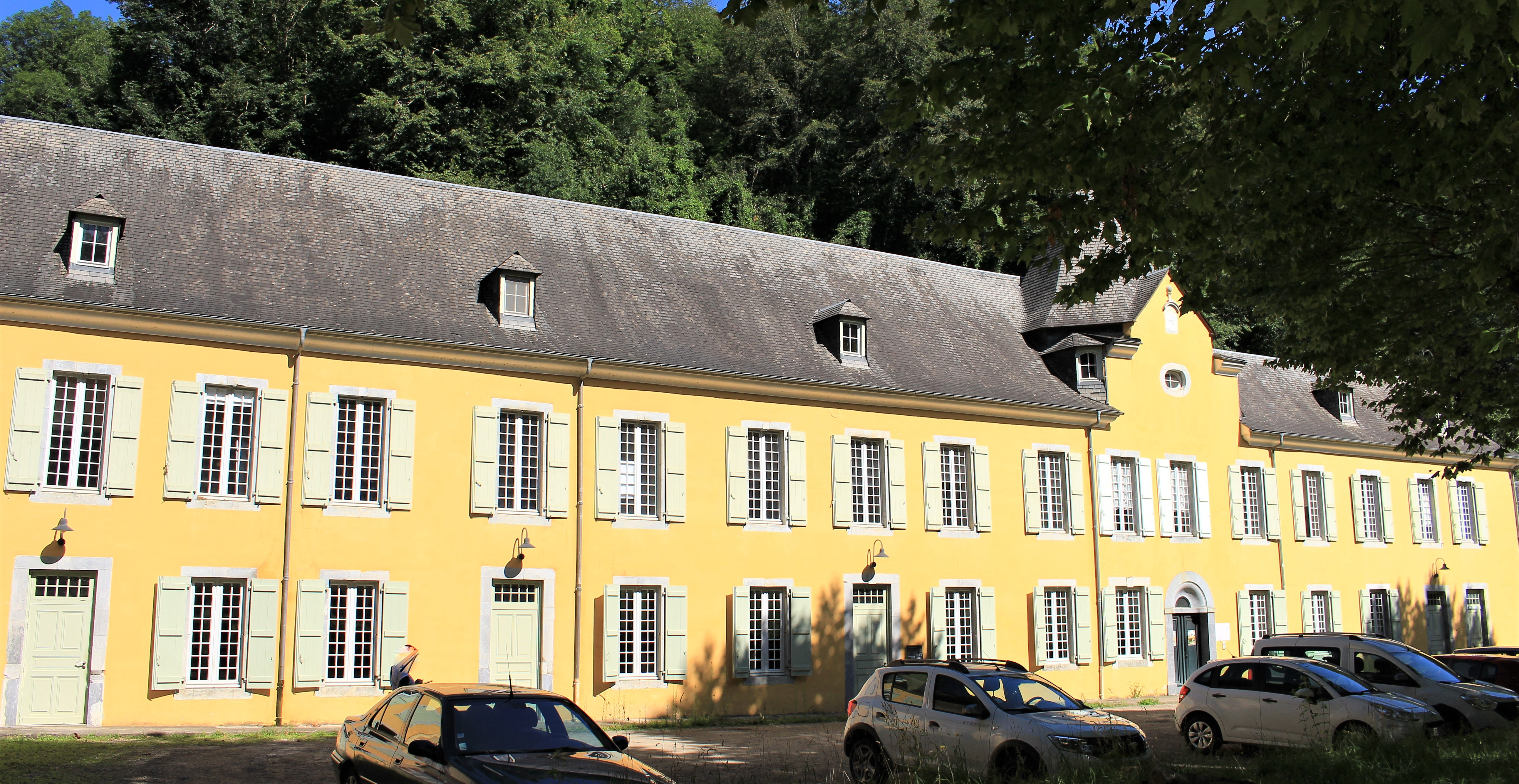
Muséum Salut.

### Équipements culturels
La ville dispose de plusieurs centres culturels : une médiathèque, un centre culturel municipal et un cinéma, « le Maintenon ».
Plusieurs manifestations culturelles sont organisées, dont le festival du Piano Pic, « Chopin à Bagnères », le « Week-end des Arts de la Rue », le festival musical « À Voix Haute », « Les rencontres lycéennes de vidéo » (week-end de l'ascension) et le salon du Livre pyrénéen.
La ville possède aussi un orchestre appelé l'Harmonie Bagnéraise, ainsi qu'une chorale, La chorale des chanteurs montagnards qui est la plus ancienne chorale profane de France et d'Europe[réf. nécessaire].

Sélection de vues des équipements culturels
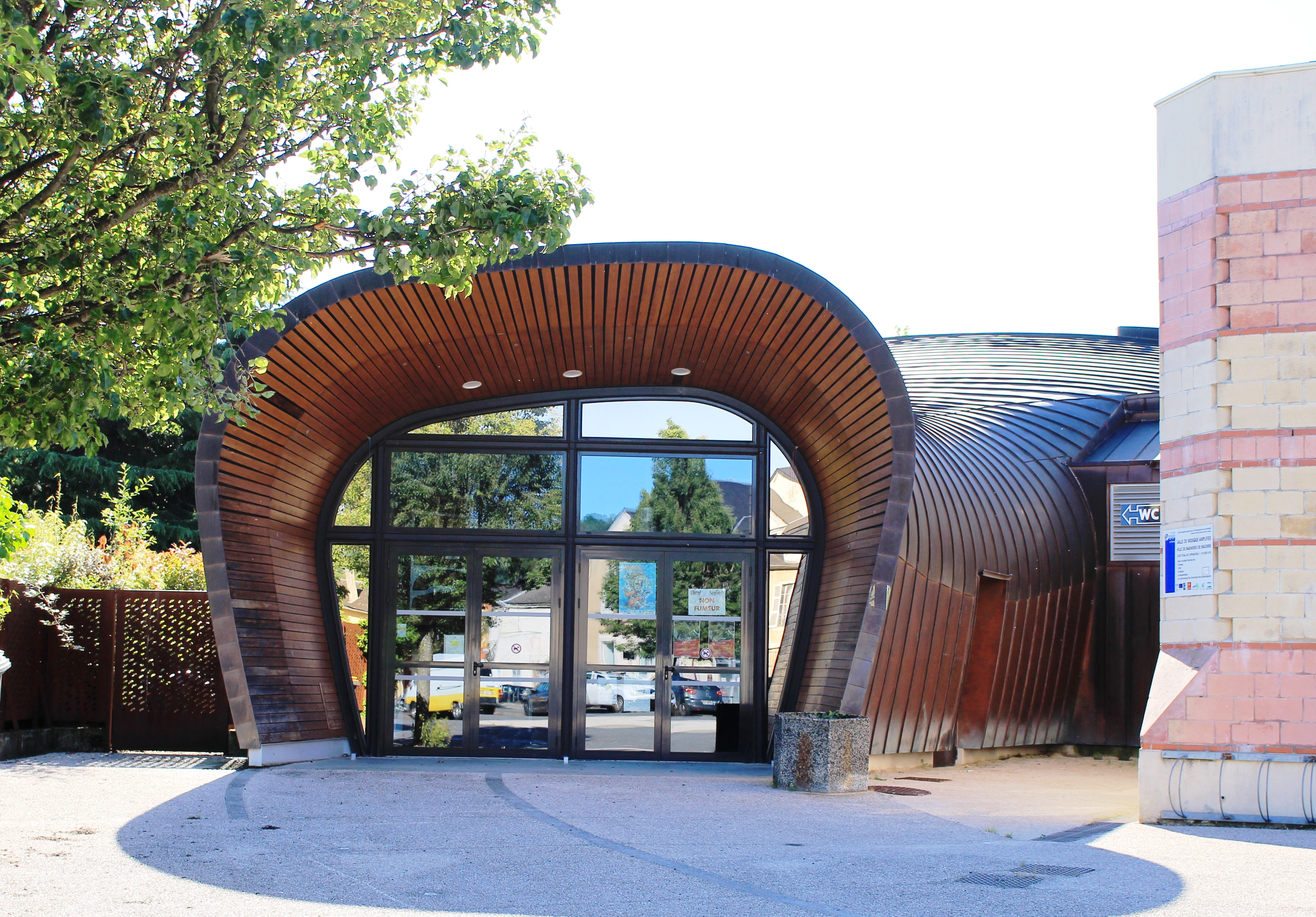
Salle de musique.
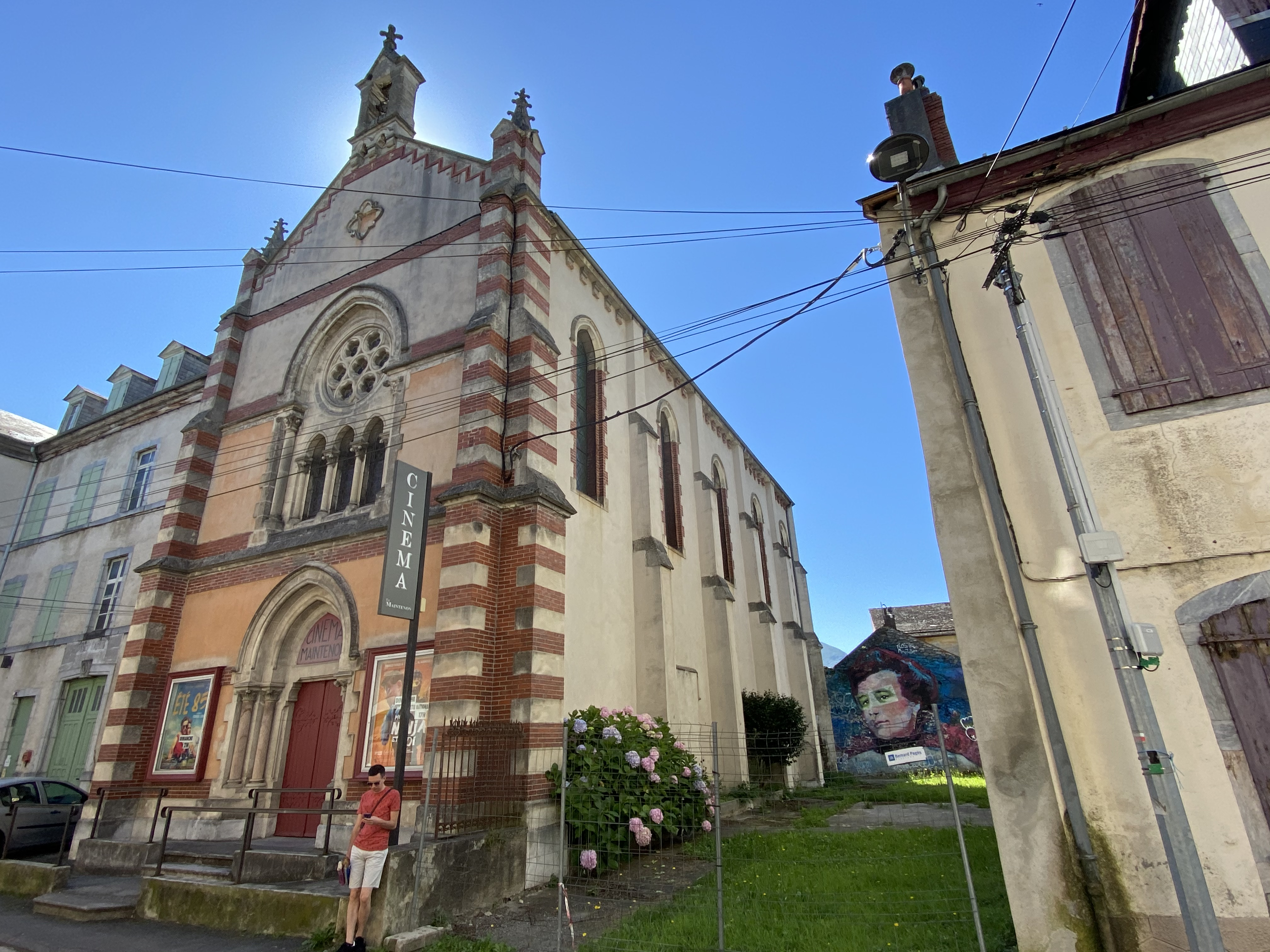
Cinema Le Maintenon.

### Personnalités liées à la commune
- Famille Bédat : originaire de Bagnères-de-Bigorre ;
- Jean-Baptiste Robert (1733-1798), général des armées de la République, y est décédé.
- Pierre Guchan, homme politique né le 21 septembre 1748 à Bagnères-de-Bigorre (Hautes-Pyrénées) et décédé le 12 septembre 1828 au même lieu.
- André Joseph Boussart (1758-1813) : général des armées républicaines et de l'Empire mort à Bagnères-de-Bigorre ;
- Carlos de Gimbernat (1768-1834), géologue et naturaliste espagnol mort le 12 octobre 1834 à Bagnères-de-Bigorre.
- Alfred Roland (1797-1874) : compositeur et créateur du conservatoire de musique de Bagnères-de-Bigorre ;
- Émilien Frossard (1802-1881) : pasteur, géologue, pyrénéiste, aquarelliste, géologue et fondateur de la Société Ramond avec ses deux fils Émilien-Sigismond et Charles-Louis. C'est un bienfaiteur de la ville. Il est décédé à Bagnères-de-Bigorre ;
- François Soubies (1803-1869), homme politique, député des Hautes-Pyrénées de 1849 à 1851.
- Jean-Jacques Vignerte (1806-1870) : homme politique mort à Bagnères-de-Bigorre ;
- Charles Dancla (1817-1907) : violoniste et compositeur né à Bagnères-de-Bigorre ;
- Charles Duclerc (1812-1888) : homme politique né à Bagnères-de-Bigorre ;
- Émile Albert (1822-1865), pianiste et compositeur, mort à Bagnères-de-Bigorre pendant les répétitions en ville d'une de ses œuvres ;
- Jean Antoine Dours (1824-1874), entomologiste, est né dans la commune ;
- Émile Taillebois (1841-1892) archéologue et numismate mort à Bagnères-de-Bigorre ;
- Charles Jeanmaire (1844-1912), est décédé à Bagnères-de-Bigorre ;
- Émile Marchand (1852-1914), astronome, directeur de l'observatoire du Pic du Midi, décédé à Bagnères-de-Bigorre ;
- Georges Desplas (1856-1922), avocat et homme politique, député de la Seine et ministre des Travaux publics et des Transports.
- Ulpiano Checa y Sanz (1860-1916), peintre et graveur espagnol ;
- Blanche Odin (1865-1957) : peintre aquarelliste ayant vécu et morte à Bagnères-de-Bigorre ;
- Julian Bourdeu (1870-1932) : journaliste et commissaire de police en Argentine, né à Bagnères-de-Bigorre ;
- Philadelphe de Gerde (1871-1952) : poétesse du Félibrige originaire de Gerde et dont une stèle rappelle le souvenir en face des thermes ;
- Alan Brooke (1883-1963) : Field Marshal britannique né à Bagnères-de-Bigorre ;
- Pierre-Georges Latécoère (1883-1943) : industriel et homme d'affaires né à Bagnères-de-Bigorre ;
- Georges Bernanos (1888-1948) : écrivain qui a séjourné à Bagnères-de-Bigorre entre 1926 et 1927 ;
- Hélène Elizaga (1896-1981), peintre, y naît ;
- Tony Poncet (1918-1979) : ténor, artiste lyrique et ancien combattant ayant vécu à Bagnères-de-Bigorre ;
- Raymond Despiau (1935-2013), pyrénéiste et alpiniste ;
- Jean Gachassin (1941-) : ancien joueur de rugby français et président de la Fédération française de tennis né à Bagnères-de-Bigorre ;
- Jean-Louis Bruguès (1943-) : archevêque né à Bagnères-de-Bigorre ;
- Roland Bertranne (1949-) : international de rugby à XV et ancien joueur du Stade bagnérais ;
- Jean-Paul Betbèze (1949-) : économiste né à Bagnères-de-Bigorre ;
- Jean-Michel Aguirre (1951-) : international de rugby à XV et ancien joueur du Stade bagnérais ;
- Jean-François Gourdon (1954-) : international de rugby à XV et ancien joueur du Stade bagnérais ;
- Yves Duhard (1955-) : joueur de rugby à XV né à Bagnères-de-Bigorre ;
- Philippe Tapié (1966-) : ancien joueur de rugby ayant joué au Stade bagnérais ;
- Violaine Bérot (1967) : écrivain née à Bagnères-de-Bigorre ;
- Wilfrid Forgues (1969-) et Frank Adisson (1969-) : champions olympiques de canoë en 1996 ;
- Sophie Theallet (1964-) : styliste[98], née à Bagnères-de-Bigorre ;
- Emmanuel Macron (1977-) : Président de la République française, y séjourne occasionnellement. Ses grands-parents maternels, Jean et Germaine Arribet, sont de Bagnères-de-Bigorre.
- Adrien Théaux (1984-) : skieur alpin français, a fait son école primaire et son collège à Bagnères-de-Bigorre, tout en s'entraînant dans la station de La Mongie[99].

### Héraldique
| Blason | Blasonnement : De gueules à trois tours d'argent, celle du milieu plus élevée, le tout enfermé dans une enceinte de murailles du même, ajourée et maçonnée de sable. |